# Annemarie Schwarzenbach
Annemarie Minna Renée Schwarzenbach (Zürich, 23 mei 1908 – Sils im Engadin, 15 november 1942), was een Zwitserse (Duitstalige) schrijfster, journaliste, dichteres en fotografe, die vanaf 1935 de Franse nationaliteit had.
Zij leek na haar wetenschappelijke promotie in de geschiedenis op 23-jarige leeftijd voorbestemd voor een universitaire carrière, maar gaf de voorkeur aan het schrijverschap. Zij schreef romans, verhalen, feuilletons en prozagedichten. Als reis- en fotojournaliste maakte ze reportages van haar lange autotochten door vele gebieden in Europa, het Midden-Oosten, Centraal-Azië, Afrika en de Verenigde Staten.
Haar fotogenieke, charismatische verschijning met androgyne trekken werd door velen (zowel mannen als vrouwen) als onweerstaanbaar beschouwd. Ze leefde vrijgevochten en had vele homoseksuele verhoudingen. Ze was als schrijfster zeer productief, maar leed ook aan ernstige depressies en verslavingen. Ze was fel antifascistisch tijdens het interbellum en in de eerste jaren van de Tweede Wereldoorlog. Met haar vermogende familie, die met nazi-Duitsland sympathiseerde, was de verstandhouding zeer problematisch, maar tot een definitieve breuk kwam het niet.
Annemarie Schwarzenbach stierf na een (later als "nogal dom" gekenschetst) fietsongeluk op 34-jarige leeftijd, vermoedelijk door verkeerde behandeling van haar hersenletsel. Een halve eeuw later ontstond een hernieuwde golf van belangstelling voor persoon en werk van de vergeten schrijfster, die een stroom van uitgaven, heruitgaven, biografieën en studies op gang bracht.
Voor sommigen werd ze postuum een androgyne cultfiguur doordat ze speelde met haar genderidentiteit, onder meer door haar (destijds ongebruikelijke) kortgeknipte kapsel en mannenkleren. Auteurs die sinds 1987 onderzoek naar haar avontuurlijke levensloop en levenswijze hebben gedaan bespeurden geen intersekse-conditie, en ook is niet gebleken dat ze transseksueel of transgender was (geformuleerd in 21e-eeuwse terminologie). Wel was ze trots als ze voor een man of jongen werd aangezien. Sommige commentatoren zijn van mening dat ze "als lesbisch en drugsverslaafd auteur" in de 21e eeuw nog steeds met seksistische normen wordt beoordeeld.

## Familieachtergrond

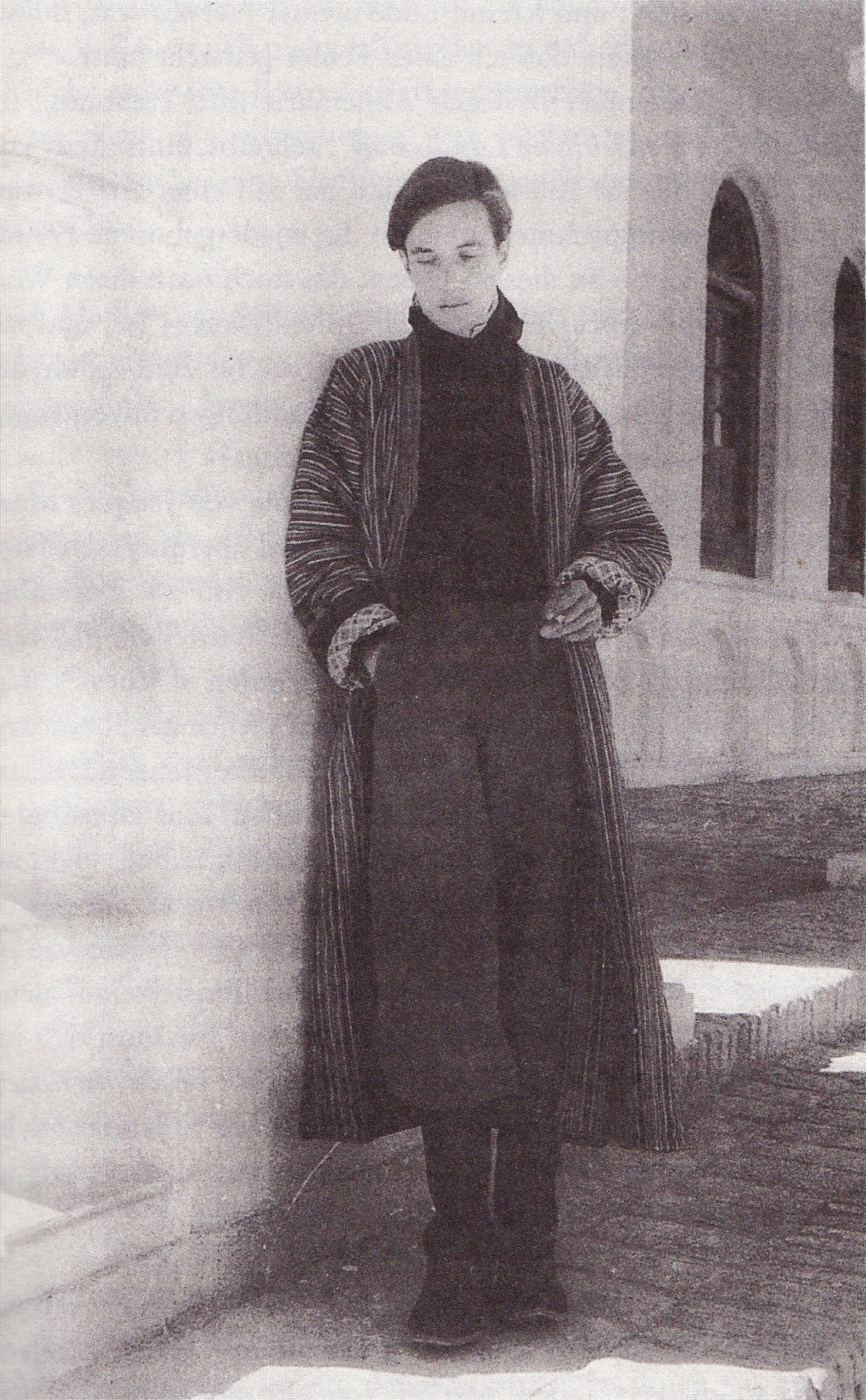
Annemarie Schwarzenbach, 1939

Annemarie Schwarzenbach was een telg uit een zeer rijke familie van industriëlen in Zürich, een combinatie van 'oud geld' (de familie Wille met verbindingen naar het Duitse adelsgeslacht Von Bismarck) en 'nieuw geld' (de zakenfamilie Schwarzenbach).

### Overgrootouders
Annemaries overgrootouders François Arnold Wille (1811-1896) en Eliza Wille-Sloman (1809-1893) waren, net als zijzelf, een journalist en een romanschrijfster. Er lijken parallellen te bestaan tussen de omstandigheden, interesses en opvattingen van dit Duitse echtpaar en die van hun achterkleindochter, die hen nooit gekend heeft. Eliza Sloman, dochter van een rijke Hamburgse reder, had in haar jeugd eens met de wonderkinderen Frédéric Chopin en Franz Liszt mogen pianospelen. Haar eerste grote dichtwerk, Der Sang des fremden Sängers, werd kort na verschijnen in 1835 om politieke redenen door de Duitse censuur verboden omdat het te veel sympathie ('Polenschwärmerei') zou tonen voor de Poolse Novemberopstand die in 1830-1831 door tsaar Nicolaas I van Rusland was neergeslagen.
Als liberale voorstanders van democratie en persvrijheid tijdens de Vormärz vertrokken ze, teleurgesteld na de mislukte Maartrevolutie van 1848, met hun pasgeboren zoon Ulrich (Annemaries grootvader) uit Hamburg naar Zwitserland. Ze vestigden zich in 1851 op het landgoed Mariafeld in Meilen aan het Meer van Zürich. De literaire bijeenkomsten die zij organiseerden kregen de bijnaam 'Tafelrunde von Mariafeld'. Ze onderhielden nauwe connecties met vooraanstaande kunstenaars, onder wie Richard Wagner die in 1868 op Mariafeld de laatste hand legde aan Die Meistersinger von Nürnberg, Franz Liszt, Mathilde Wesendonck, Heinrich Heine, Conrad Ferdinand Meyer, Georg Herwegh, Gottfried Semper en Gottfried Keller.

### Grootouders

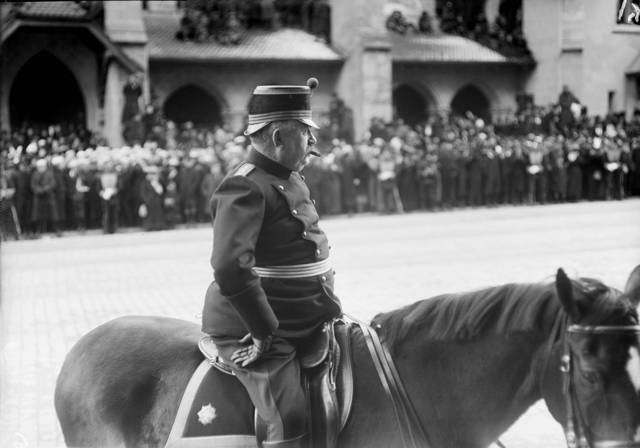
Grootvader Ulrich Wille.

Mariafeld werd later de woning van hun zoon generaal Ulrich Wille (1848-1925), opperbevelhebber van het Zwitsers leger tijdens de Eerste Wereldoorlog, en zijn vrouw gravin Clara von Bismarck (1851-1946). Zij was een dochter van de Pruisische luitenant-generaal Friedrich Wilhelm von Bismarck, een ver familielid van de Duitse rijkskanselier Otto von Bismarck. Generaal Wille was veel behoudender dan zijn ouders. Hij was omstreden omdat hij uitsluitend Hoogduits sprak en als 'deutschfreundlich' werd beschouwd. Hij had een uitgesproken sympathie voor het wilhelministische Duitse Keizerrijk, maar maakte zich voor en in de oorlog ook sterk voor de neutraliteit van Zwitserland.
Hij kreeg in 1923 op Mariafeld bezoek van Adolf Hitler, die hem op luide toon uiteenzette hoe hij Europa zou veroveren en korte metten zou maken met de Joden. Annemarie herinnerde zich (waarschijnlijk niet uit eigen waarneming) hoe haar grootvader met zijn handen voor zijn oren de kamer uitkwam en riep: "Um Gottes Willen, waarom moet die man de hele tijd zo schreeuwen?" Tegen zijn vrouw Clara, die Hitler in haar dagboek "uiterst sympathiek" noemde, zou hij gezegd hebben: "Als ze dit doen, gaat alles verkeerd". Volgens een onbevestigd verhaal zou grootmoeder Clara Wille de vijftienjarige Annemarie op 30 augustus 1923 hebben meegenomen naar Hitlers optreden in de Villa Schönberg in Zürich. Omdat het aantal genodigden beperkt was tot slechts 40 potentiële geldschieters van de nationaalsocialistische beweging, die de Berlijnse "Bierkellerputsch" mogelijk moesten maken, is Annemaries aanwezigheid niet waarschijnlijk, ook al was haar 'Onkel Uli' de organisator.
Na de dood van haar echtgenoot in 1925 verliet Clara Wille-gravin von Bismarck het landgoed Mariafeld in Meilen, dat tot op de huidige dag in het bezit van de familie Wille is gebleven. Ze trok als inwonende grootmoeder in bij het gezin van haar dochter Renée Schwarzenbach-Wille op het landgoed Bocken in Horgen. Ze overleefde haar kleindochter en overleed in 1946 op 94-jarige leeftijd.
Ulrich Wille junior (1877-1959), Annemaries 'Onkel Uli', bewoonde Mariafeld met zijn gezin na het vertrek van zijn moeder Clara. Hij werd in 1933 Oberstkorpskommandant in het Zwitserse leger. In 1942 werd hij ontslagen door Henri Guisan, opperbevelhebber in Zwitserland tijdens de Tweede Wereldoorlog, omdat hij nazi-gezind was en pleitte voor een Anschluss naar Oostenrijks voorbeeld.

### Gezin Schwarzenbach

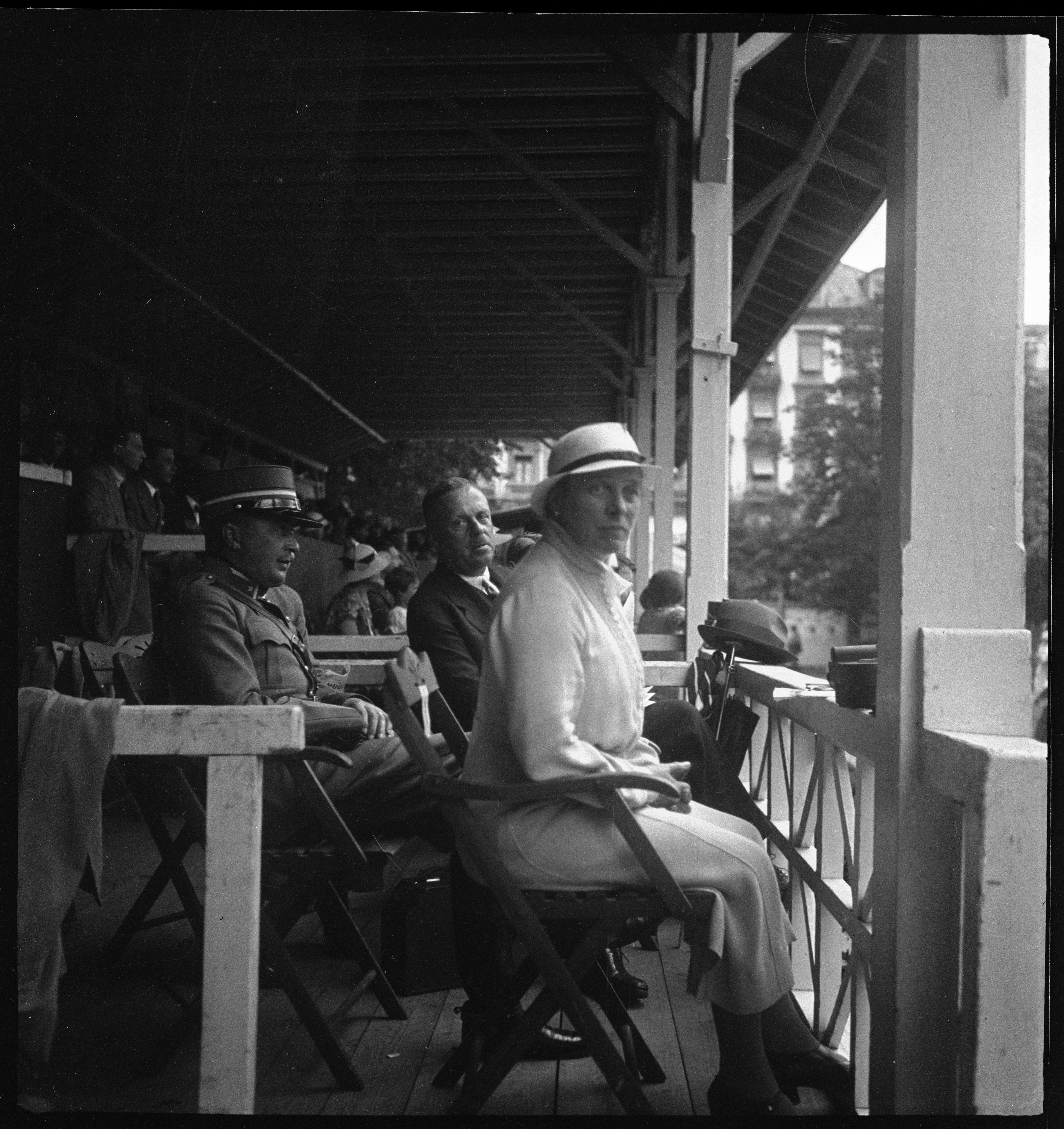
Renée en Alfred Schwarzenbach, 1933.
Foto A. Schwarzenbach

Renée Schwarzenbach-Wille (1883-1959), succesvol als springruiter in de internationale paardensport en ook actief in de amateurfotografie, was Annemarie Schwarzenbachs moeder. Ze wordt beschreven als een dominante, impulsieve vrouw die zich vooral door instincten liet leiden. Zij was haar man en kinderen op fanatieke wijze toegewijd, maar combineerde dat met een decennialange relatie met de Duitse sopraan Emmy Krüger, een vooraanstaande operazangeres bij de Bayreuther Festspiele en Kammersängerin bij de Münchner Hofoper, die met goedvinden van haar echtgenoot Alfred Schwarzenbach vrijwel bij het gezin hoorde. Renées politieke voorkeur voor het nationaalsocialisme, die ze deelde met Emmy Krüger, leverde explosieve conflictstof op met haar dochter Annemarie.

Zijdefabriek van Robert Schwarzenbach & Co. in Thalwil, 1920.

Annemaries vader was een van de meest vermogende Zwitsers, de textielmagnaat Alfred Emil Schwarzenbach (1874-1940). Hij was met zijn twee broers eigenaar van de grootste zijdefirma ter wereld Robert Schwarzenbach & Co. in Thalwil,  met vestigingen in Zwitserland, Duitsland, Frankrijk, Italië en de VS. Het bedrijf droeg die naam sinds 1892, maar was al in 1832 door zijn grootvader opgericht. Hij gold als een hoogst intelligente, strikt rationeel denkende man die zijn dochter zeer na stond, al begrepen ze elkaar vaak niet. Volgens sommige auteurs werd hij thuis volledig overvleugeld door zijn echtgenote. Hij steunde haar nationaalsocialistische opvattingen, maar droeg dat niet openlijk uit om de relaties met buitenlandse handelspartners niet te verstoren. Zoals de meeste Zwitserse grootindustriëlen was Schwarzenbach, die in 1940 overleed, voorstander van 'accommodatie' en samenwerking met nazi-Duitsland. 
Annemarie Schwarzenbach groeide op als miljonairsdochter tussen drie broers en een zuster. De oudste zoon Robert Ulrich ('Robuli', 1904-1973) leed aan een zware vorm van autisme en woonde al vroeg niet meer thuis. De geconsulteerde psychotherapeut, de beroemde Carl Gustav Jung, diagnosticeerde hem als "imbeciel", wat hij volgens modernere inzichten over verstandelijke beperkingen niet was. Met haar derde broer Hans Robert ('Hasi', 1913-1993) voelde ze zich het meest verwant, met haar tweede broer Alfred Friedrich ('Freddy', 1911-1998) het minst en dat was geheel wederzijds. Haar twee jaar oudere zus Suzanne Amalia (1906-1999), die zich na haar huwelijk in Zweden vestigde, vernoemde haar in 1928 geboren dochter naar Annemarie.

## Leven en werk

### Vroege periode 1908-1930

#### Kinderjaren

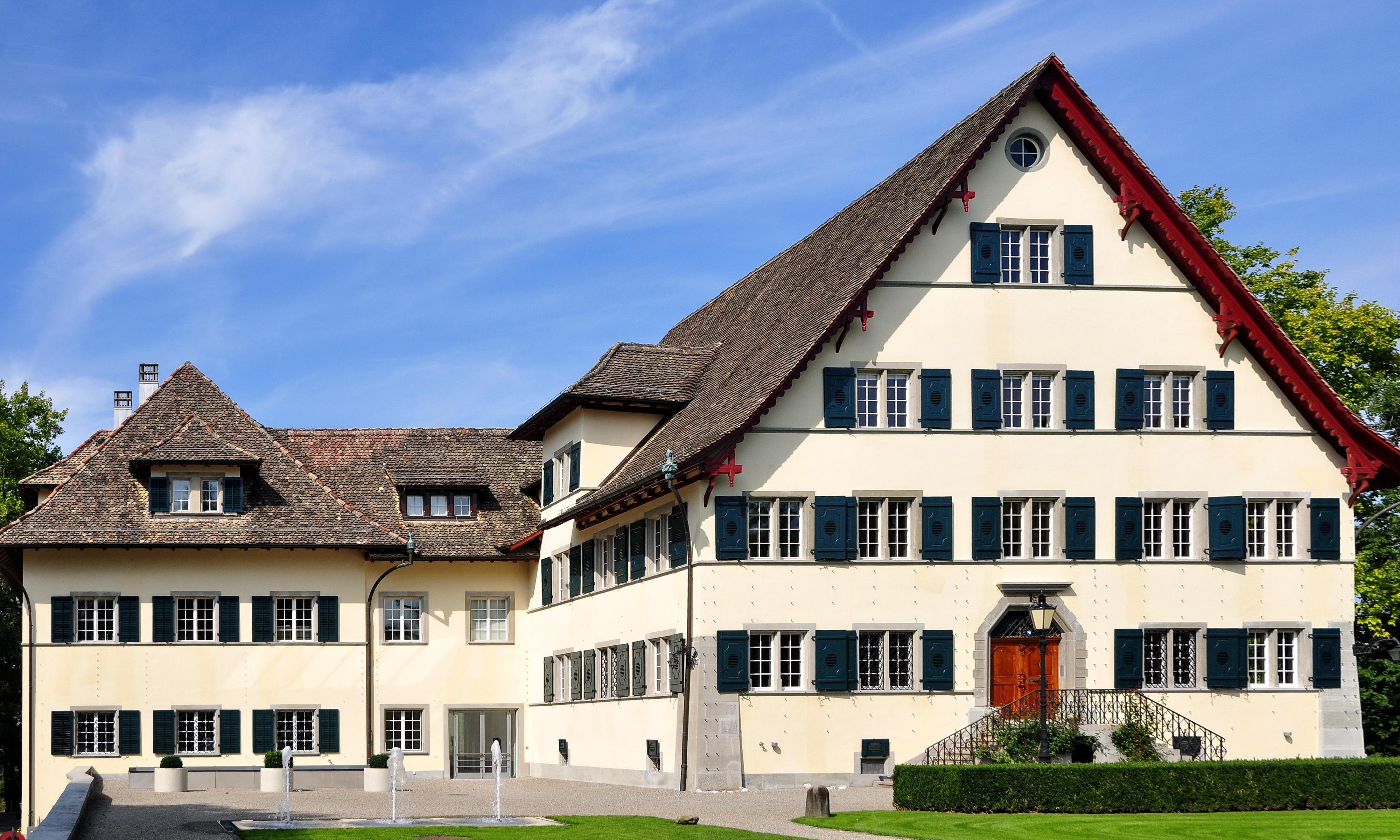
Het landhuis op het familielandgoed Bocken, waar Annemarie Schwarzenbach opgroeide.

In 1912, toen Annemarie vier jaar oud was, vestigde het gezin zich vanuit Zürich in Horgen, op het landgoed Bocken aan het Meer van Zürich, niet ver van de zijdeweverij van de firma Schwarzenbach in Thalwil. Haar ouders voerden een grote staat en gaven regelmatig ontvangsten. Als kind ontmoette ze daardoor vele belangrijke kunstenaars, onder wie Arturo Toscanini, Arthur Honegger, Bruno Walter, Richard Strauss, Wilhelm Furtwängler, Hermann Hesse, Gerhart Hauptmann, Wilhelm Backhaus en de echtparen Siegfried & Winifred Wagner en Elly Ney & Willy van Hoogstraten. Ook haar eerste ontmoeting met Thomas Mann moet toen al hebben plaatsgevonden, maar ook Hitlers rechterhand Rudolf Hess, vriend van haar oom Ulrich Wille junior, was een bezoeker. De positie van de familie in de Zwitserse society leverde bijzondere privileges op: toen ze elf jaar was mocht ze bij de Zürcher Festspiele onder de lessenaar van Arthur Nikisch zitten om goed te kunnen zien hoe hij de Berliner Philharmoniker dirigeerde in de Negende symfonie van Beethoven Haar opvallende schoonheid maakte indruk, veel bezoekers van de familie getuigden hoe ze aller ogen naar zich toetrok. Fotografen en schilders verdrongen elkaar om haar te mogen portretteren.
Toen ze constateerde dat haar ouders zich anders gedroegen tegen haar en haar zusje dan tegen de broertjes, begon ze zich te kleden en te gedragen als een jongen, een gewoonte die ze haar hele leven heeft behouden en die door haar ouders werd getolereerd en zelfs aangemoedigd. Ze liet zich "Fritz" of "Fredy" noemen. Ze kon haar moeder geen groter plezier doen dan door het pagekostuum te dragen van Octavian, de travestierol uit Der Rosenkavalier van Richard Strauss, die Emmy Krüger in 1918 had gezongen in het Opernhaus Zürich onder leiding van de componist. Ze gold als de 'kleine man' in huis en haar vader nam haar graag mee op zakenreis. Annemarie had eerst thuisonderwijs en bezocht later een dure privéschool met uitstekende resultaten. Volgens familieleden toonde ze vele talenten en had ze met gemak balletdanseres of concertpianiste kunnen worden. Ze studeerde jarenlang gedreven piano en verdiepte zich grondig in muziek, maar haar ambities reikten naar het schrijverschap. Al vroeg begon ze verhalen en sprookjes te schrijven (waaronder Das Märchen von der gefangenen Prinzessin, een als veelzeggend beschouwd onderwerp), ook om haar toen al optredende nerveuze spanningen de baas te worden. Ze schreef ook in het tijdschrift van de Wandervogel-beweging, afdeling Zwitserland. In haar bijdrage Zur Mädchenfrage fulmineerde ze tegen de achterstelling van meisjes in de door jongens gedomineerde beweging.

#### Studie

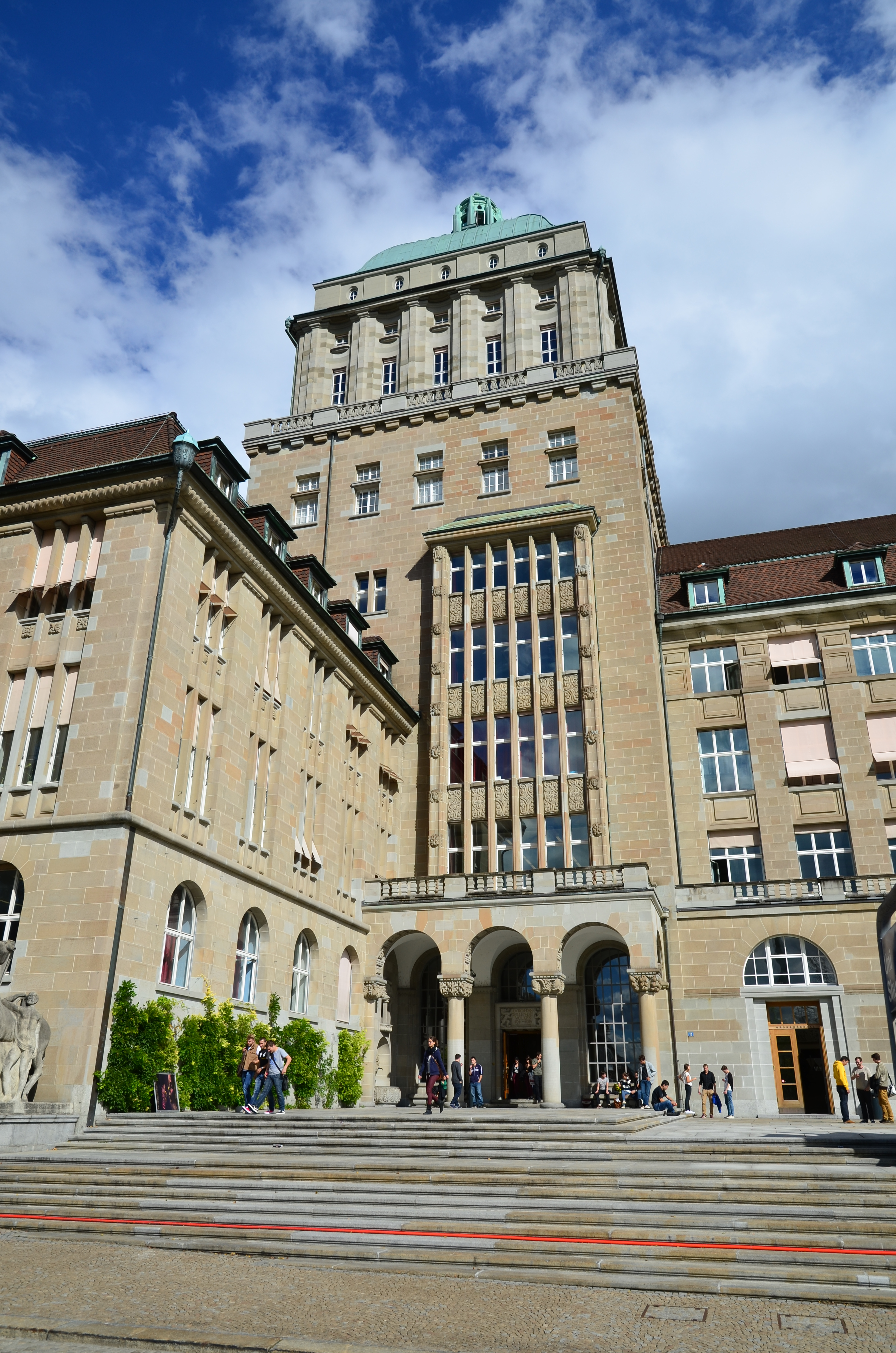
Universität Zürich.

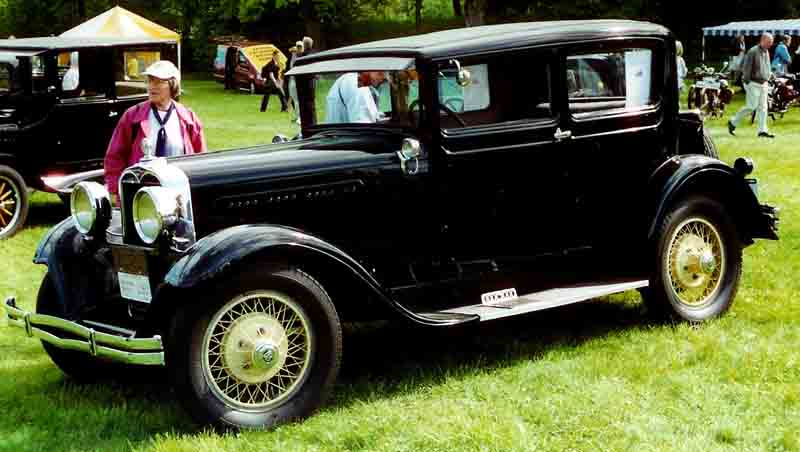
Verjaarsgeschenk: Dodge Victory

Haar eerste publicaties ontstonden nog tijdens haar studie aan de Universität Zürich, waar ze eind jaren twintig de enige studente was met een eigen auto, een Dodge Victory die ze cadeau had gekregen van haar vader. Haar hoofdvakken waren geschiedenis en germanistiek, haar bijvakken filosofie en psychologie. Ze bracht ook een jaar door in Parijs aan de Sorbonne, waar ze meer feestte dan studeerde.
Haar eerste literaire pogingen waren gedichten die sterk geïnspireerd waren op het werk van Stefan George en Rainer Maria Rilke, die altijd voorbeelden voor haar bleven. Haar eindscriptie in de germanistiek wijdde ze aan de poëzie van Georg Trakl. Op 23-jarige leeftijd promoveerde ze in Zürich magna cum laude op een dissertatie over de geschiedenis van Oberengadin. Haar 'Doktorvater' (promotor) was de historicus Karl Meyer. Tot haar hoogleraren behoorde ook de invloedrijke germanist en schrijver Robert Faesi, die medebepalend was voor de richting van haar poëtica. Ze was enige tijd assistent van de historicus Carl Jacob Burckhardt, de latere president van het Internationale Comité van het Rode Kruis, met wie ze tot 1942 is blijven corresponderen.
Door haar intellect, haar uiterlijk, haar vele talenten en haar vroege doctorstitel gold zij als het wonderkind van de familie en het kroonjuweel van de Zwitserse upper class, maar die zou zich spoedig van haar afkeren. Vanaf het midden van de jaren twintig werd ze zich bewust van haar homoseksualiteit. Dat uitte zich literair in een in 1929 geschreven novelle die beschouwd kan worden als Schwarzenbachs coming-out. Daarmee kwam ze op tegen de sociale en morele beperkingen die gemeengoed waren in de tijd waarin ze leefde en in het milieu waaruit ze voortkwam. Het werk had echter geen effect op haar tijdgenoten doordat het tijdens haar leven ongepubliceerd bleef. Het verscheen pas in 2008 in druk onder de titel Eine Frau zu sehen.

### Jaren 1930-1935

#### Berlijn

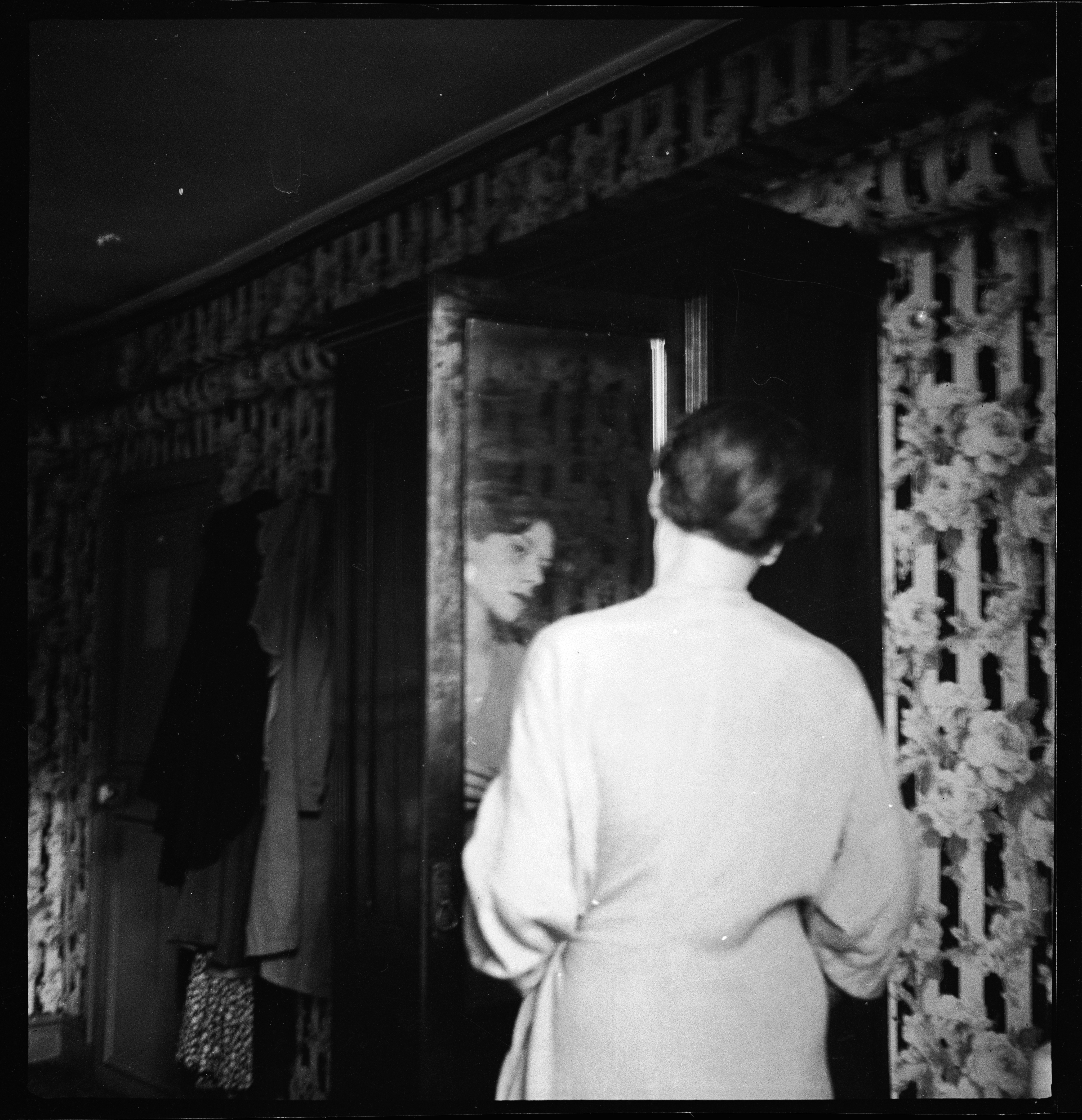
Mopsa voor de spiegel, 1933
Foto A. Schwarzenbach

Vanaf 1930 woonde zij in Berlijn, aangetrokken door de kosmopolitische atmosfeer van de wereldstad. Tijdens de uitloop van de 'roaring twenties' tot aan 1933 bood het Berlijn van de Weimarrepubliek relatief veel vrijheid aan lesbische vrouwen. Ze bewoonde een appartement aan de Königin-Elisabeth-Straße 39 in Westend, leidde een onconventioneel leven, reed in snelle auto's, hield van dansen en stortte zich in het Berlijnse nachtleven, zoals ze dat eerder gedaan had tijdens haar studiejaar in Parijs. Met bevriende bohémiennes als Ruth Landshoff ("it-girl"), Doris von Schönthan ("cherubijn"), Marianne Breslauer (talentvol fotografe), Ursula von Zedlitz (object van Annemaries vergeefs verlangen), Pamela Wedekind (dochter van Frank Wedekind en Tilly Newes) en Mopsa Sternheim (dochter van Carl Sternheim en Thea Bauer) vormde ze een vrijgevochten "Mädchenkreis" van aanhangers van de 'garçonne'-stijl. Vooral met 'Mopsa' deelde ze de belangstelling voor politiek.
Veel mannen en vrouwen werden gefascineerd en aangetrokken door de androgyne verschijning van Annemarie Schwarzenbach. "Ze leefde gevaarlijk. Ze dronk te veel. Ze ging nooit slapen voor het ochtendkrieken", herinnerde zich Ruth Landshoff. Met Mopsa Sternheim, die haar volgens Landshoff aan de drugs gebracht heeft, begon ze te experimenteren met morfine, wat leidde tot een levenslange verslaving. Door een besmette injectienaald liep ze een infectie op die haar bijna het leven kostte. Onder invloed van een alcoholvergiftiging reed ze met haar auto tegen een tram.
Ruth Landshoffs geliefde was de invloedrijke en veelzijdige literator Karl Gustav ('Peter') Vollmoeller. Die was opgetogen over Schwarzenbachs uiterlijk, charme en intellect, terwijl zij onder de indruk was van zijn nauwe connectie met haar held Stefan George. In Ruth Landshoffs woorden: "Peter was terug uit Zwitserland en zei dat hij een nieuw meisje had gevonden, heel charmant en lief en doctor in de filosofie". Ze reisde Vollmoeller achterna naar Venetië, waar hij het Palazzo Vendramin-Calergi bewoonde, maar het plan om gedrieën met Ruth Landshoff in dat renaissancepaleis (Wagners sterfhuis) te gaan wonen werd niet doorgezet. Omdat ze zich had ingelaten met types als Vollmoeller en Landshoff en de reis verzwegen had, wilden haar ouders hun handen van haar aftrekken. Dit heftigste conflict tot dan toe kon met moeite worden bezworen, maar er zouden nog vele volgen.

### Annemarie Schwarzenbach in fictie

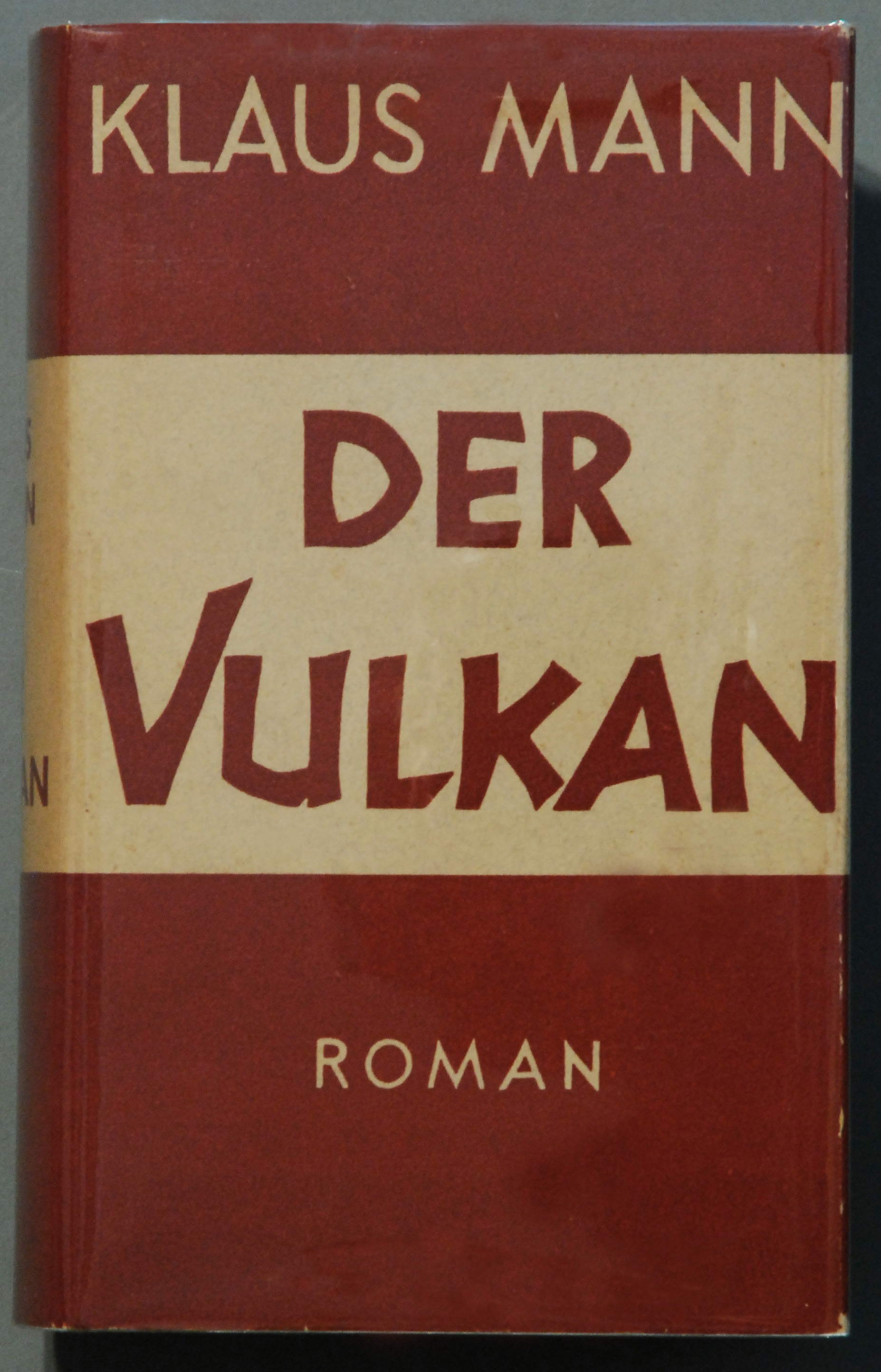
Eerste druk van Der Vulkan, 1939

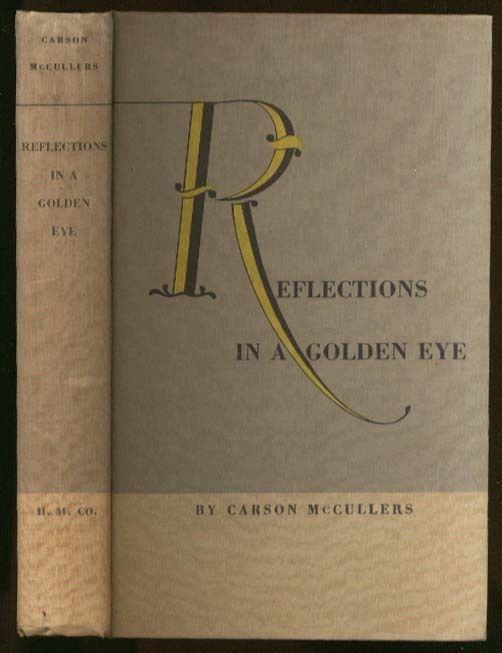
Eerste druk van Reflections in a Golden Eye, 1941

#### Familie Mann

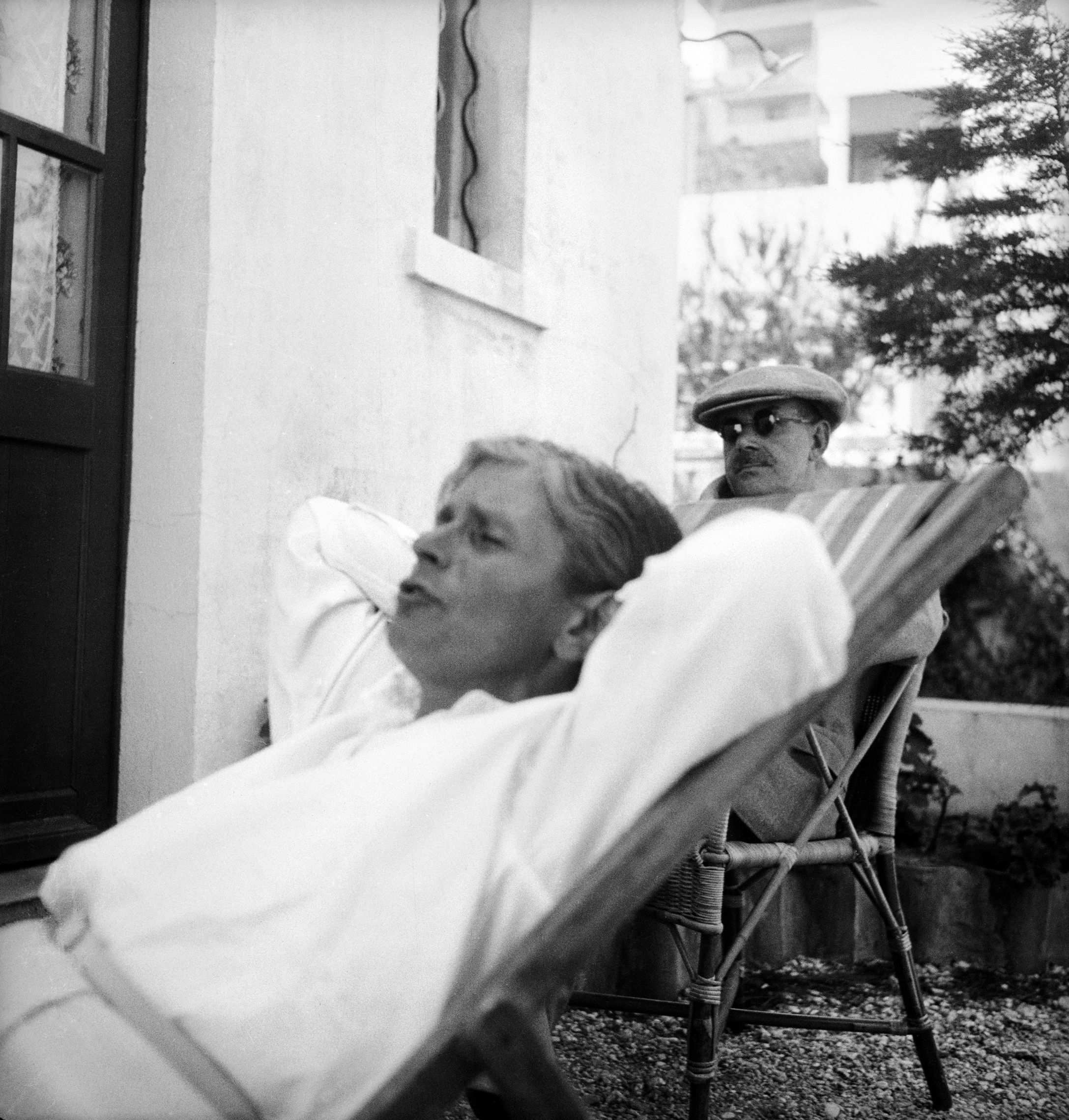
Katia en Thomas Mann, 1933
Foto A. Schwarzenbach

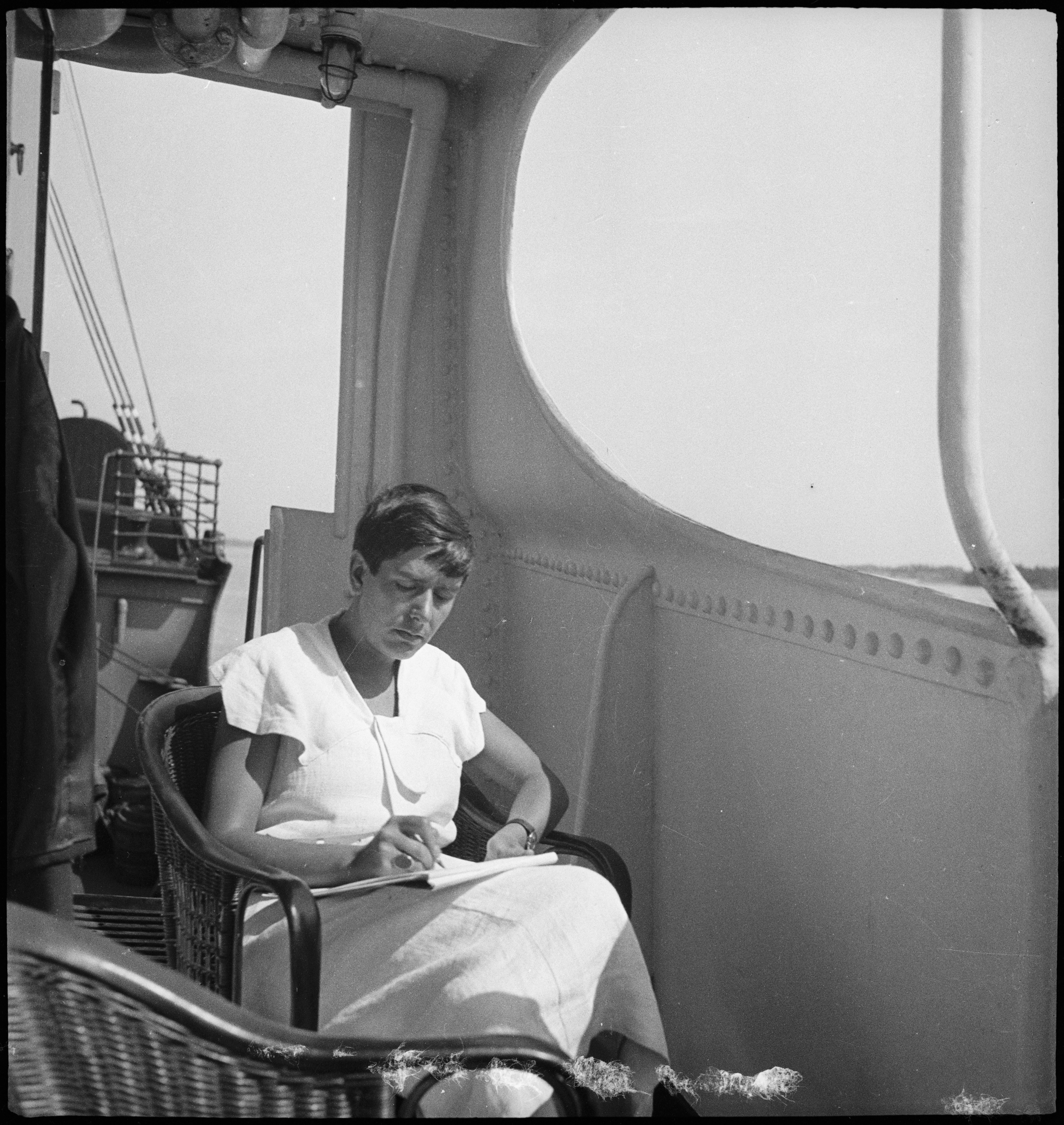
Erika Mann, 1937
Foto A. Schwarzenbach

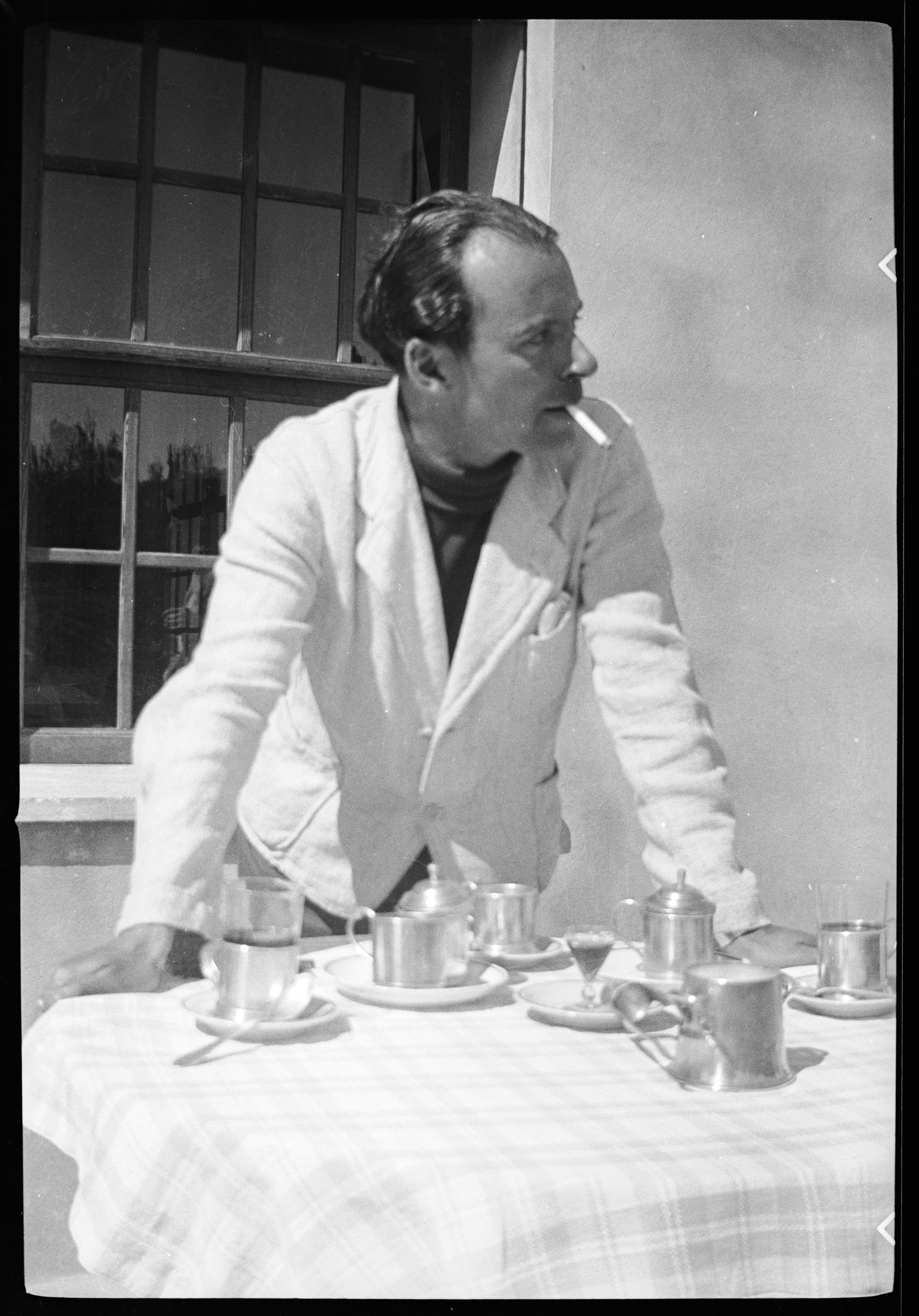
Klaus Mann, 1933
Foto A. Schwarzenbach

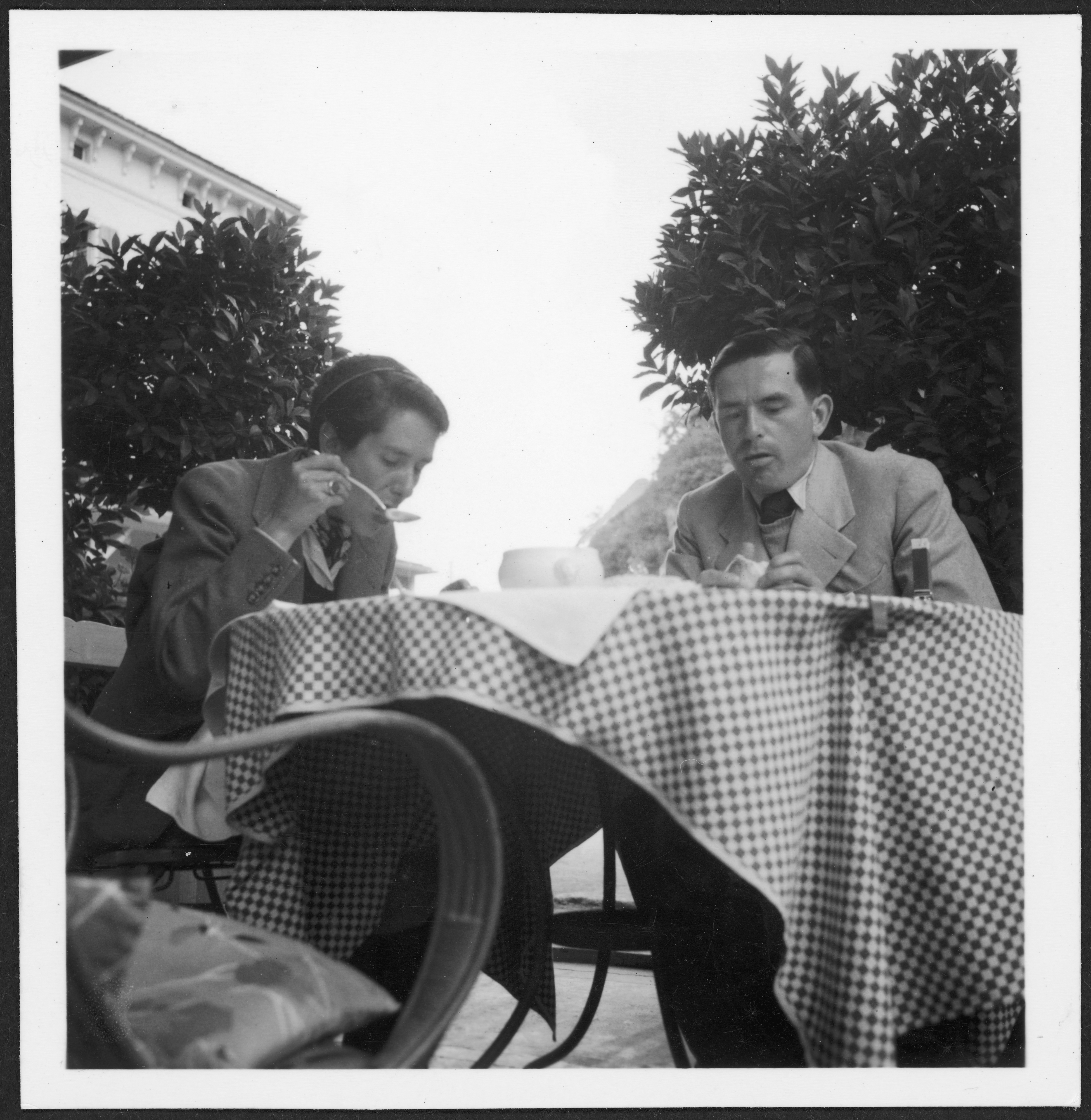
Erika en Golo Mann, 1936
Foto A. Schwarzenbach

In Berlijn leerde ze 'The Literary Mann Twins' kennen, de Duitse auteurs Erika Mann en Klaus Mann die ze bewonderde om hun onafhankelijke en vrijmoedige opstelling tegenover vraagstukken van politiek en seksualiteit. Ze raakten nauw bevriend. Door hen kwam ze ook in contact met hun vader, de beroemde Thomas Mann, hun moeder Katia en hun jongere broer Golo. Toen ze in München met Thomas Mann kennismaakte merkte hij op: "Merkwaardig, als u een jongen was, zou u toch zeker voor buitengewoon knap doorgaan".
Tot grote ergernis van haar eigen familie onderhield ze een sterke band met de familie Mann. Ze schreef in 1931: "Ik ben vaak in het huis van Thomas Mann en heb de kans met hem te praten (of beter: naar hem te luisteren) - dat is telkens een grote stimulans". In de dagboeken van Klaus en Thomas Mann komt ze herhaaldelijk voor.
Op Erika was ze op slag verliefd en ze hadden een kortstondige verhouding, maar haar jarenlange fascinatie voor deze actrice en schrijfster was niet volledig wederzijds. Erika Mann, die haar 'das Schweizerkind' noemde, was in meer vrouwen geïnteresseerd (Pamela Wedekind, Therese Giehse) en vond het in de loop der jaren af en toe nodig afstand te nemen tot de vriendin die naar haar liefde hengelde en haar brieven ondertekende met "Dein Kind A.". Ze bleven wel bevriend, maar een complicatie was de jaloezie van Renée Schwarzenbach, omdat haar dochter in Erika een vervangende moeder leek te zoeken. Renée wenste "communistisch vluchtelingentuig" als Erika niet in haar huis toe te laten.
Klaus Mann, die haar de bijnaam 'Miro' gaf, bleef door de jaren heen Schwarzenbachs beste vriend en grootste vertrouweling. Tot hun gemeenschappelijke interesses behoorde ook morfinegebruik. Erika Mann was daarin voorzichtiger geworden na een nachtelijke ervaring met Annemarie Schwarzenbach, toen ze in het ziekenhuis waren geëindigd.
Iemand uit hun kring, de kunstenaar Ricki Hallgarten, pleegde in mei 1932 zelfmoord aan de vooravond van een grote autotocht die ze gevieren met Klaus en Erika Mann zouden maken naar Voor-Azië. Het was de eerste keer dat ze rechtstreeks met de dood werd geconfronteerd. Voor de aangeslagen Klaus en 'Miro' was dit aanleiding tot verhoogde drugsconsumptie, tot ergernis van Erika. De reis ging niet door, maar het drietal ging wel naar Venetië en later dat jaar naar Zweden en Finland. Dat laatste inspireerde Klaus Mann tot de roman Flucht in den Norden (1934). In het hoofdpersonage, de jongensachtige 'Johanna', portretteerde hij Annemarie Schwarzenbach. Zijzelf schreef Finnländische Reiseaufsätze, die ze in oktober 1932 voorlas voor de Zwitserse radio.

#### Eerste literair werk
Ondertussen was in 1931 haar eerste roman Freunde um Bernhard verschenen, die goed werd ontvangen door pers en publiek, evenals de twee jaar later verschenen Lyrische Novelle. Ze geven een treffend beeld van het leven onder Berlijnse bohemiens, al hebben ze literair nog weinig betekenis. In beide boeken is het thema van de eenzaamheid, dat een overheersende positie in haar werk zou gaan innemen, al aan te wijzen. De verborgen verwijzingen naar homoseksualiteit werden niet door elke tijdgenoot herkend. Op de omslag van Freunde um Bernhard stond een foto van de auteur, die door veel lezers werd aangezien voor een illustratie van de hoofdpersoon 'Bernhard'. Dit was kenmerkend voor de verwarring die haar androgyne uiterlijk altijd heeft opgeroepen.
Ze begon aan Lyrische Novelle in de herfst van 1931 tijdens een kort verblijf in Rheinsberg in Brandenburg. Dit fictieve verhaal met autobiografische elementen draait om problematiek die haar latere werk zou domineren: onderweg zijn, menselijke relaties, sociale verhoudingen en het beleven van de vrije natuur. Het is het verhaal van de obsessie van een jonge diplomaat voor een Berlijnse variété-artieste. Onder haar betovering geraakt gaat hij alle waarden die zijn familie hem heeft bijgebracht, zijn carrière, zijn toekomst, zijn sociale positie, steeds meer als betekenisloos beschouwen. Het verhaal beschrijft dit psychologische proces, dat associaties oproept aan Schwarzenbachs eigen ontwikkeling. Na de publicatie gaf ze te kennen dat haar hoofdfiguur eigenlijk geen man was maar een jonge vrouw. Via deze vorm van literaire camouflage, die in de 21e eeuw ook als uiting van (mogelijk haar eigen) genderfluïde problematiek is gezien, is Lyrische Novelle niet alleen een verhaal van een mislukte liefde, maar ook van lesbische liefde in tijden van sociale en politieke onrust. Schwarzenbachs ongelukkige liefde voor de schrijfster Ursula von Zedlitz was de inspiratiebron voor het boek.
Tussendoor werkte ze als co-auteur mee aan Das Buch von der Schweiz, onderdeel van de licht ironisch getoonzette 'alternatieve' reisgidsenreeks Was nicht im "Baedeker" steht. Het manuscript van een roman Aufbruch im Herbst - waaruit ze in januari 1932 op een literaire avond in Sankt Gallen fragmenten voorlas - is vermoedelijk verloren gegaan, evenals het historisch drama Cromwell, haar enige poging tot toneelwerk. Wel bewaard bleef het typoscript van de roman Flucht nach oben (1933), die pas in 1999 in druk verscheen en waarin een Alpenlandschap het decor is voor een thematiek van ontworteling en eenzaamheid.

#### Politiek
Ze werd in deze periode ook steeds meer politiek bewust. In de ontwikkeling van haar denken speelde haar contact met de linkse Franse journalist Claude Bourdet een rol. Ze kende hem doordat hij ook in Zürich gestudeerd had. Zij onderhield met hem een geregelde correspondentie van 1931 tot 1938. Ze keerde zich sterk tegen het fascisme dat in Duitsland in opkomst was. Al toen ze in Zürich studeerde had ze felle kritiek geuit op fascistische tendensen die ze meende waar te nemen in de opvattingen en stijl van de invloedrijke theoloog Emil Brunner, wiens colleges ze volgde.
Door haar levensstijl en haar politieke overtuiging kreeg Annemarie een steeds slechtere verstandhouding met haar conservatieve familie, die na verloop van tijd toch al een afkeer had gekregen van haar drugsgebruik en van de openlijkheid van haar gedrag als lesbienne (althans zonder de façade van een burgerlijk gezinsleven zoals haar moeder). Haar grootvader Ulrich Wille, opperbevelhebber van het neutrale Zwitserse leger tijdens de Eerste Wereldoorlog, werd als 'deutschfreundlich' beschouwd. Diverse familieleden, onder wie haar moeder, sympathiseerden met de fascistische Schweizerische Frontenbewegung. Haar oom, 'Oberstkorpskommandant' Ulrich Wille junior, streefde zelfs zeer openlijk naar aansluiting van Zwitserland bij nazi-Duitsland, was bevriend met Rudolf Hess en had regelmatig contact met Adolf Hitler, Joseph Goebbels en Heinrich Himmler (hierom werd hij in 1942 door opperbevelhebber Henri Guisan uit het leger ontslagen). Annemarie Schwarzenbach zelf telde onder haar vrienden vele Joden en Duitse ballingen, bleef haar leven lang fel antifascistisch en nam daarmee nadrukkelijk en principieel afstand van de familieclan. Het was een voorname maar niet de enige oorzaak van talloze heftige conflicten tussen de dominante moeder en haar lievelingsdochter.
Het behoort tot de tegenstrijdigheden in haar leven dat de familie haar financieel is blijven ondersteunen. Als kind was ze gewend aan een leven van weelde en rijkdom. Als achttienjarige studente kreeg ze een gloednieuwe auto cadeau. Naarmate ze ouder en zelfstandiger werd wilde ze op eigen benen staan, maar als het nodig was kon ze altijd een beroep doen op haar vader. Nog in 1939 schonk hij haar de Ford waarmee ze de grote reis naar Afghanistan ondernam. Wel verdampte een groot deel van de rijkdom toen de zijdehandel het moeilijk kreeg onder invloed van de wereldwijde crisis van de jaren 30. In 1935 was de productie van Robert Schwarzenbach & Co. teruggelopen tot 10% van die van de jaren twintig.

#### Reizen

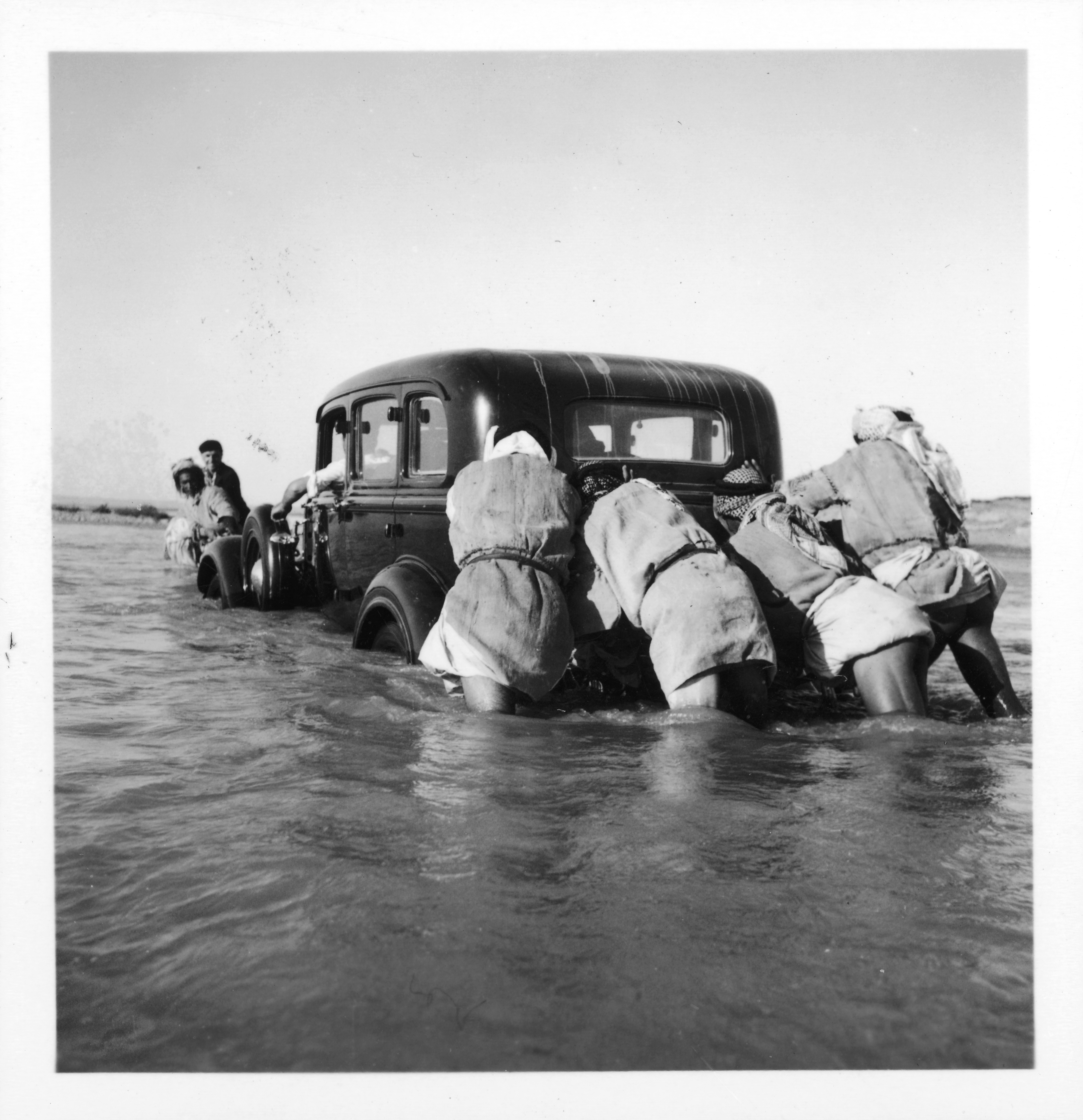
Hulp bij het oversteken van de Tigris in Koerdistan, 1935.
Foto A. Schwarzenbach

In de jaren na de nazi-machtsovername in 1933 kon Schwarzenbach haar levensstijl in Berlijn niet voortzetten. De belangstelling voor haar eerste romans ebde weg onder invloed van de politieke gebeurtenissen. Ze raakte depressief en probeerde dat met steeds meer verdovende middelen te bestrijden. Waarschijnlijk mede om aan de druk van haar Hitler-gezinde familie te ontsnappen ging ze rusteloos op reis, vaak samen met Klaus Mann of de Duits-Joodse fotografe Marianne Breslauer, die ze in de vriendinnenclub via Ruth Landshoff had leren kennen.
Breslauer en Schwarzenbach maakten in het voorjaar van 1933 hun eerste gezamenlijke reis naar de Spaanse Pyreneeën en Andorra in opdracht van het Berlijnse persbureau 'Academia' van Lily Abegg. Voor Annemarie Schwarzenbach betekende dit het begin van haar carrière als reisjournaliste en fotografe. Verdere reizen voerden haar naar Italië, Scandinavië en diverse landen in het Midden-Oosten, in het bijzonder Iran en Irak. Diverse Zwitserse tijdschriften waren bereid haar reportages te plaatsen. Ze leerde de uitgangspunten van de Nieuwe Fotografie kennen door Marianne Breslauer, die Frieda Riess, André Kertész en Erich Salomon bewonderde, lessen gevolgd had bij Man Ray en gepionierd had met straatfotografie. 
Breslauer was door haar gefascineerd en schreef later:
"Ze was [...] het mooiste levende wezen dat ik ooit ontmoet heb. Annemarie was een mens, van wie men eerst werkelijk niet wist, of ze een man of een vrouw was; als de aartsengel Gabriël, staande voor het paradijs, scheen ze mij toe, en ik heb in de volgende jaren, toen ik haar vaker zag, steeds weer geprobeerd deze indruk fotografisch vast te houden".
Marianne Breslauer heeft haar talloze malen gefotografeerd, waarbij in het bijzonder een portretfoto uit 1931 legendarische status heeft gekregen. Daarop wordt Annemarie Schwarzenbach recht van voren getoond met een geraffineerde wisselwerking van licht en schaduw, als een jongen, kortharig, met een koele blik waarin velen een ondefinieerbare triestheid menen te herkennen. Het is deze foto die rond 1987 werd herontdekt als een van Breslauers meesterwerken en mede daardoor de Schwarzenbach-revival in gang zette.
Breslauer zag ook de andere kant van Annemarie Schwarzenbach:
"[...] want in haar schoonheid bleef ze alleen en was een zeer eenzaam, ongelukkig wezen".

#### Die Sammlung

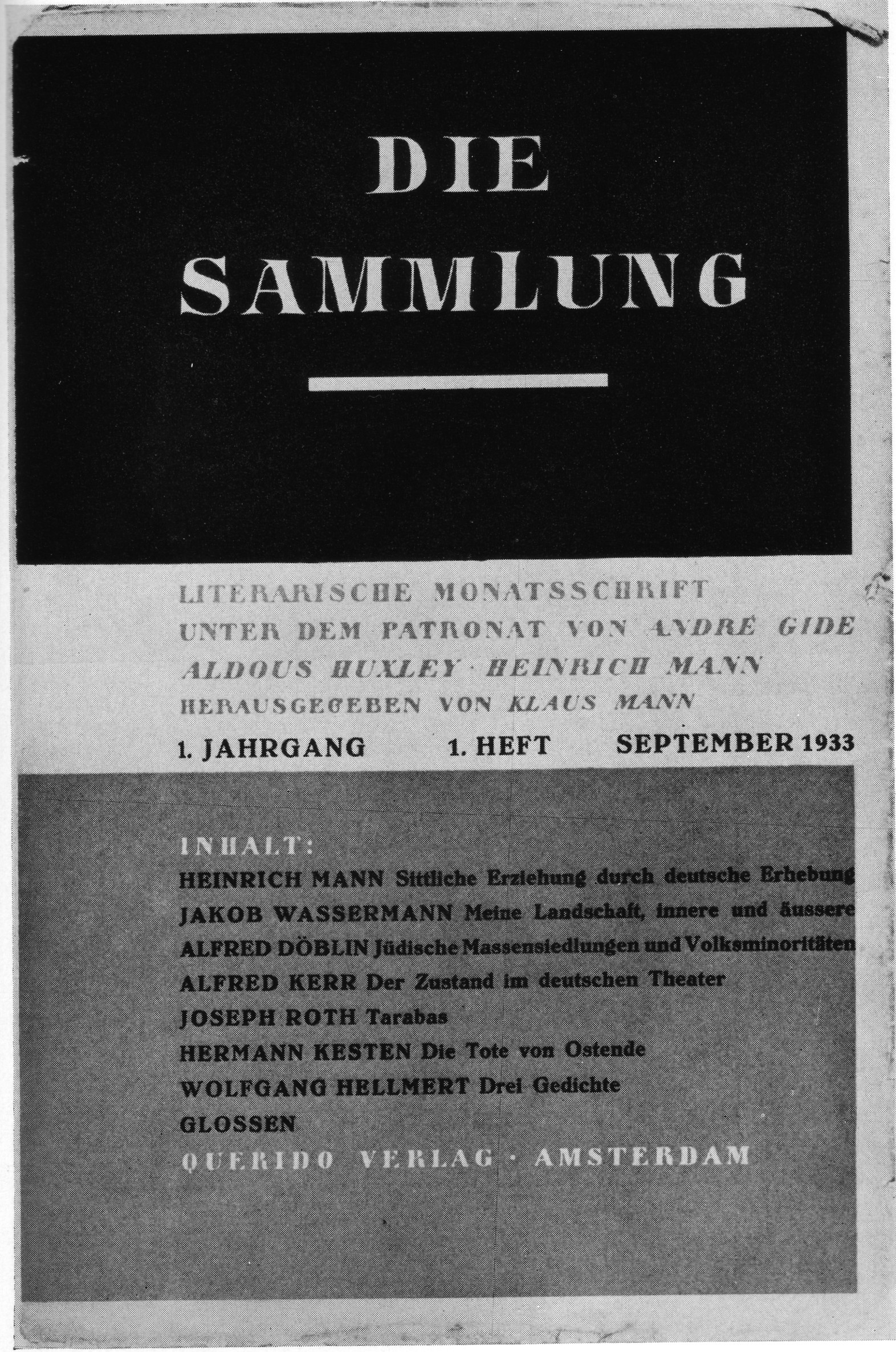
Eerste nummer uit 1933 van Die Sammlung.

Marianne Breslauer kreeg na terugkomst moeilijkheden bij het publiceren van haar foto's. Inmiddels had de Machtergreifung door de nazi's plaatsgevonden en hun bang geworden opdrachtgeefster Lily Abegg wilde dat Breslauer een pseudoniem aannam om haar Joodsheid te verbergen. Ze weigerde verontwaardigd en verliet Duitsland, maar Annemarie wist hun beider fotoreportages onder te brengen in Zwitserland bij de Zürcher Illustrierte dankzij redacteur Arnold Kübler, een van haar bewonderaars.
Schwarzenbach trok uit deze affaire de conclusie dat ze solidair moest zijn met kunstenaars die te lijden hadden van de maatregelen van de Duitse nationaalsocialisten. Ze besloot haar kapitaal voor hen in te zetten. In de jaren 1933-1935 was zij de initiatiefneemster en de voornaamste financier van het literair tijdschrift voor Duitse Exilliteratuur Die Sammlung, dat een podium bood aan auteurs die in nazi-Duitsland niet meer mochten publiceren. Het verscheen onder redactie van Klaus Mann bij Querido Verlag, de Duitstalige afdeling van Em. Querido's Uitgeverij in Amsterdam die onder leiding stond van Fritz Landshoff, een neef van Ruth Landshoff. Aan het blad, dat openstond voor auteurs van allerlei (mits niet fascistische) politieke richtingen, werkten grote namen mee als Alfred Döblin, René Schickele, Stefan Zweig, Arnold Zweig, Joseph Roth, Max Brod, Berthold Brecht en Ernst Bloch. Het comité van aanbeveling werd gevormd door André Gide, Aldous Huxley en Klaus Manns oom Heinrich Mann.
Annemarie Schwarzenbach betaalde de auteurs uit eigen middelen, maar leverde zelf nauwelijks bijdragen. Alleen in de eerste twee nummers van Die Sammlung werd een recensie van haar geplaatst. Haar vader zou haar onder druk gezet hebben om niet in het blad te publiceren. Volgens een andere visie was Klaus Mann beducht dat hem zou worden verweten dat de voornaamste geldschieter zich een plaats kocht in het blad. Bovendien kon zij in haar neutrale vaderland vrij publiceren. Die Sammlung moest na twee jaar door politieke meningsverschillen en het afhaken van de meeste abonnees worden opgeheven. Van de 2000 abonnees van het begin waren er nog 400 over. Klaus Mann werkte voornamelijk pro Deo en het kapitaal van Annemarie Schwarzenbach was niet onuitputtelijk.
Als gevolg van haar deelname aan het "hetze-tijdschrift van Klaus Mann" wilde men haar de toegang tot Duitsland ontzeggen, maar vanwege de nazi-gezinde opstelling van haar familie werd daarover nog niet beslist. In de Duitse diplomatieke correspondentie over haar staat onder meer: "Kortgeleden beantwoordde mevrouw Schwarzenbach mijn vraag waar haar dochter zich ophield heel terneergeslagen met de steekwoorden: Amsterdam, Querido-Verlag, Klaus Mann!".

#### Sils im Engadin

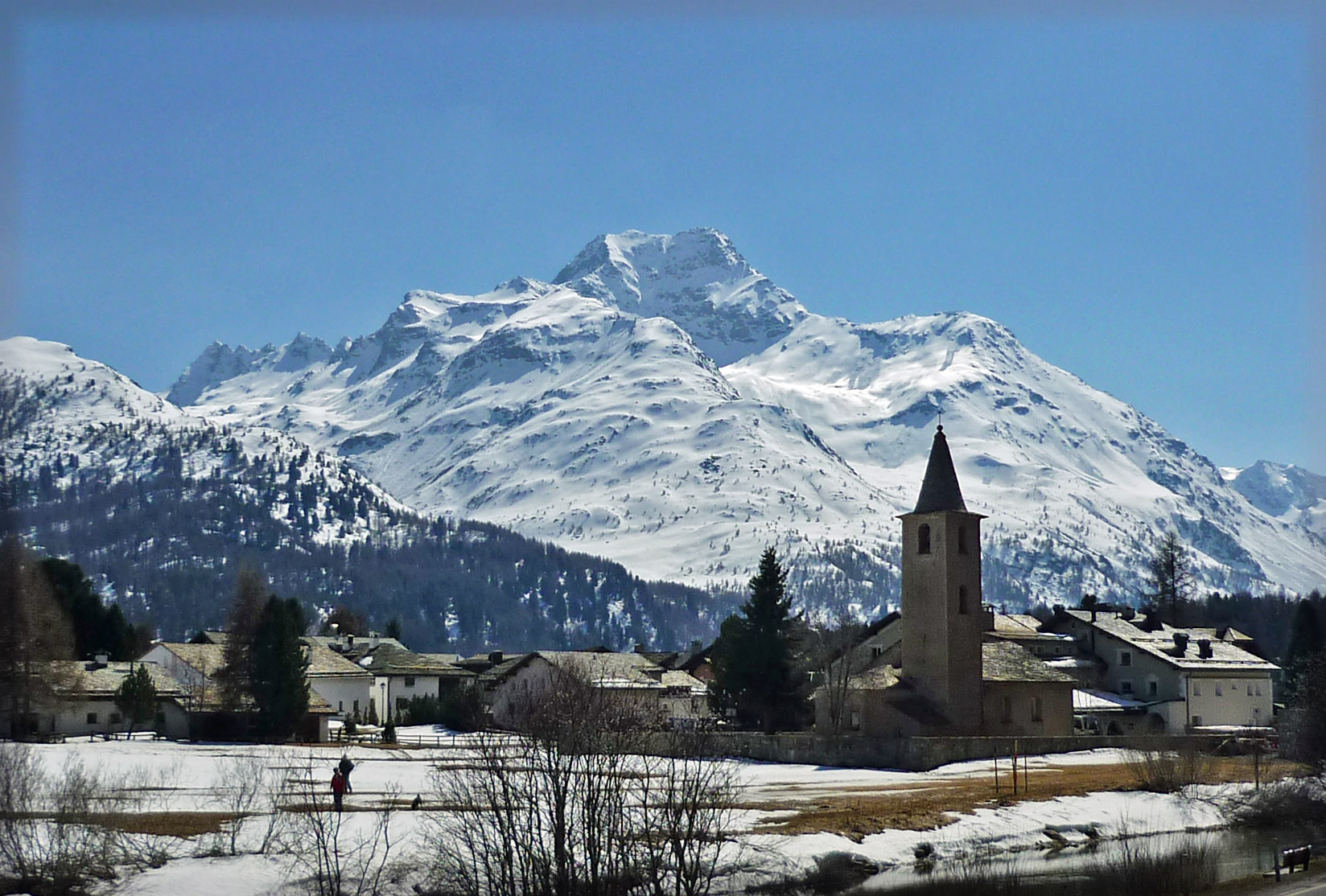
Sils-Baselgia, thuisbasis vanaf 1934.

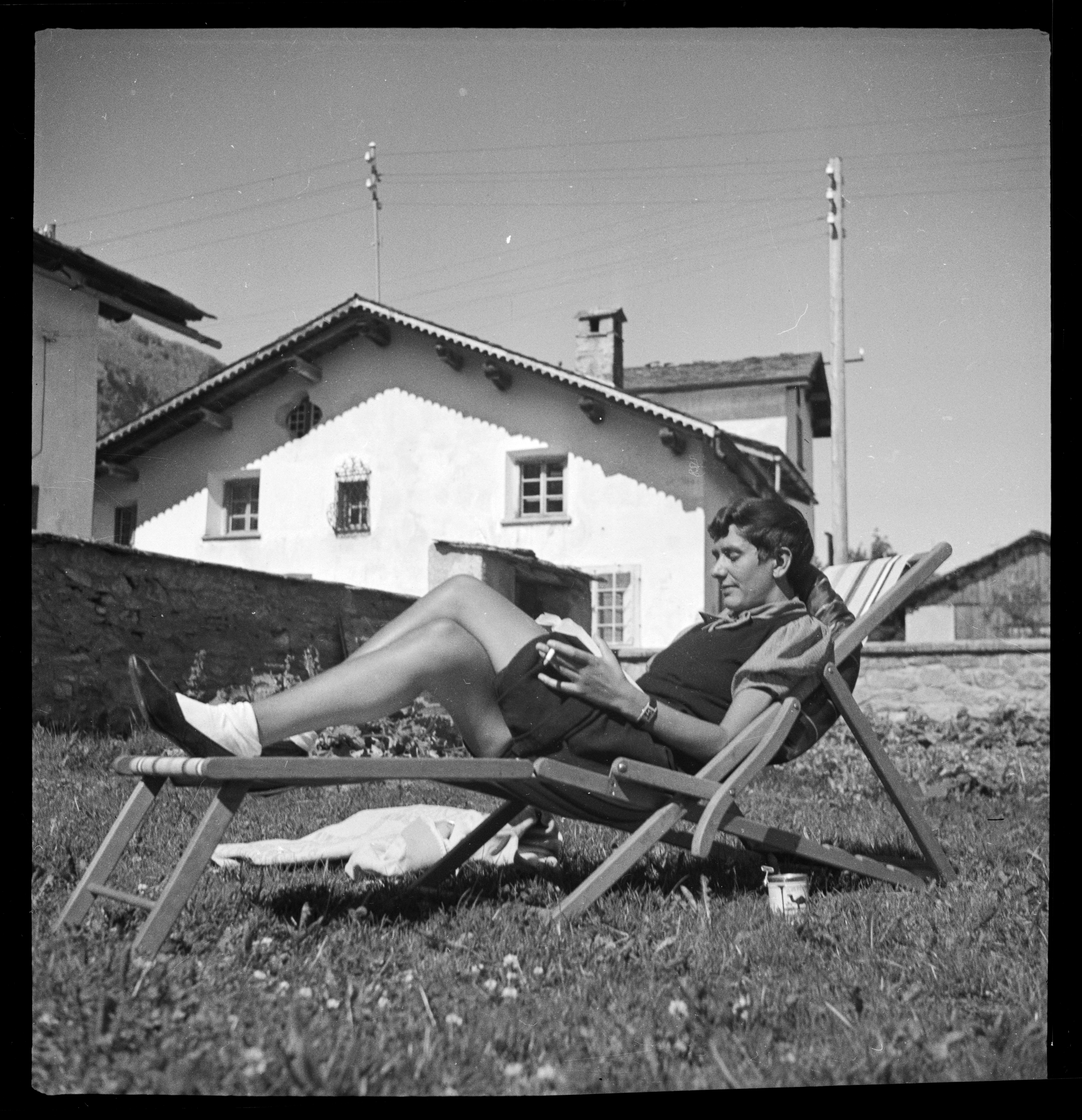
Chesa Jäger met Erika Mann, 1936
Foto A. Schwarzenbach

Vanaf juli 1934 huurde Schwarzenbach een huis, het Chesa Jäger in Sils-Baselgia in het Oberengadin (kanton Graubünden) om zich in alle rust te kunnen terugtrekken. Het was groot genoeg om logés te ontvangen. Tot de regelmatige gasten behoorden - naast Klaus, Erika en hun broer Golo Mann - ook hun ouders Thomas en Katia Mann die in 1933 waren uitgeweken van München naar het Zwitserse Küsnacht.
Bij al haar reizen bleef Sils de thuisbasis waarnaar ze steeds bleef terugkeren en waar ze in 1942 zou sterven. Het landschap rond Sils inspireerde haar tot het gedicht In Sils, waarin de verwondering verbonden wordt met de tijd, de dood, het leven en de droom:

Manchmal möchte ich mit der Hand nach meinem Herzen greifen,
ob es noch schlägt und das gleiche ist.
Es schlägt langsam, wie im Traum.

#### Prangins

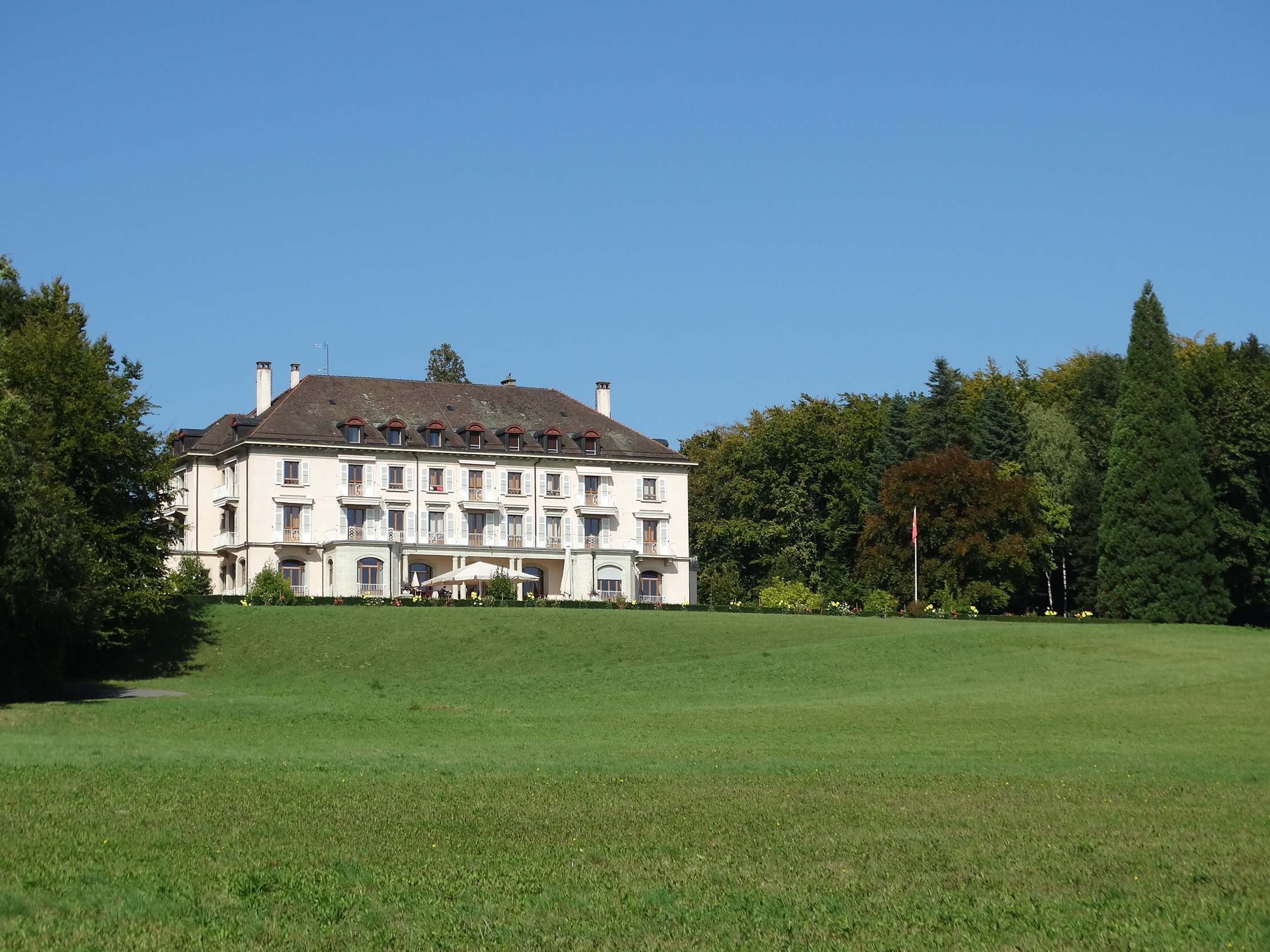
De kliniek in Prangins

Ze maakte vaak fietstochten in de omgeving, maar vond niet de innerlijke rust die ze zocht. Wegens haar toenemende verslaving en psychische problemen was ze jarenlang in therapie bij de gerenommeerde psychiater Oscar Forel, oprichter van de privékliniek Les Rives de Prangins in het dorp Prangins aan het Meer van Genève, waar tal van prominenten zich lieten behandelen. Forel is bekend door de toepassing van hypnotherapie, onder meer in 1930-1931 bij Zelda Fitzgerald, die hij nogal snel gediagnosticeerd had als schizofreen, wat hij in 1942 ook bij Annemarie Schwarzenbach zou doen.
Hij stelde vast dat Schwarzenbach zich in haar talrijke liefdesaffaires gedroeg als een Don Juan en identificeerde haar extreme binding aan haar moeder enerzijds en aan Erika Mann anderzijds als het centrale probleem, dat hij "infantiel-puberaal" noemde.

#### Moskou
In Rusland nam ze met Klaus Mann deel aan het eerste schrijverscongres van de Sovjet-Unie, dat in augustus 1934 in Moskou georganiseerd werd om de Bond van Sovjetschrijvers op te richten onder voorzitter Maksim Gorki, gesecondeerd door Isaak Babel, en eerste secretaris Aleksandr Sjtsjerbakov. Het congres vond plaats enkele maanden voor de moord op Sergej Kirov, die de opmaat zou worden voor Stalins 'Grote Zuivering' in de Sovjet-Unie, waarvan ook Gorki en Babel het slachtoffer zouden worden. Meer dan 600 schrijvers kwamen bijeen, met als buitenlandse gedelegeerden onder anderen André Malraux en Louis Aragon. Vooral met de Deen Martin Andersen Nexø en met Ilja Ehrenburg en Boris Pasternak had Schwarzenbach een goed contact. Ook met Isaak Babel zou ze gesproken hebben. De Duitse schrijver Oskar Maria Graf observeerde haar als
"een schrijvende miljonairsdochter uit Zwitserland, die voor de lol, en waarschijnlijk om zich interessant te maken, drukke omgang had met belangrijke mensen en grote reizen maakte".
Het socialistisch realisme dat de Sovjets van schrijvers verlangden was niet aan haar besteed, maar ze maakte wel haar ouders razend met een brief waarin ze hen confronteerde met haar in Moskou opgedane antikapitalistische overtuiging. Ze sprak ook met de Nederlandse filmer Joris Ivens, van wiens sociaal bewogen documentaire Misère au Borinage ze hevig onder de indruk was. Ze maakte voorbereidingen om met zijn filmploeg mee te reizen naar China, maar zag er om onbekende redenen van af.

#### Der Falkenkäfig

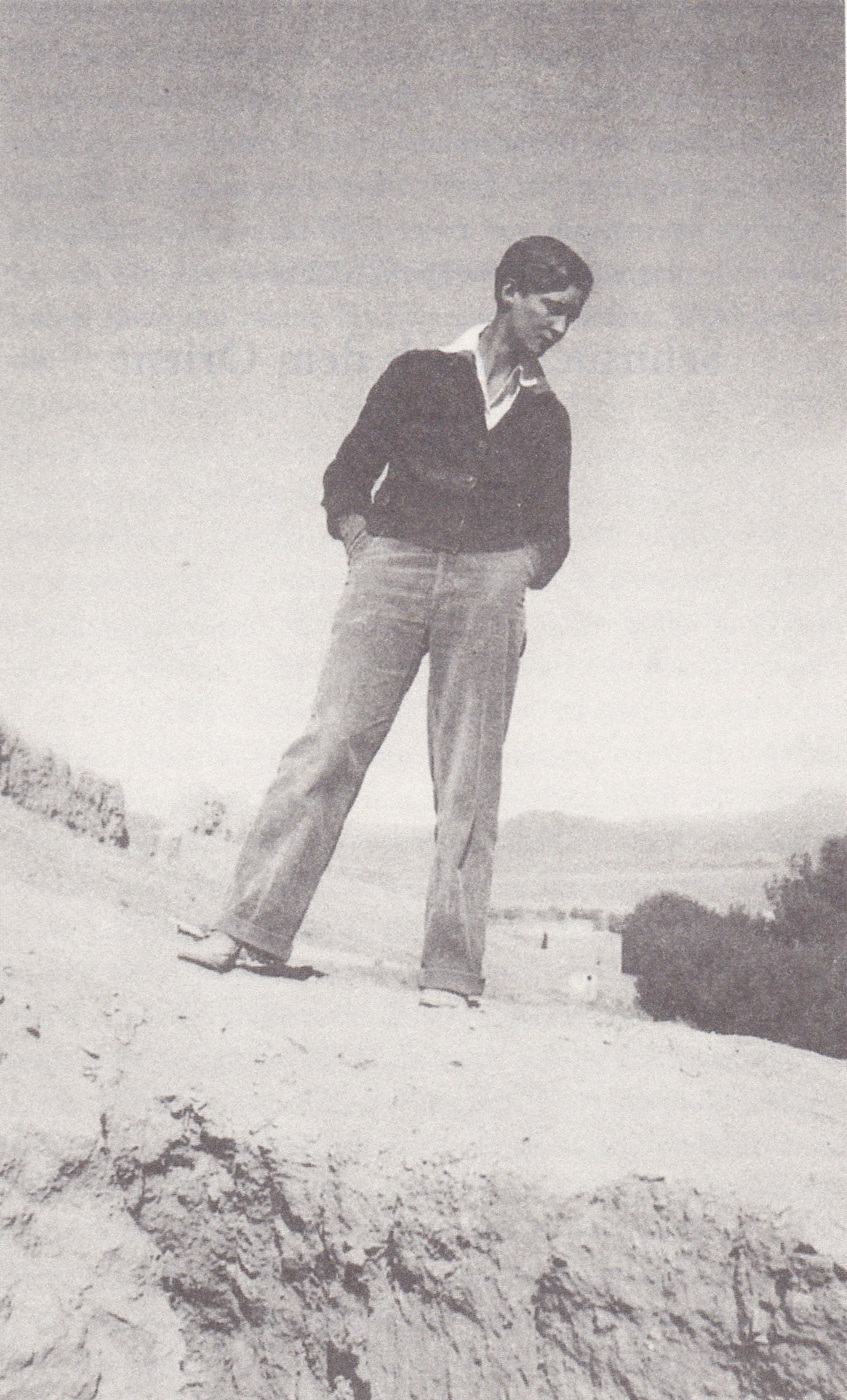
Schwarzenbach in Persepolis (Zuid-Iran), 1934.

In plaats daarvan reisde ze opnieuw naar het Midden-Oosten en nam deel aan archeologische opgravingen in Syrië en Iran. De archeologie boeide haar zo, dat ze overwoog hiervan haar vak te maken. Over haar ervaringen in dat gebied schreef ze dagboeknotities (Winter in Vorderasien) en een achttiental verhalen die ze wilde uitgeven onder de titel Der Falkenkäfig. Ondanks positieve reacties van diverse uitgevers (onder wie Landshoff van Querido) en actieve hulp van onder anderen Klaus Mann en Stefan Zweig lukte dat echter niet. Pas in 2008 verschenen veertien van deze "traurige Stückchen" postuum onder de titel Bei diesem Regen. De manuscripten van de overige vier verhalen, waaronder het beoogde titelverhaal Der Falkenkäfig, zijn onvindbaar.
Het thema van veel van deze vertellingen is de vergeefse droom van westerlingen die naar het Midden-Oosten zijn gereisd op zoek naar geluk of op de vlucht voor de politieke situatie, maar ook daar niet ontkomen aan sociale problemen en de invloed van de nazi's. Schwarzenbachs verhalen - die invloed van Ernest Hemingway verraden - markeren een sprong voorwaarts in haar ontwikkeling als literair auteur. Als een hoogtepunt van beeldende kracht beschouwen critici Die Mission, een van de weinige verhalen die niet als autofictie zijn te beschouwen. Daarin doet de auctoriële verteller als in een reportage verslag van de Assyrische genocide door de Jonge Turken in het Ottomaanse Rijk tijdens de Eerste Wereldoorlog:

Am nachmittag brandete der Strassenkampf an das Tor der Mission, und das Tor gab nach und öffnete seine Flügel. Und nun starben alle, Männer und Frauen und Jünglinge und Kinder. Vater François eilte in die Kirche hinüber und rief denen, die sich fliehend hineindrängten, entgegen, dass sie Mut fassen sollten. Und das Morden setzte sich in der Kirche fort. Der Vater wurde erschossen, während er den Leuten mit erhobenen Armen Mut zurief.

#### Die Pfeffermühle
In de herfst van 1934 traden Klaus en Erika Mann, Therese Giehse en Magnus Henning met hun antifascistische cabaret Die Pfeffermühle op in Zürich. Dit veroorzaakte zoveel oproer van Zwitserse nationaalsocialisten, dat alleen onder politiebewaking kon worden opgetreden. Een van de stenen des aanstoots was een bedekte toespeling op Annemaries 'Onkel Uli', de omstreden legerkorpscommandant Ulrich Wille junior, die Zwitserland wilde aansluiten bij nazi-Duitsland. Toen Schwarzenbach na terugkomst uit Iran ervoer wat er aan de hand was, schreef ze een felle verdediging van het cabaret in de Zürcher Post. Dit leverde een nieuw heftig conflict op met de familie, temeer omdat familieleden bij de acties betrokken waren. Haar neef James Schwarzenbach had als leider van een groep Frontisten het tumult georkestreerd en zou dit volgens de familie Mann gedaan hebben op instigatie van zijn tante Renée Schwarzenbach-Wille, die Erika Mann een grondige haat toedroeg omdat ze haar dochter zou hebben "afgepakt". Of dit waar was wordt betwijfeld, omdat bekend is dat Renée neef James niet mocht.
Er wordt verband gelegd tussen deze kwestie en de zelfmoordpoging, haar eerste, die Annemarie Schwarzenbach in januari 1935 deed. Ze kon niet verdragen dat Erika, Klaus en mogelijk ook Thomas Mann nadeel zouden ondervinden van acties die met haar samenhingen. Hoewel die haar niet te verwijten waren, bespeurde ze afwijzing in de houding van Erika, die haar de gebeurtenissen kwalijk nam. Bovendien had Alfred Schwarzenbach verkondigd dat het moment nabij was waarop hij zijn drugsverslaafde dochter zou verstoten.

### Jaren 1935-1940

#### Huwelijk

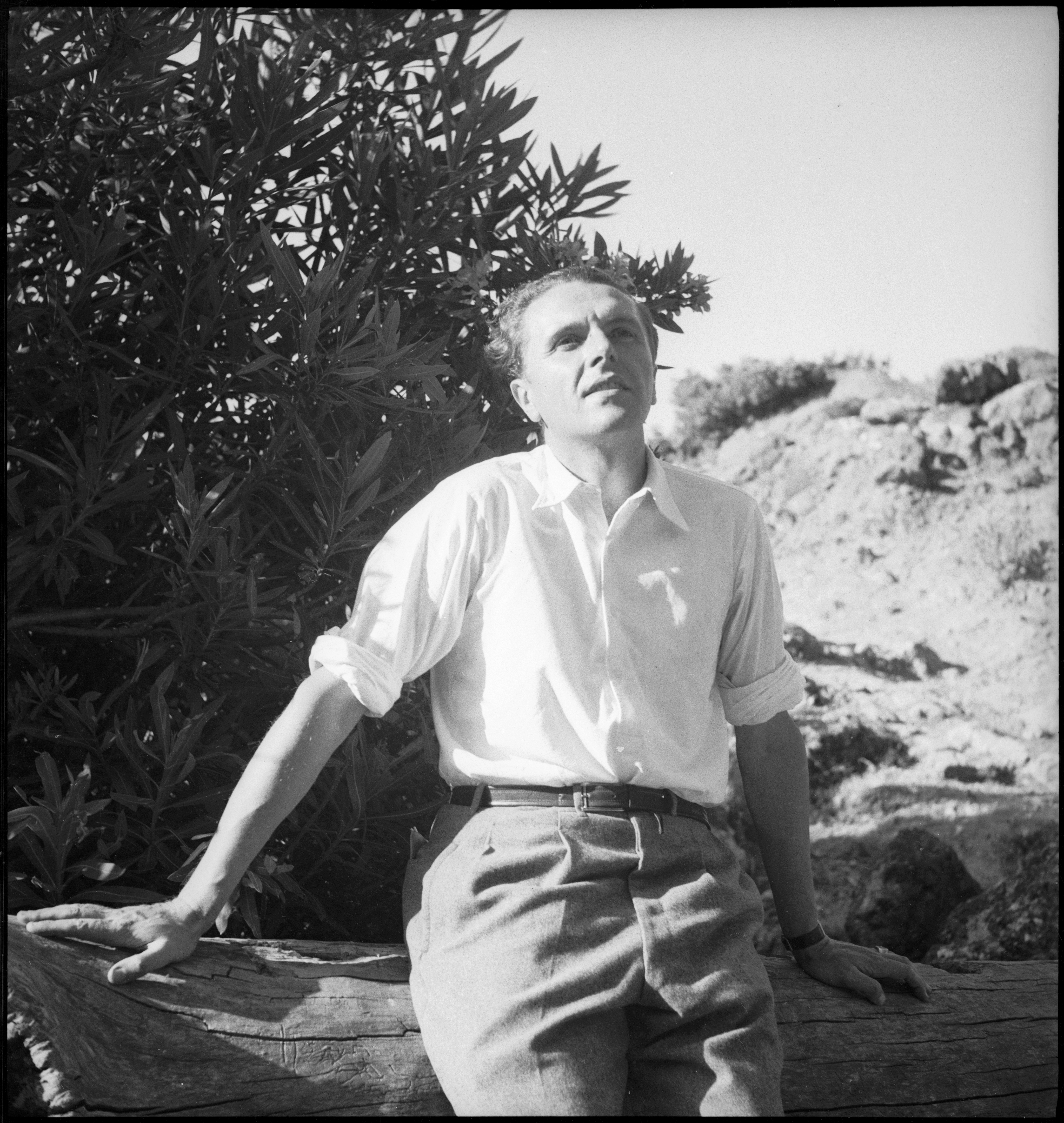
Claude Clarac
Foto A. Schwarzenbach

In een poging haar leven te normaliseren trouwde ze op 21 mei 1935 - tot verbazing van haar omgeving - in Beiroet met de in Teheran werkzame Franse diplomaat Claude-Achille Clarac. Omdat beiden homoseksueel waren, was dit te beschouwen als een gelegenheidshuwelijk, maar in de zomer van 1935 probeerden ze wel degelijk met elkaar te leven. Hun karakters verschilden daarvoor te veel en voor de representatieve taken van de vrouw van een zaakgelastigde was ze ongeschikt. Door het huwelijk verruilde ze haar Zwitserse nationaliteit voor de Franse. Met haar diplomatieke paspoort kon ze nu vrijer reizen.
Al eerder had ze zich trouwlustig betoond, waarbij het van ondergeschikt belang leek wie de bruidegom moest worden. Ze had de biseksuele Klaus Mann gevraagd met haar te trouwen, maar daarop was hij niet ingegaan. Ook Claude Bourdet had ze gevraagd. Hij zei graag te willen, maar aarzelde wegens familieomstandigheden. De derde met wie in 1935 trouwplannen ter sprake kwamen, was Golo Mann.
Allen waren verbaasd door het plotselinge huwelijk met Clarac. Om te benadrukken dat de verstandhouding met de familie goed was, accepteerde ze een witte bruidsjurk van de Parijse modeontwerpster Vera Borea en liet ze zich door haar moeder wegbrengen naar de boot in Triëst.
Een maand later volgde Erika Mann haar voorbeeld door met W.H. Auden een gelegenheidshuwelijk te sluiten om aan een Brits paspoort te komen. Erika deed dit enkele dagen nadat haar vanwege Die Pfeffermühle het Duitse staatsburgerschap was ontnomen.

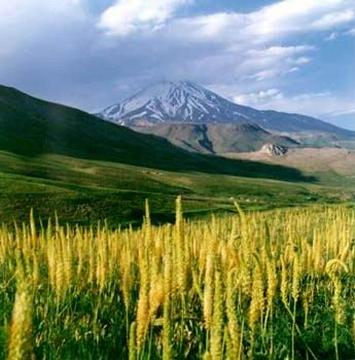
Het Lārdal bij de vulkaan Damāvand, inspiratiebron voor Tod in Persien en Das glückliche Tal.

#### Perzië
Schwarzenbach woonde enige tijd met Claude Clarac in Teheran. In de zomer ontvluchtten ze de hitte van de stad en verbleven in het Lārdal aan de voet van de sluimerende vulkaan Damāvand. Ze verwerkte haar impressies in Tod in Persien, dat ze later in Zwitserland zou voltooien. In 1940 verscheen de omgewerkte versie als de roman Das glückliche Tal. Het landschap, de bevolking en de rijke historie van Perzië fascineerden haar, maar het verblijf bracht haar tot wanhoop en daardoor ook weer aan de morfine. Haar depressie werd aangewakkerd door een schandaal dat ontstond door haar heftige liefde voor de doodzieke tuberculeuze dochter van de Turkse ambassadeur in Teheran, die model stond voor het meisje 'Jalé' in Tod in Persien en Das glückliche Tal.
Ze kende Clarac nog maar enkele maanden. Hij was niet de geschikte echtgenoot voor haar. Hij was een montere man, die met beide benen op de grond stond en van haar problemen niets begreep. Ze noemde hem "een schooljongen". Dit huwelijk - gesloten om los te komen van haar ouders - beschreef ze later ook als een poging om een normaal leven te leiden in een 'kring' met eigen vertrouwde gewoonten. Dat lukte niet, maar wel kreeg ze een verhouding met Claracs vroegere verloofde, de Amerikaanse fotografe Barbara Hamilton-Wright, die een zekere mate van stabiliteit bracht. Hoewel ze in de loop der tijd weleens overwoog te scheiden omdat dit huwelijk niets voorstelde - ze zagen elkaar soms in geen jaren - kwamen Clarac en zij tot de conclusie dat ze elkaar daarvoor toch te graag mochten.

#### Saladin

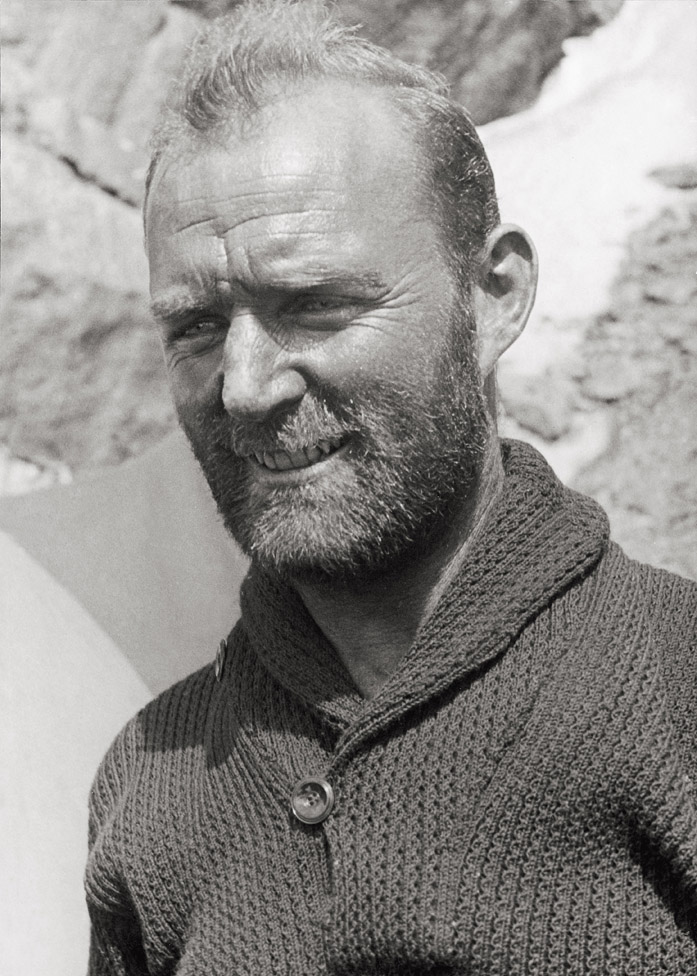
Lorenz Saladin

In 1937 was ze weer in Moskou, nu om onderzoek te doen naar de dood van de Zwitserse bergbeklimmer Lorenz Saladin, die een jaar eerder bij de beklimming van de bergtop Khan Tengri in de Kirgizische Socialistische Sovjetrepubliek was verongelukt. Ze had Saladins verslagen in de kranten gevolgd en was onder de indruk van zijn fotoreportages. Zijn positieve levenshouding fascineerde haar, evenals het zelfvertrouwen waarmee hij problemen tegemoet trad. Daarmee leek zijn karakter sterk van het hare te verschillen. Wel herkende ze haar eigen antifascistische overtuiging in zijn krachtige politieke stellingname, die in niets leek op de geïsoleerde neutraliteit van Zwitserland. Voor haar werd het een persoonlijke en ideologische erezaak om Saladins erfenis voor het nageslacht vast te leggen. De contacten die ze bij het congres in 1934 had gelegd wierpen nu vruchten af, want de Sovjets waren bereid Saladins documentatie voor haar te openen. De neerslag hiervan verscheen in de vorm van een uitgebreide biografie onder de titel Lorenz Saladin: Ein Leben für die Berge. Met een voorwoord van de gerenommeerde Zweedse ontdekkingsreiziger Sven Hedin werd het haar meest succesvolle boek, dat al snel was uitverkocht.
Ter gelegenheid van haar honderdste geboortedag in 2008 werd het boek herdrukt, zonder het voorwoord van Sven Hedin. Tijdens het onderzoek voor de heruitgave werd in Rusland ook Saladins omvangrijke fotoarchief ontdekt, waarover Annemarie Schwarzenbach niet had kunnen beschikken.

#### Reportages

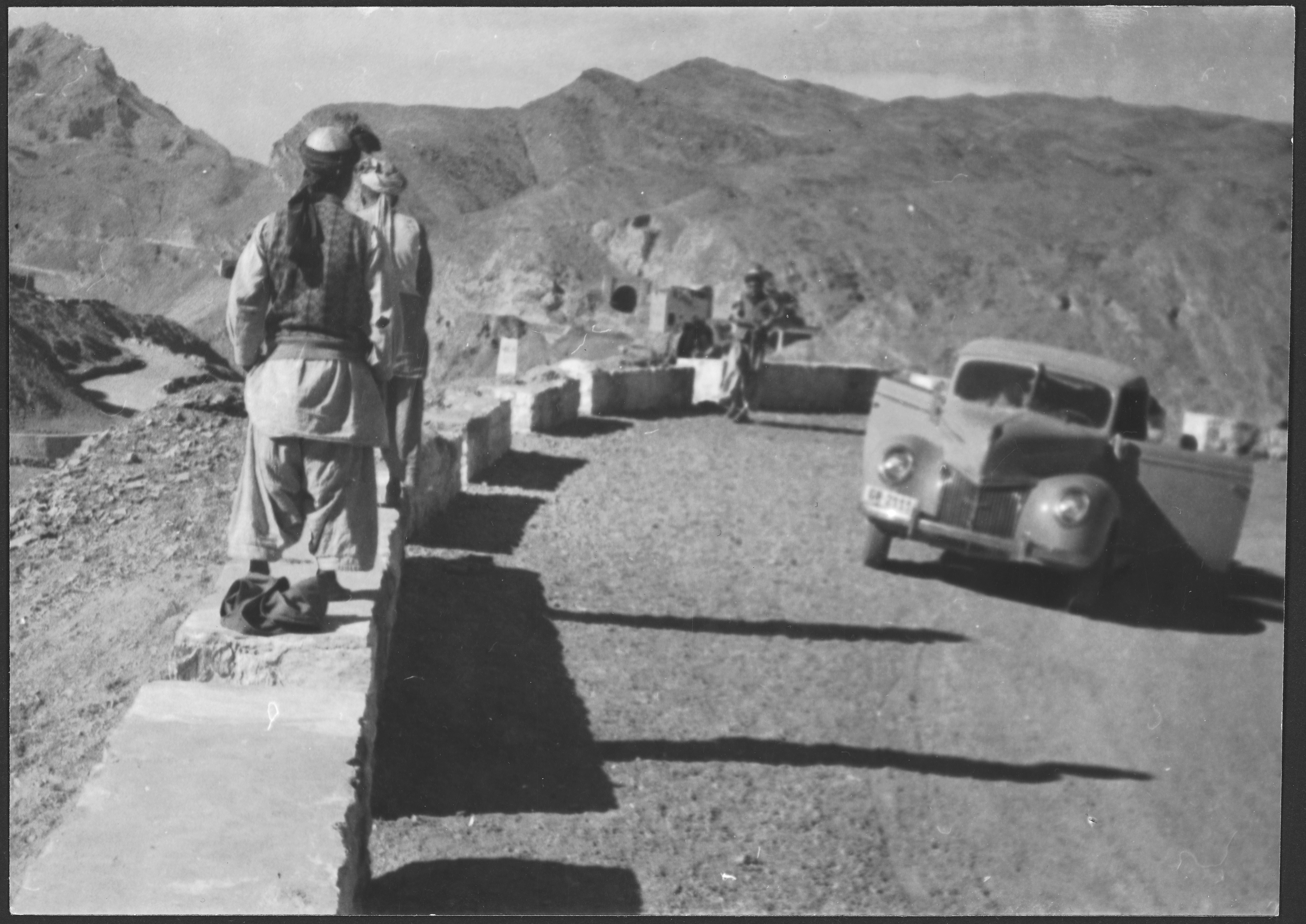
"Mein Ford und ich am Kyber-Pass", 1939.
Foto A. Schwarzenbach

Op het gebied van reisverhalen en fotografie had ze inmiddels een professioneel hoog niveau bereikt. Door de vernieuwende collage-achtige vorm ontkwamen haar reportages aan het clichéstramien van tekst met afbeeldingen. Ze werden, vaak onder de naam "Dr. Annemarie Clark", gepubliceerd in Zwitserse kranten en tijdschriften zoals de Schweizer Illustrierte Zeitung, de Neue Zürcher Zeitung, de Zürcher Illustrierte en vooral de in Bazel gevestigde National-Zeitung. Haar reisverslagen verschenen in de SIZ als 'Auto-Abenteuer' met titels als Mein Ford und ich am Kyber-Pass en Vorderasiatische Auto-Anekdoten. Ze schreef ook in het Duitstalige Argentinisches Tageblatt, dat onder redactie van Ernesto Alemann in Argentinië verscheen.
De camera was voor de moderne generatie het middel bij uitstek om het eigentijdse leven weer te geven. Een belangrijk hulpmiddel was daarbij de automobiel, die voor de moderne reiziger een symbool was van de nieuwe vrijheid en voor vrouwen ook de verovering van een mannendomein liet zien. Op foto's van Annemarie Schwarzenbachs oriëntreizen is haar auto vaak in beeld, waarbij de kameel het contrast tussen twee werelden toont. Voor haar symboliseerde het reizen echter vooral de onophoudelijke zoektocht naar het eigen bestaan.

#### Amerika

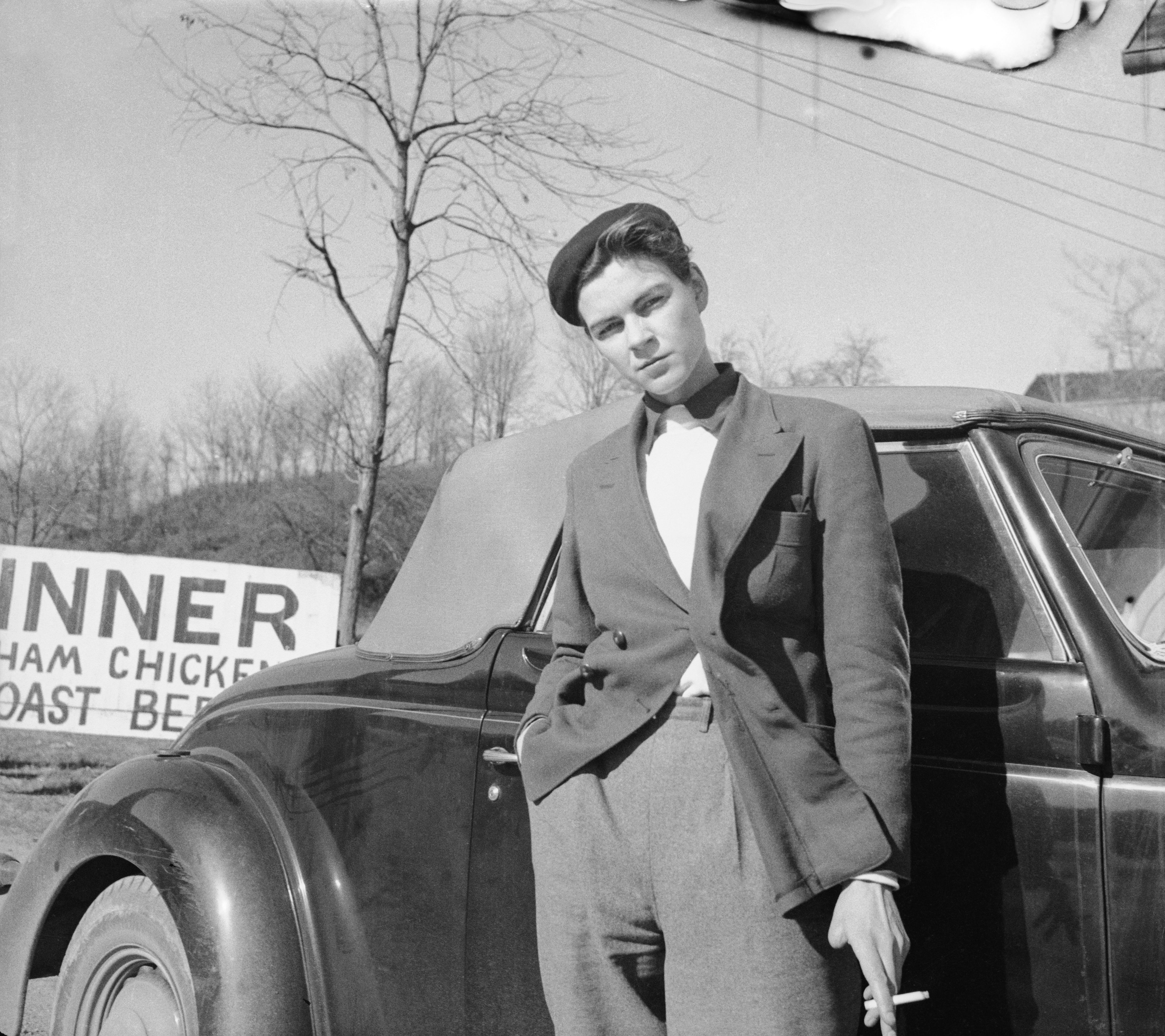
Barbara Hamilton-Wright
Foto A. Schwarzenbach

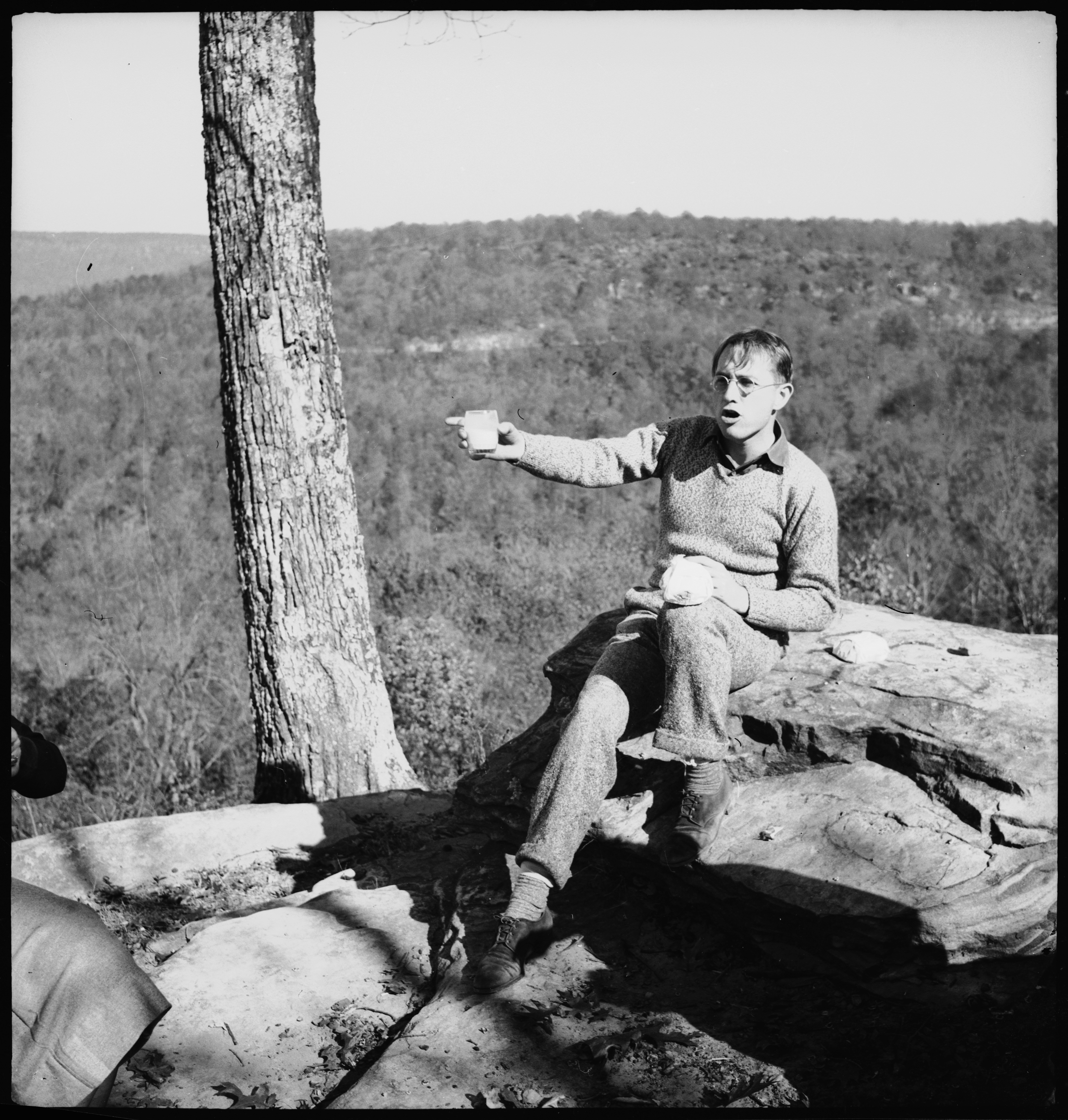
Myles Horton in Monteagle, Tennessee
Foto A. Schwarzenbach

Na verloop van tijd verlegde ze haar focus naar sociale fotografie. In 1936 kwam ze voor het eerst in de Verenigde Staten (als kind was ze wel mee geweest met een zakenreis van haar vader naar de VS). Ze legde daar het leven van het arme bevolkingsdeel tijdens de Grote Depressie vast. Met Barbara Hamilton-Wright bezocht ze zowel de oostkust als de zuidelijke staten. Ze bestudeerde in New York de fotocollecties van de door Roy Stryker aangestuurde Farm Security Administration, met werk van onder anderen Dorothea Lange, Walker Evans, Arthur Rothstein, Gordon Parks en Ben Shahn. Dat gaf een kwaliteitsimpuls aan haar fotojournalistiek. Ook haar contacten met de burgerrechtenactivist Myles Horton, die ze in Tennessee leerde kennen, droegen daartoe bij.
Ze deed pionierswerk met foto's van de leefomstandigheden van de zwarte Amerikanen en met analyserende artikelen, bijvoorbeeld over de stad Knoxville (Tennessee). Ze toonde daarbij een scherp inzicht in de racistische mechanismen die een rol speelden in de sociale verhoudingen en was zich ook bewust van haar eigen positie als observerend journalist. Deze reportages uit Zwitserse tijdschriften werden, inclusief foto's, in 1997 postuum gebundeld in Jenseits von New York.

#### Sanatoria
Terug in Europa maakte ze in 1937 en 1938 fotoreportages waarin ze de opkomst van het fascisme in Europa liet zien, vooral in Oostenrijk na de Anschluss en Tsjecho-Slowakije.
De sinds 1936 in New York gevestigde Erika Mann had aan haar moeder Katia bericht: "Met Annemarie gaat het beter, maar omdat haar onbezonnenheid geen grenzen kent, zal ze gauw weer alles verknoeid hebben". De voorspelling kwam uit, want ondertussen had zich haar drugsgebruik tot een ernstige verslaving ontwikkeld. In 1938 en 1939 bracht zij maandenlang door in diverse ontwenningsklinieken in Samedan, Kreuzlingen (Sanatorium Bellevue onder leiding van Ludwig Binswanger) en Yverdon-les-Bains. In laatstgenoemd sanatorium, waar de behandelmethode niet repressief was zoals in de beide andere, kwam ze dankzij de Poolse arts Gustava Favez enigszins tot rust.
Ze voltooide toen de roman Tod in Persien, gebaseerd op haar ervaringen in Iran. Het boek is pas in 1998 uitgegeven, maar in 1940 verscheen een omgewerkte versie onder de titel Das glückliche Tal, een verwijzing naar het Lārdal waar ze in 1935 met Claude Clarac geweest was. Het wordt beschouwd als haar meest indringende literaire werk, zowel door de atmosferische evocatie van landschap en bevolking van Iran als door de uiting van diepe persoonlijke emoties van de hoofdpersoon. Daarbij worden traditionele tegenstellingen, zoals die tot uiting komen in oriëntalistische motieven, gezien vanuit een homoseksueel vrouwelijk perspectief.

#### Afghanistan

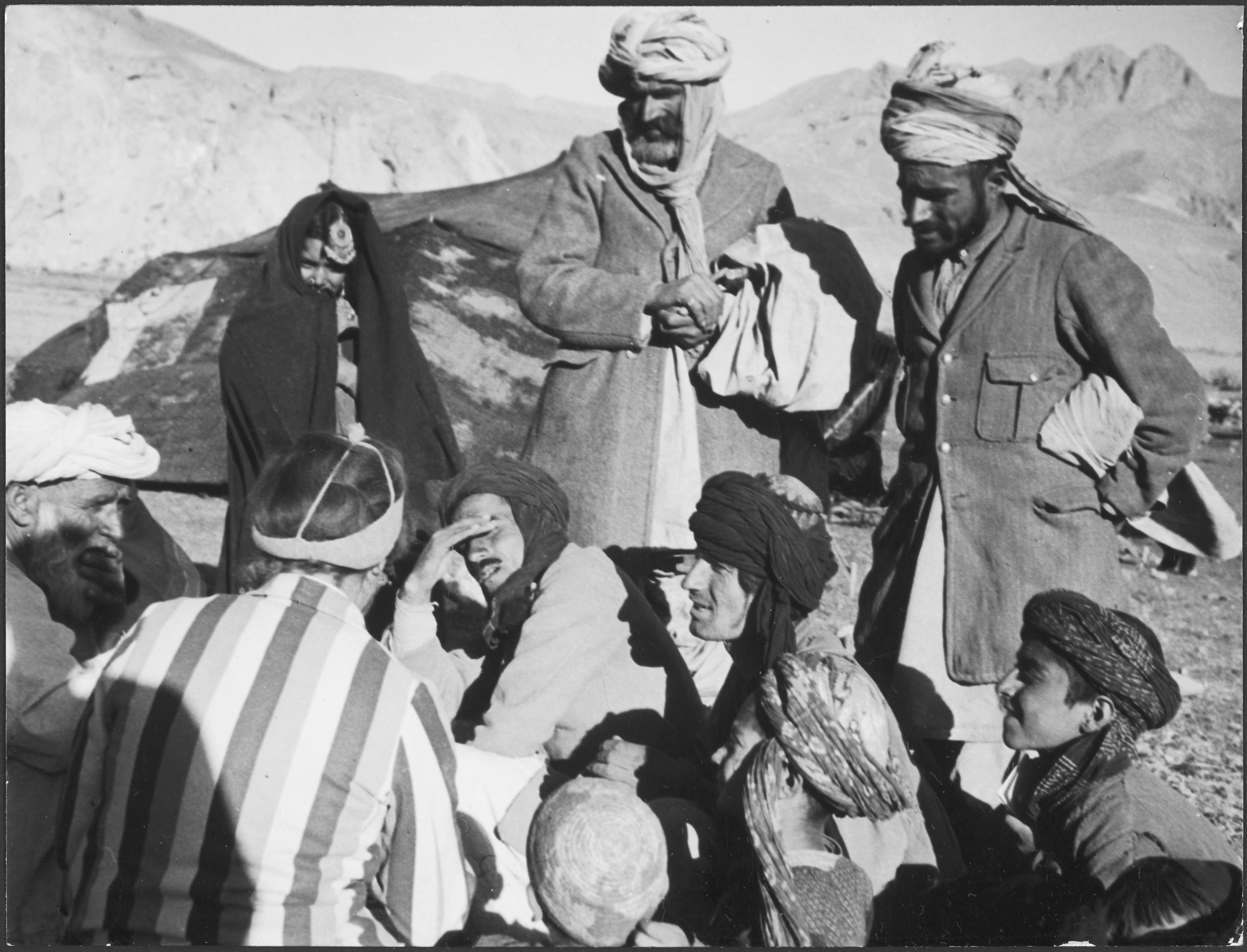
Ella Maillart (op de rug gezien) in gesprek met Afghanen in Bamyan, 1939
Foto A. Schwarzenbach

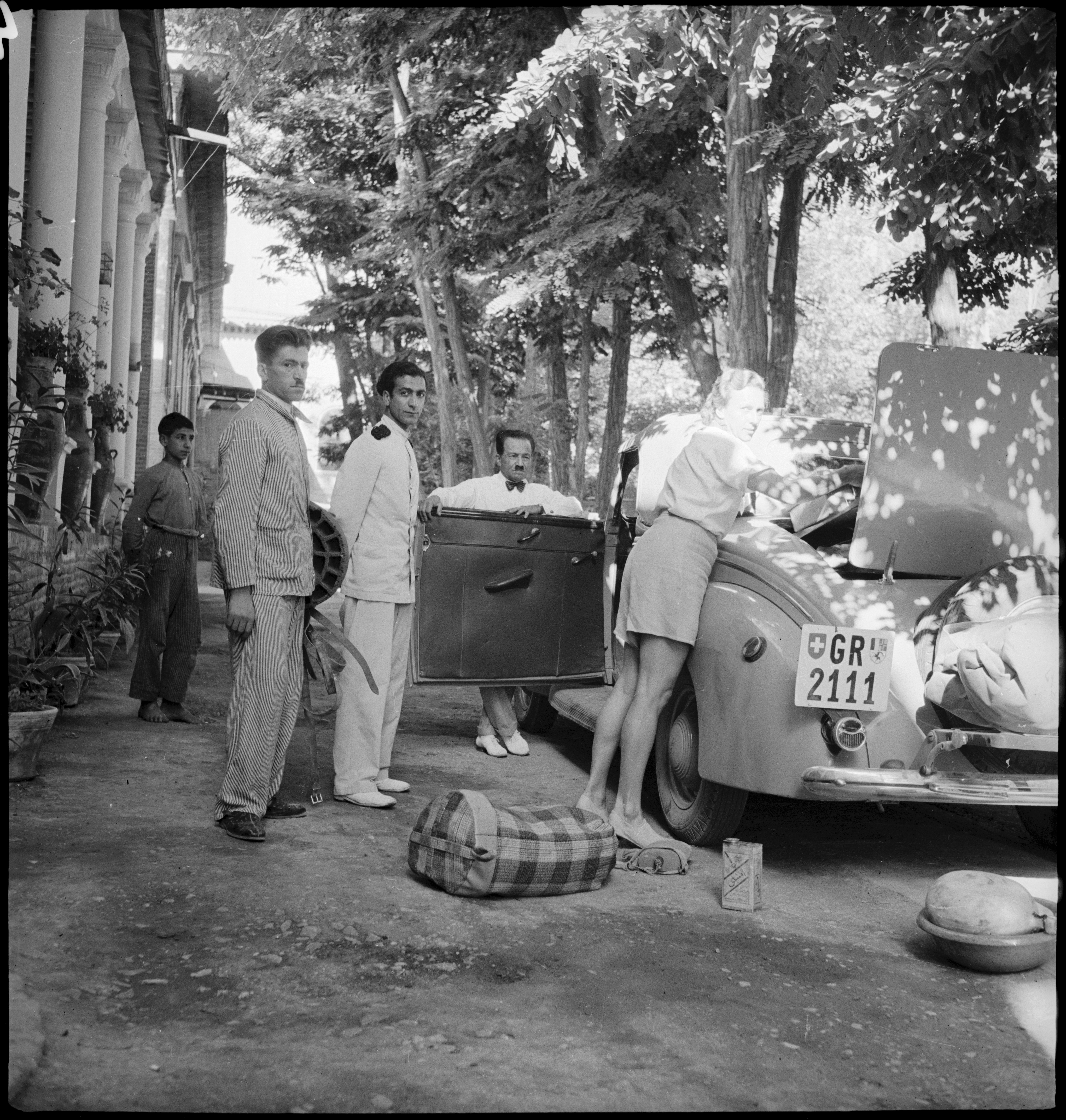
Ella Maillart bij de Ford in Mashhad, Iran, 1939
Foto A. Schwarzenbach

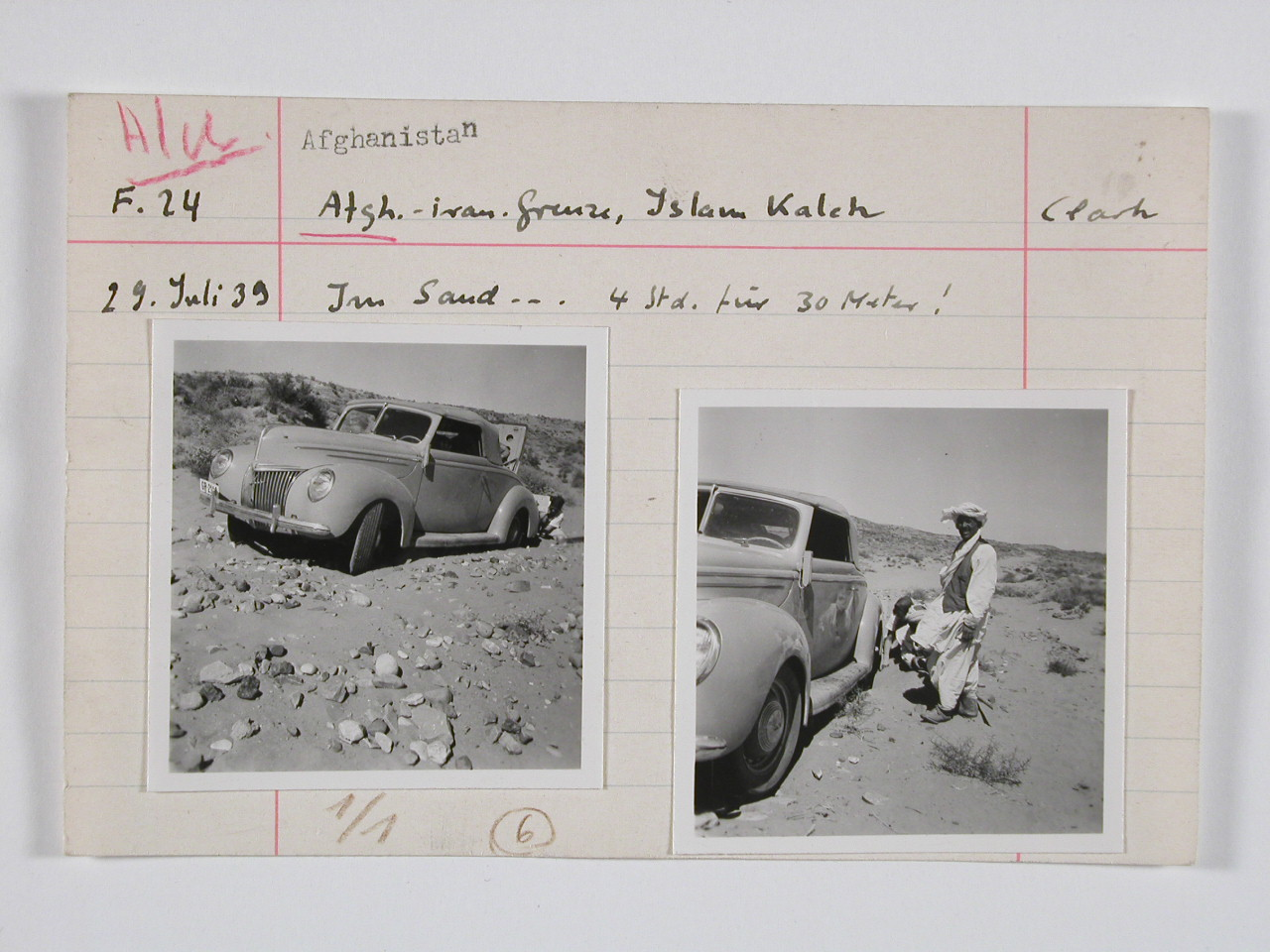
Een van de kaarten waarop Schwarzenbach de reis registreerde

Route van Schwarzenbach en Maillart naar Afghanistan.

Met de Zwitserse (Franstalige) schrijfster en etnologe Ella 'Kini' Maillart, een zeer ervaren reizigster, reed Annemarie Schwarzenbach in juni 1939 in een van haar vader gekregen De Luxe Ford roadster van Genève via Turkije en Iran naar Afghanistan. Voor haar had deze reis ook een therapeutisch oogmerk, omdat ze net was afgekickt en zichzelf wilde hervinden "op een plek waar traditionele manieren van leven nog niet zijn afgeschaft". Het amuseerde de vriendinnen dat de tengere Frau Doktor Clarac-Schwarzenbach, die op een Frans diplomatiek paspoort reisde, onderweg vaak werd aangezien voor een tienerzoon van Maillart. Het uiteindelijke doel was Brits-Indië, maar toen in september de Tweede Wereldoorlog uitbrak, waren ze in Kabul.
Daar werd Schwarzenbach ziek. Ze had zich weer overgegeven aan haar morfineverslaving als gevolg van een hopeloze liefdesaffaire met de Franse archeologe Ria Hackin, een vriendin van Ella Maillart die in Turkmenistan met haar man aan het werk was. De toegang tot de opgravingen was haar daarna ontzegd, waarmee een van de doelen aan de reis was ontvallen. Voor Maillart, die al vele tochten door Azië had ondernomen, alleen en met diverse medereizigers, was deze reis door Schwarzenbachs gedrag de zwaarste die ze ooit gemaakt had. Al onderweg in Turkije en ook in Iran was de reis bijna afgebroken omdat ze - tegen de uitdrukkelijke afspraak in - zich onderweg verdovende middelen had verschaft. Maillart, die als voormalig Olympisch skiër een sportieve instelling had en gezond leefde, vroeg zich af hoe ze zo feilloos de schimmige drugstransacties wist te vinden op plekken waar ze nooit eerder geweest was.
Ella Maillart, die later schreef dat ze haar op deze reis had willen 'redden', moest haar in Kabul noodgedwongen in de steek laten omdat ze niet opgewassen was tegen Schwarzenbachs neiging tot zelfdestructie. "En zo dreef ze voort, soms een schrijfster, soms een muze, soms een archeoloog. Soms een jongen, soms een meisje", schreef Maillart toen ze de reis in 1943-1945 boekstaafde onder de titel The cruel way (uitgegeven in 1947). Annemarie Schwarzenbach wordt daarin 'Christina' genoemd en woont niet in Sils, maar in Silvaplana. Ella Maillart veranderde dit om problemen te voorkomen met Renée Schwarzenbach, die haar manuscript aan voorafgaande censuur had onderworpen. Om dezelfde reden schrapte ze twee hoofdstukken waarin de problemen met de moeder van 'Christina' werden uitgediept. Maillart verschaft in laconieke maar beeldende stijl veel informatie over de reis, de moeilijkheden onderweg, de gebieden waar ze kwamen en de ontmoetingen met de plaatselijke bevolking. Daarnaast gaat ze uitvoerig in op 'Christina', hun diepgaande gesprekken, haar onberekenbare gedragingen en de alomtegenwoordige 'demon' die haar beheerst en bedreigt. Het boek werd in diverse talen vertaald, waaronder het Nederlands (Zo wees dan een Columbus), en verdween in de jaren vijftig uit de belangstelling. Toen Schwarzenbach na 1986 'in de mode' kwam werd het heruitgegeven en veel gelezen, als het meest indringende en nabije portret van de enigmatische Annemarie Schwarzenbach.  
Schwarzenbachs eigen proza is enerzijds impressionistischer, anderzijds emotioneler. Zij legde haar indrukken van deze reis vast in een aantal artikelen, feuilletons, reportages en verhalen, die postuum gebundeld zijn onder de titel Alle Wege sind offen. Delen uit de verslagen van beide auteurs zijn in 2001 in gefictionaliseerde vorm verfilmd onder de titel Die Reise nach Kafiristan / The Journey to Kafiristan.

### Laatste jaren 1940-1942

#### DeOrazio

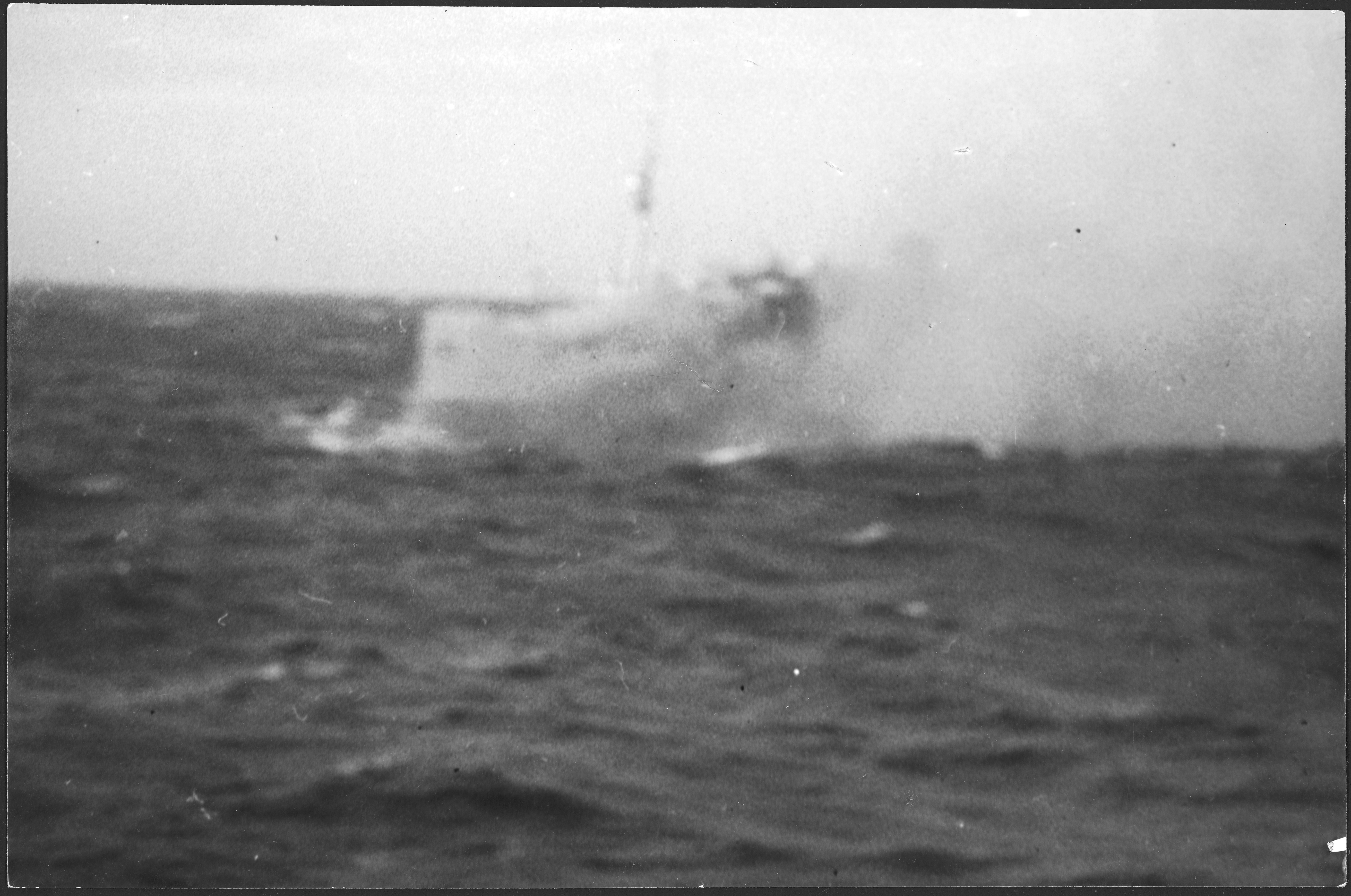
Ondergang van de Orazio, 21 januari 1940
Foto A. Schwarzenbach

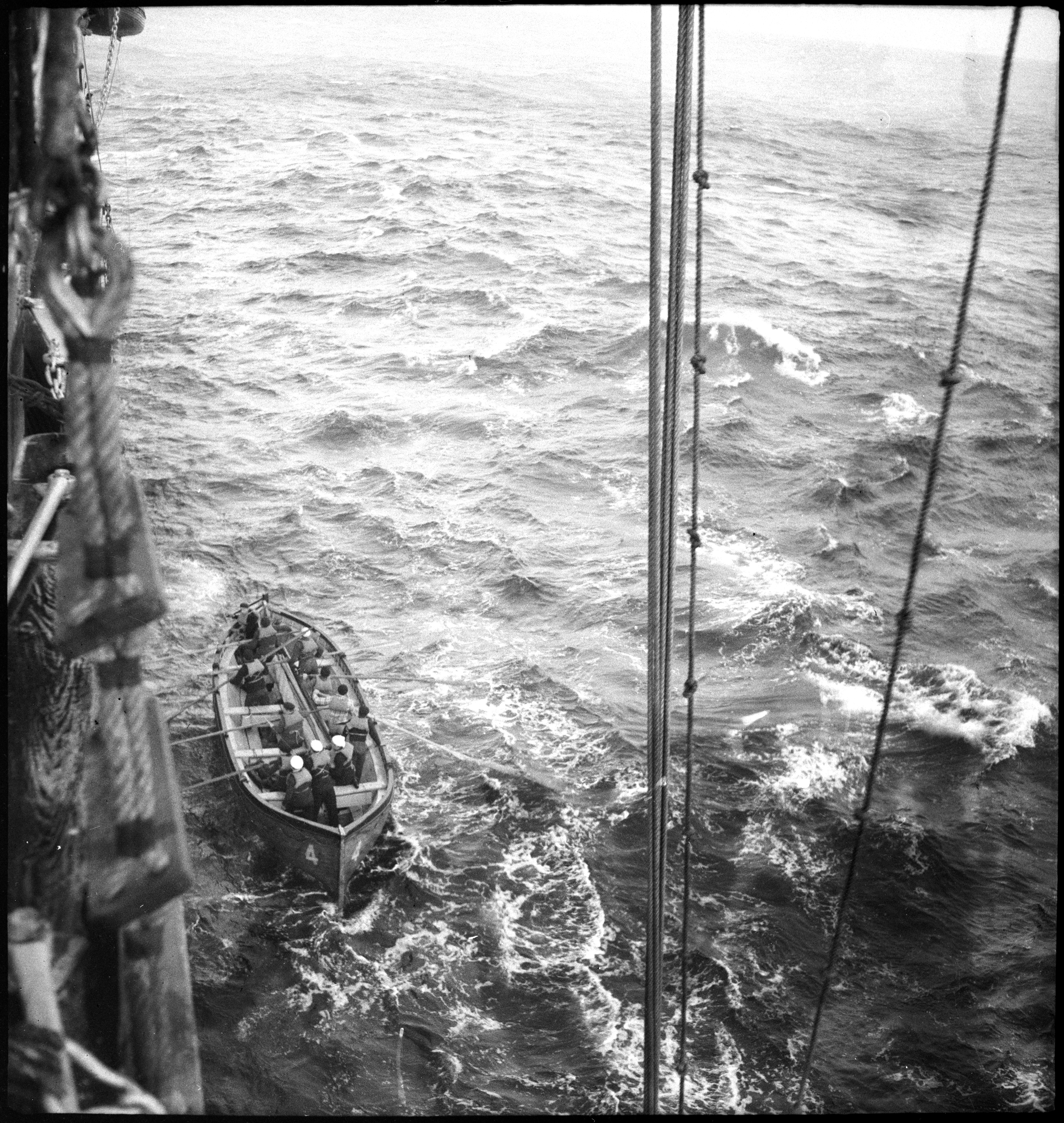
Reddingboot naast de Conte Biancamano
Foto A. Schwarzenbach

Na haar herstel reed Schwarzenbach met de Ford geheel alleen van Kabul naar Bombay, waar ze de doorgereisde Ella Maillart, die tot 1945 in Brits-Indië (India) zou blijven, nog een keer ontmoette. Ze nam een boot naar Genua, de Conte Biancamano.
Tijdens de reis was ze op 21 januari 1940 op de Middellandse Zee getuige van de scheepsramp met de Orazio. Deze Italiaanse oceaanstomer vervoerde een groot aantal Joodse gezinnen die een veilig heenkomen in Zuid-Amerika zochten. 106 van de 645 opvarenden kwamen om het leven toen het schip ten zuidwesten van Toulon door een technisch defect in brand vloog. Diverse schepen, waaronder de Conte Biancamano, schoten te hulp. Schwarzenbach fotografeerde de ondergang van het schip en de reddingspogingen vanaf de Conte Biancamano, die een groep overlevenden aan boord nam. Ze nam ook actief deel aan de hulpverlening. Na aankomst in Genua noteerde ze nauwgezet en met empathie een verslag van wat zich voor haar ogen had afgespeeld.

#### Laatste Amerikareis
Na een kort verblijf in Zwitserland kon ze aan het begin van de oorlog nog net op 3 mei 1940 van Genua naar de Verenigde Staten vertrekken met haar vriendin Margot von Opel-Löwenstein, echtgenote van de tot de Opel-autofamilie behorende raketpionier Fritz von Opel (bijgenaamd 'Raketen-Fritz') die al eerder naar de VS was gereisd. Hij werd ervan verdacht een Duitse spion te zijn, waardoor ook Annemarie Schwarzenbach enige tijd onder FBI-observatie stond. Margot von Opel had zich voorgenomen haar af te leren in mannenkleren te lopen en liet daarom dure kleding van Parijse couturiers komen. Schwarzenbach droeg die zonder er veel acht op te slaan.
Het was haar derde bezoek aan de VS. Ze verbleef enige tijd met Margot von Opel op Nantucket en daarna, net als Klaus en Erika Mann, in New York. Het was haar bedoeling zich permanent in de VS te vestigen, maar bij dit hernieuwde bezoek stelde Amerika haar teleur. Ze schreef: "Ik vertrouw de vrede hier niet, noch het democratische gehalte ervan". Ze slaagde erin enkele opdrachten te verwerven van Amerikaanse kranten zoals The Washington Post, maar leverde toch voornamelijk reportages aan de Zwitserse pers. Ze zette zich in voor de Emergency Rescue Committee, de organisatie van Varian Fry die ballingen hielp die voor de nazi's naar de VS waren gevlucht. Ook was ze opnieuw een van de sponsors van Klaus Manns opvolger van Die Sammlung, het New Yorkse tijdschrift voor Exilliteratuur Decision, dat in 1940-1941 slechts een jaar bestaan heeft.

#### Carson McCullers

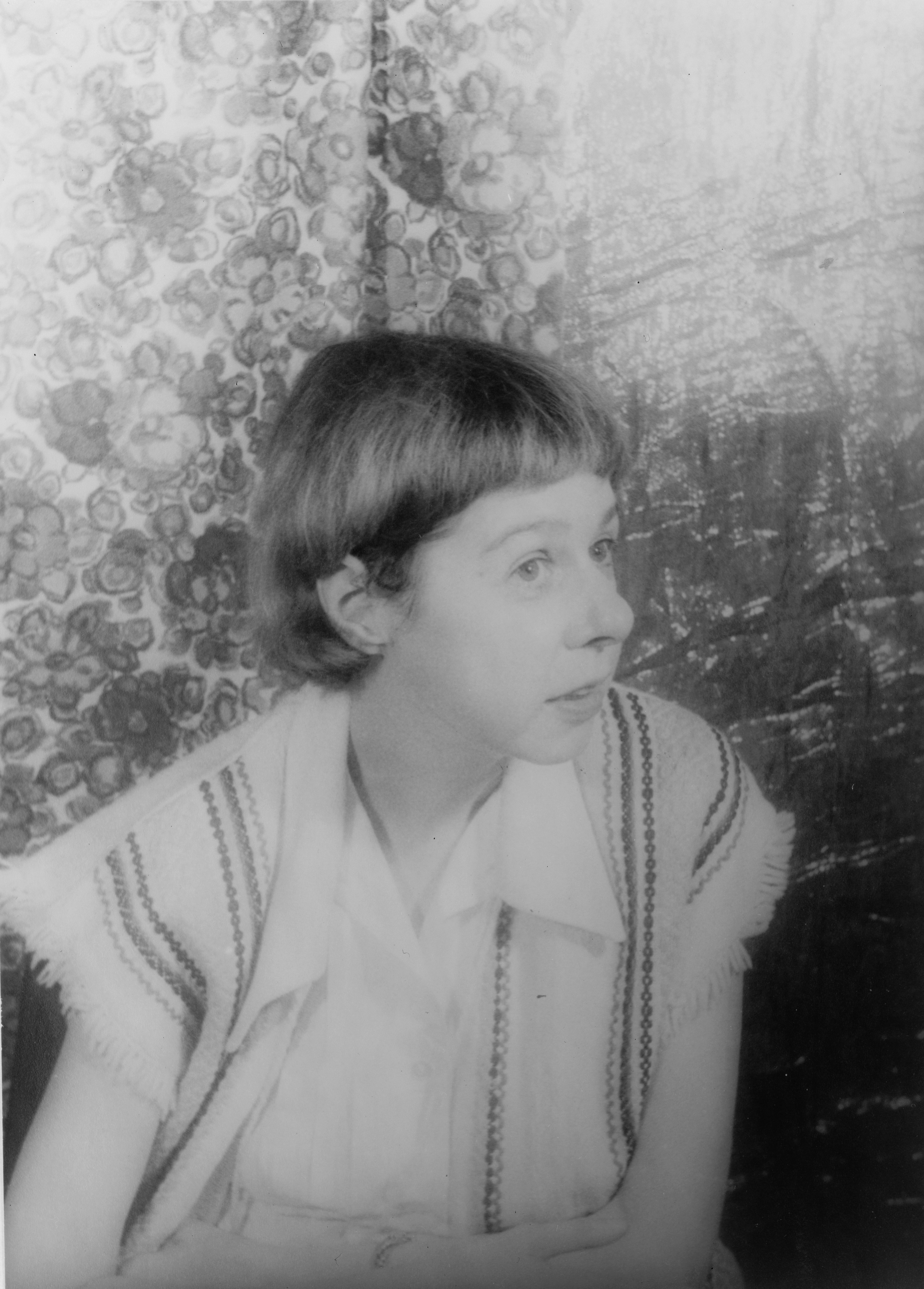
Carson McCullers

Ze leerde de tien jaar jongere Carson McCullers kennen, wier debuutroman The Heart is a Lonely Hunter zij in diverse recensies gunstig besprak. De door het sensationele succes van dat boek overdonderde McCullers, die psychisch even labiel was als zijzelf, ontstak in een obsessieve verliefdheid met een huwelijkscrisis als gevolg. "Ze had een gezicht waarvan ik wist dat het door mijn hoofd zou blijven spoken tot het eind van mijn dagen", herinnerde McCullers zich later, "prachtig, blond, met strak kort haar. Er was een uitdrukking van verdriet in haar gezicht die ik niet kon peilen. [..] Ik weet van geen vriendin van wie ik meer gehouden heb". Annemarie Schwarzenbach had zelf te veel problemen om de liefde van McCullers te kunnen beantwoorden. Een langverwacht intiem moment tussen de twee eindigde door Schwarzenbachs grillige, agressieve gedrag in een drama voor McCullers.
De Zwitserse deed wel haar best om bevriend te blijven en correspondeerde ook vanuit Europa met de Amerikaanse schrijfster, waarbij hun gedeelde visie op het schrijverschap het belangrijkste thema werd. "Jij bent de enige schrijver die net zo denkt over de zwaarte van onze opdracht en ons werk, alsof we broeders waren - en dat zijn we", schreef ze. McCullers droeg haar tweede roman Reflections in a Golden Eye op aan Annemarie Clarac-Schwarzenbach, die overwoog de Duitse vertaling te maken. Deze 'Gay Southern Gothic novel', die al voltooid was voordat de beide schrijfsters elkaar ontmoetten, veroorzaakte in de VS enige ophef bij publicatie in 1941. Hun gedeelde ideeën over onmogelijke liefde verwerkte Schwarzenbach in de roman Das Wunder des Baums (1941, voor het eerst gepubliceerd in 2011). McCullers deed hetzelfde in het verhaal A Tree. A Rock. A Cloud (1942). Echo's ervan zijn traceerbaar in McCullers' latere werken als de roman The Member of the Wedding (1946) en de novelle The Ballad of the Sad Café (1951).
In april 1946, enkele jaren na Schwarzenbachs dood, deelde Ruth Landshoff-Yorck in een brief aan Carson McCullers haar herinneringen. Hun gemeenschappelijke vriend Truman Capote meldde dat McCullers van ontroering twee dagen het bed had moeten houden. McCullers reageerde ook zelf: 
"De schok was enorm. Je hebt dit gekwelde leven in zo'n doordringende eenvoud beschreven. Ik hield van Annemarie, en ik was steeds haar toegewijde vriendin. [...] Annemarie had voor wat ik haar aanbood geen emplooi, maar wat ik haar aanbood was mijn hele ik".

#### Crisis in Amerika
Schwarzenbach moest zich ook in de VS meermalen psychiatrisch laten behandelen wegens haar morfineverslaving en zware depressies. Dat in deze periode (november 1940) haar vader stierf maakte haar toestand er niet beter op. De inmiddels in Princeton (New Jersey) wonende familie Mann gaf deze keer niet thuis. Ze raakte in een diepe crisis. In haar conflictueuze liefdesaffaire met Margot von Opel had ze zelfs fysiek geweld gebruikt door een wurgpoging te doen. Ze werd opgenomen in een psychiatrische kliniek in Greenwich (Connecticut). Na een nachtelijke ontsnapping, waarbij ze - volgens één versie van het verhaal - in nachthemd en op slippers New York weer bereikt zou hebben, bracht de politie haar naar een staatskliniek met dwangverpleging. Ze had opnieuw een zelfmoordpoging gedaan. Begin 1941 werd ze op voorspraak van haar broer Freddy (eigenlijk met grote tegenzin, hij vond zijn zuster vooral een aanstelster) uit de kliniek ontslagen op voorwaarde dat ze de VS onmiddellijk zou verlaten. Haar kans op een nieuw visum was daarmee verkeken. Volgens Margot von Opel, die naar haar echtgenoot was teruggekeerd, had Freddy, die in de VS voor het familiebedrijf werkte, het daarop aangestuurd om van Annemarie af te zijn. Ze werd op een boot richting Portugal gezet. Geen van de leden van de familie Mann heeft ze nog teruggezien.

#### Afrika

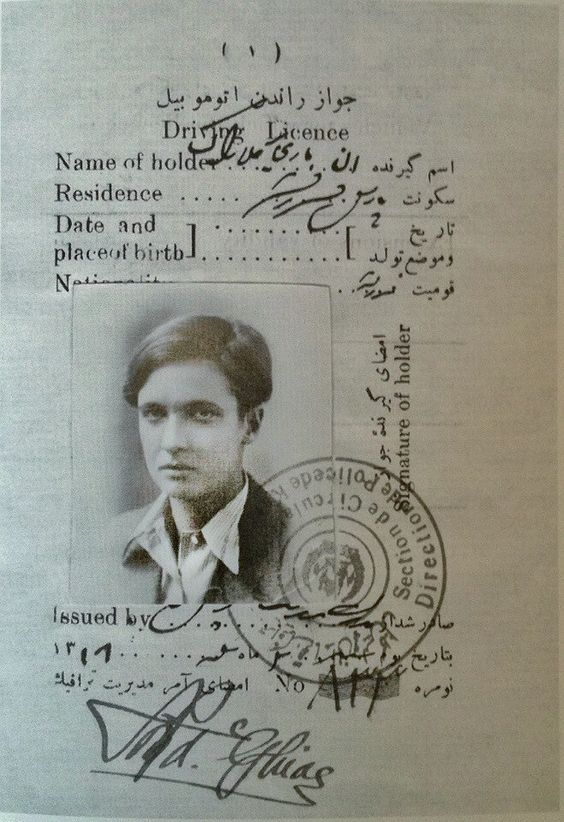
Iraans rijbewijs met Belgisch-Congolees stempel uit 1941

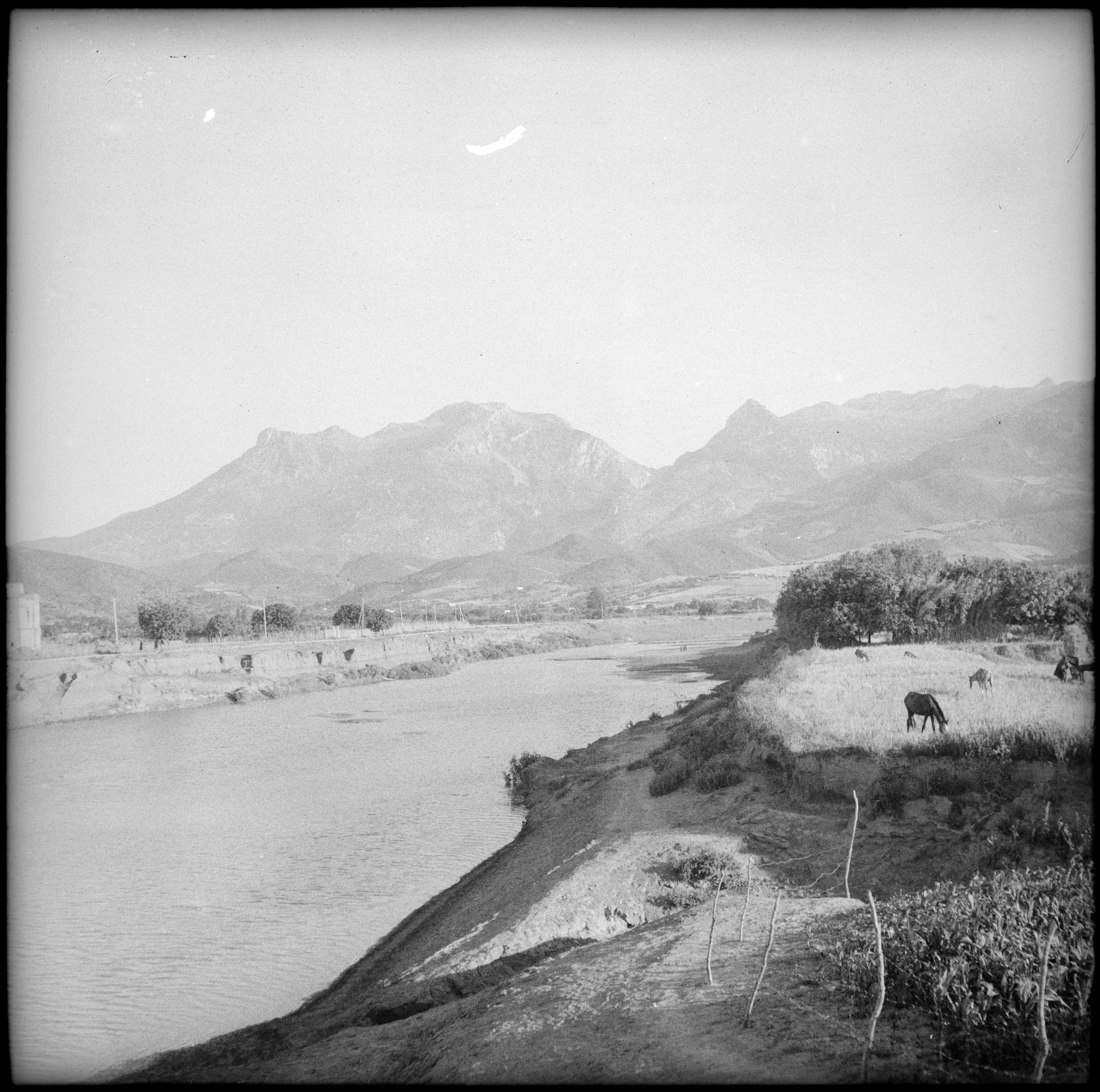
Het bezoek aan Tétouan in juni 1942 leidde tot de poëziecyclus Aus Tétouan.
Foto A. Schwarzenbach

Het rusteloos reizen ging door. Ze reisde van Lissabon door naar Belgisch-Congo en naar de Vrije Fransen in Midden-Congo, waar ze fotoreportages maakte en de gedichtencyclus Kongo-Ufer schreef. De reis werd bemoeilijkt door beperkingen die haar werden opgelegd. Haar paspoort van Vichy-Frankrijk werd als verdacht beschouwd en er ging een gerucht dat ze een Duitse spionne zou zijn. De neerslag van deze ervaringen - gecombineerd met de dramatische gebeurtenissen in Amerika - bevindt zich in het driedelige Das Wunder des Baums, een synthese van roman en reportage. Zij beschouwde dit boek zelf als het beste wat ze geschreven had. Er zijn critici die het beschouwen als een teken van afname van haar creativiteit. Anderen zien juist het zoeken naar nieuwe vormen als een bewijs van hervonden scheppingskracht.
In mei 1942 was ze terug in Lissabon, waar ze een kortstondige maar vertrouwelijke vriendschap had met de Duitse journaliste Margret Boveri, die als correspondent van de Frankfurter Zeitung in de VS geïnterneerd was geweest en op de terugweg was naar Duitsland, waar ze ook onder het naziregime zou blijven publiceren. Boveri waardeerde haar als persoon, maar gaf later te kennen dat ze haar literaire werk, waarvan ze Das glückliche Tal had gelezen, te veel ik-gericht en te weinig algemeen-menselijk vond ("Van alleen-maar-zichzelf de wereld niet meer kunnen zien"). Tegenover visies als die van Boveri staat literatuuronderzoek dat aandacht heeft besteed aan de complexe verwevenheid van de genderneutrale ik-persoon met het 'collectieve' in de vertelsituatie van deze roman.
Uit Schwarzenbachs aansluitende bezoek aan haar echtgenoot Claude Clarac, inmiddels consul van Frankrijk in Tétouan in Spaans-Marokko, kwam de gedichtencyclus Aus Tétouan voort. Hoewel Claracs gezelschap haar ontspannen had en ze genoten had van de omgeving, is de toon van deze poëzie uitgesproken mistroostig. Het eigenlijke doel van de reis was overleg over echtscheiding, maar bij nader inzien zagen ze daartoe geen noodzaak.

#### Laatste zomer

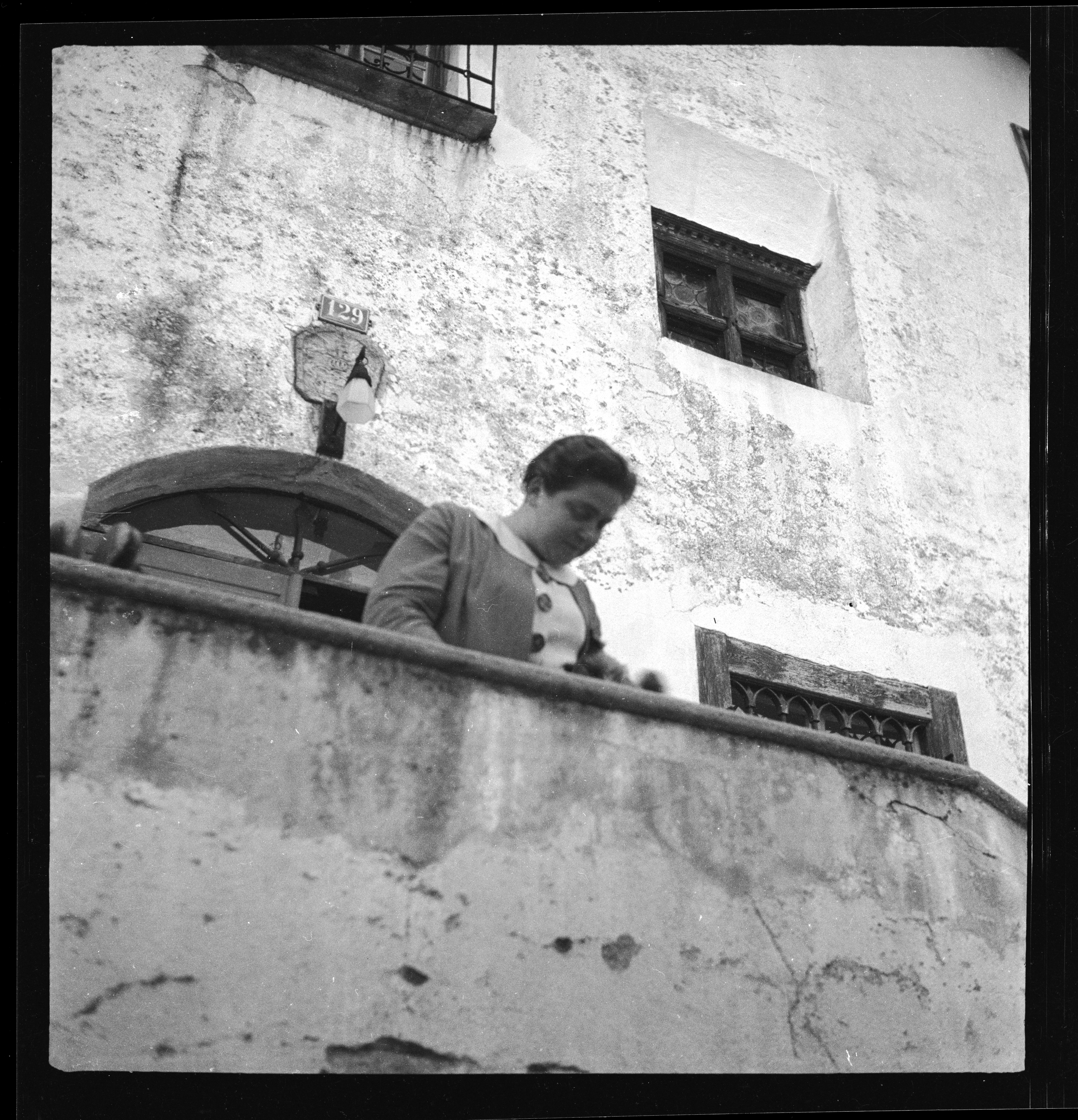
Therese Giehse op bezoek in Sils.
Foto A. Schwarzenbach

Een maand later, in juli 1942, bereikte ze weer het neutrale Zwitserland. Het leek erop dat ze de diepe crisis die ze in Amerika had doorgemaakt, te boven was gekomen. Zelfs met haar moeder leek het tot een wapenstilstand te komen. De voor de nazi's uitgeweken Duits-Joodse actrice Therese Giehse, bekend van 'Die Pfeffermühle' en ex-geliefde van Erika Mann, verbleef die zomer bij haar in het Chesa Jäger. Schwarzenbach werkte koortsachtig aan het prozagedicht Marc. Deze onvoltooide omwerking van Das Wunder des Baums is pas in 2012 gepubliceerd als onderdeel van de bundel Afrikanische Schriften. De morfineverslaving leek al een jaar onder controle. Een erfenis van haar grootmoeder Mina Schwarzenbach stelde haar in de gelegenheid het gehuurde Chesa Jäger te kopen. Ze vroeg Die Weltwoche om een correspondentschap in Lissabon en maakte plannen voor weer een bezoek aan Clarac in Marokko.
Ze kwam tot nieuwe inzichten over zichzelf en correspondeerde daarover uitvoerig met Ella Maillart.

"Ik weet nu dat het geen zin heeft te roken of narcotische middelen te gebruiken. Als ik het nalaat kan ik een concentratie bereiken die veel dichter ligt bij wat ik nodig heb om te kunnen schrijven; dichter bij de concentratie en de innerlijke bevrijding waarover jij met me hebt gesproken. Want het verdovingsmiddel betekende een vlucht voor mijn overmatige gevoeligheid. Het was een noodlottig verlangen, het leven in mezelf te willen doden; de spanning van vreugde en leed te willen opheffen; de bron van alle menselijke scheppingsdrang te willen dempen".

In een andere brief:

"Er stond mij nog één ding te doen: de manier te vinden waarop ik kon leven zonder mij te laten vermorzelen door de blinde krachten van de uiterlijke wereld. Want al kan ik ook worden gedood door de mensen, door honger of door stenen – datgene wat eeuwig is in mij kan niet worden gekwetst. En ondanks alle schijn van het tegendeel zijn we geboren, vrij van alle wetten der stoffelijke wereld".

Toen Maillart, die in India gebleven was, zich in het voorjaar van 1943 afvroeg waarom er geen brieven meer kwamen, bleek Schwarzenbach al een half jaar niet meer te leven.

#### Ongeval in Engadin

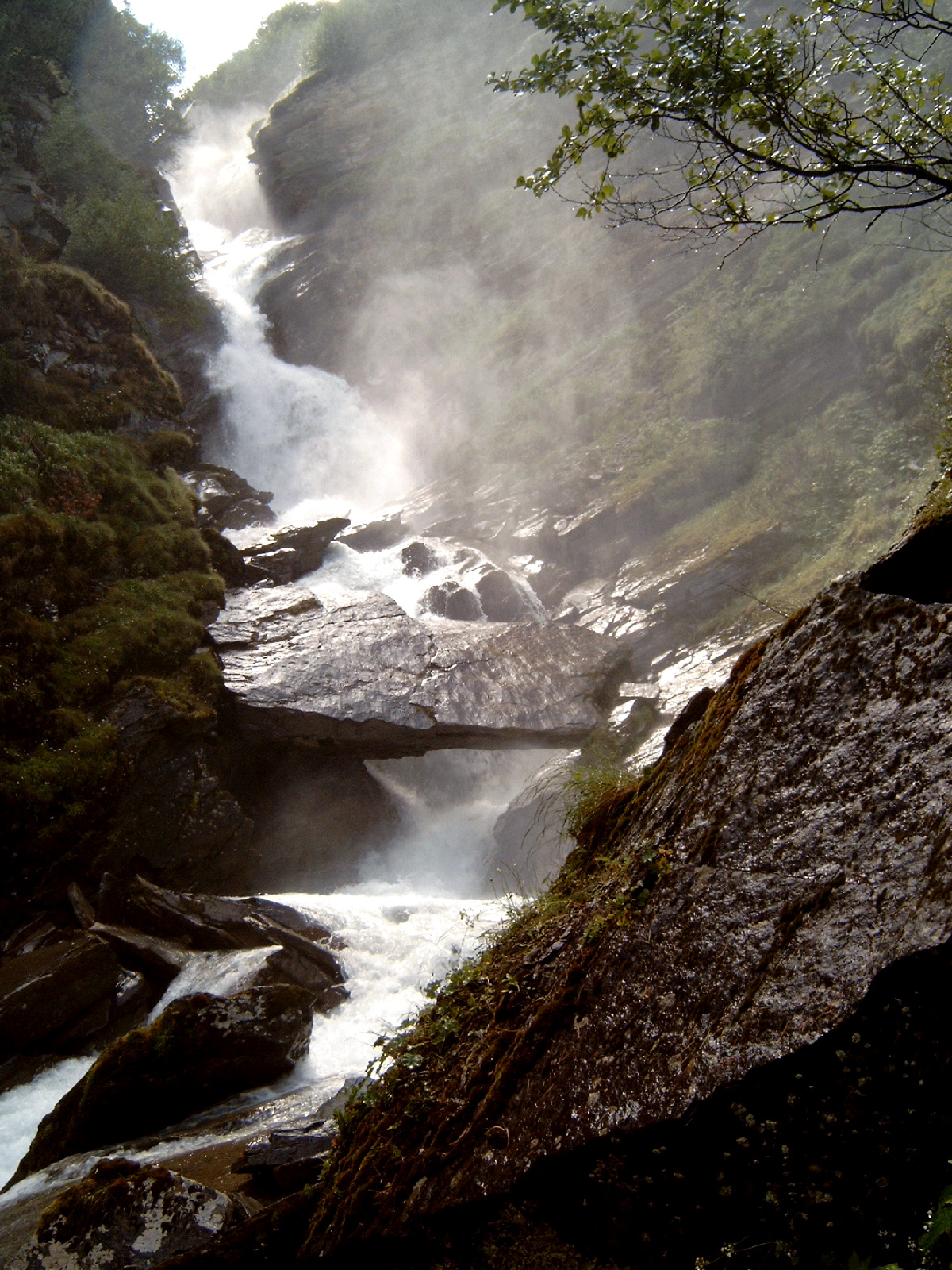
Waterval bij Sils im Engadin, het gebied waar Annemarie Schwarzenbach op de fiets verongelukte.

De aanleiding tot haar dood was niets meer dan een (voor haar onkarakteristiek) staaltje van stoer doen. Op 7 september 1942 fietste ze in Engadin uit bravoure met losse handen. Een vriendin had haar uitgedaagd met de woorden: "Jullie Zwitsers kunnen helemaal niet fietsen!". Ze viel en kwam met haar hoofd op een scherpe steen terecht. Het gevolg was een coma van drie dagen, waaruit ze ontwaakte zonder iemand te herkennen. Haar schedelfractuur werd door een verkeerde diagnose niet goed behandeld. Men zag de gevolgen van haar hersenletsel aan voor een symptoom van schizofrenie. Daardoor kwam ze (opnieuw) terecht in de psychiatrische privékliniek Les Rives de Prangins, die geleid werd door haar eigen therapeut Oscar Forel. Daar werden haar elektroshocks en insuline-injecties toegediend. Tevens kreeg ze dagelijkse doses morfine, het verdovende middel waarvan ze na veel inspanning juist al een jaar 'clean' was geweest. Jaren later hebben deskundigen op grond van de beschikbare gegevens zowel de diagnose als de behandeling gekenschetst als 'medische fouten'.
In de kliniek werd bezoek niet toegestaan, met het argument dat ze te onrustig was, niets meer wist, niemand herkende en over de grond kroop "als een dier". Ook haar echtgenoot Clarac, die was gearriveerd zo snel als de oorlogsomstandigheden dat mogelijk maakten, werd te verstaan gegeven dat hij niet kon worden toegelaten. Forels suggestie dat hij zijn zieke en verwarde vrouw, zonder verdere behandeling, meteen mocht meenemen naar Tétouan wees hij verontwaardigd af. In een brief van 5 oktober 1942 liet Clarac de beslissing over haar toekomst over aan Renée Schwarzenbach.
Haar moeder haalde haar weg uit Prangins en bracht haar via het landgoed Bocken over naar Sils. Tussen het ongeluk en haar dood heeft niemand buiten de familie en het medisch personeel haar nog gezien. Aan haar sterfbed in het Chesa Jäger liet haar moeder geen van haar vrienden toe. Er is wel een foutloos handgeschreven briefje bewaard gebleven met onder meer de zin: "Mama heeft me uit het helse Prangins gehaald, waar mevrouw Dr. Favez heel aardig was, maar alle, alle anderen verschrikkelijk waren". De Poolse psychiater Gustava Favez (geboren als Gitlia Bukiet) had eerder gewerkt in het sanatorium in Yverdon-les-Bains en een heilzame uitwerking gehad op Schwarzenbachs toestand toen zij daar van oktober 1938 tot februari 1939 was opgenomen. In Prangins ondersteunden Dr. Favez en haar collega Dr. Paul Gut de diagnose en behandelwijze van Dr. Forel.

#### Einde

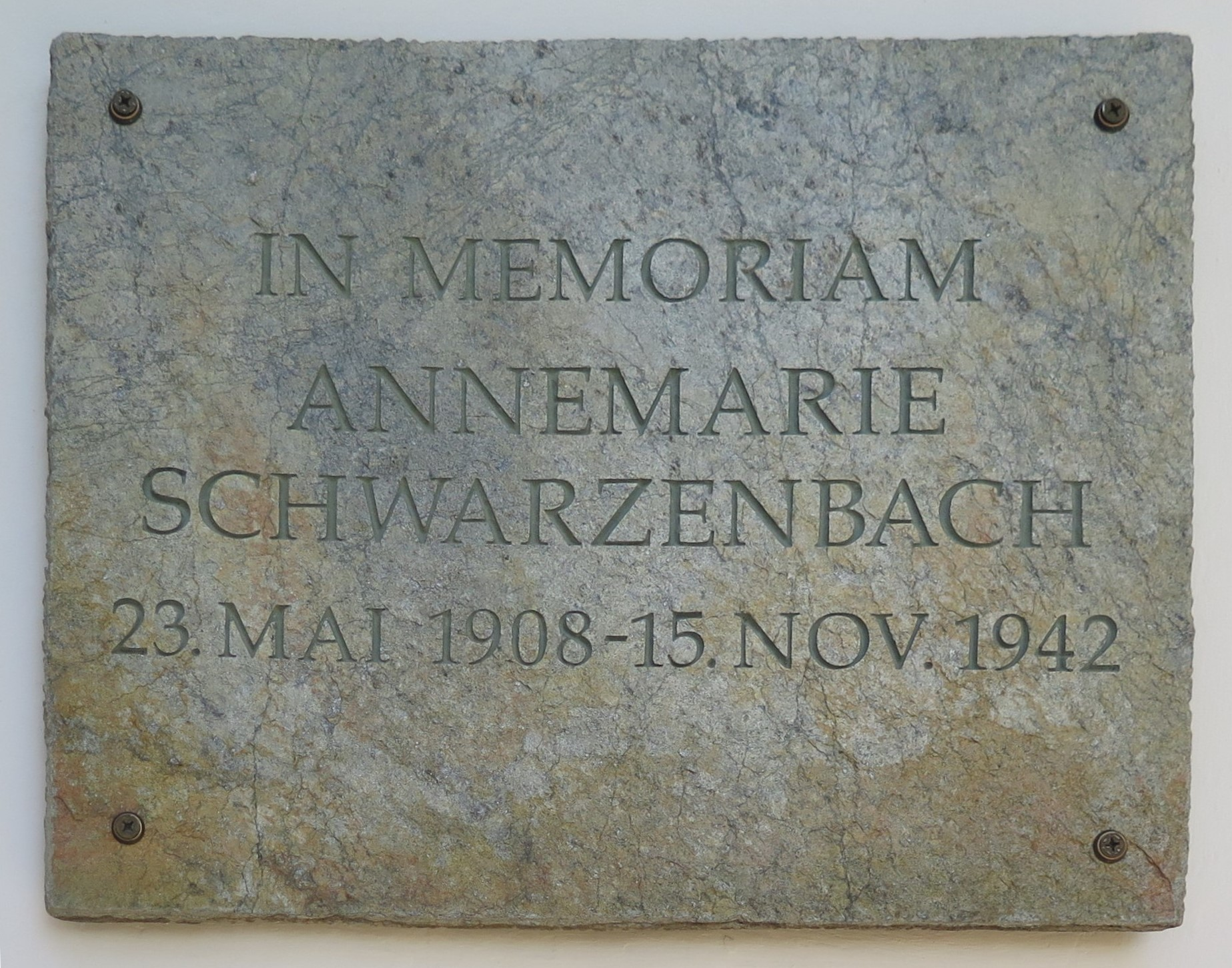
Gedenksteen aan het Chesa Jäger in Sils-Baselgia

Haar toestand ging zo snel achteruit dat een van de behandelende artsen openlijk de term euthanasie liet vallen. Volgens Clara Wille-Von Bismarck, die over het verloop van de laatste weken van haar kleindochter verslag deed in brieven aan vriendinnen, was ze in haar laatste dagen "lief, aanhankelijk en dankbaar". Niet alle latere biografen en commentatoren konden dat geloven.
Annemarie Schwarzenbach stierf op 15 november 1942. Haar urn werd bijgezet in het familiegraf op de begraafplaats van Horgen. De plechtigheid was een familieaangelegenheid, waarvoor haar vrienden niet waren uitgenodigd.
"De familie nam de verloren dochter weer in zich op en sloot zich af voor haar buitenwereld".
Ella Maillart besloot haar boek met de woorden:
"Christina, ik mis de diepte van je blik, de nietsontziende eisen die je me stelde, je onlesbare behoefte die alleen kon worden bevredigd door de hoogste volmaaktheid".
Klaus Mann, die het 'Schweizerkind' sinds 1940 niet meer gezien had, schreef in 1945:
"Onze vrienden gaan weg van ons, de een na de ander, er komt geen eind aan het afscheidnemen. Annemarie bijvoorbeeld, het lieve 'Schweizerkind'... Je weet toch, dat ook zij is weggegaan: jammer genoeg niet zonder ellende en pijn. Het was een ongeluk met een fiets, heb ik gehoord. […] Het wildgeworden vehikel slingerde ons Schweizerkind tegen een Schweizerboom waardoor haar hoofd - haar mooie lieve hoofd: 'son beau visage d'ange inconsolable' - gruwelijk gekwetst werd. […] Alsof er op de slagvelden, in de vernietigingskampen en de martelkelders geen wreed langdurig lijden genoeg is geweest!"
De terminaal zieke Karl Gustav Vollmoeller, nauwe vriend uit haar Berlijnse periode, kwam in 1948 uit de VS voor een laatste bezoek aan Europa en zat geruime tijd bij het graf van Annemarie Schwarzenbach.
"Er is een foto die hem toont na het bezoek aan het graf, hoe hij op een bank zit, zich niet bewust van zijn gedachten, en stilstaat bij het verlies van de overledene. Zo voorzag hij [...] misschien zijn eigen dood die hem nauwelijks drie maanden later in Hollywood zou achterhalen".
Ruth Landshoff-Yorck, ooit zijn partner, schreef in 1965 over haar vriendin Annemarie:
"Haar hele leven had ze eraan besteed om wanhopig te leren hoe je sterft".

## Nalatenschap

### Verdwenen
Kort na haar dood verbrandde haar moeder haar omvangrijke dagboeken en correspondentie. Ze negeerde daarmee het testament dat Annemarie in 1938 had laten opmaken, waarin ze het beheer van haar documenten had toevertrouwd aan Erika Mann en Anita Forrer. Beiden verbleven (niet samen) in de VS en werden pas na de verbranding op de hoogte gesteld van de dood van hun vriendin. Niet duidelijk is of Renée Schwarzenbach de verbranding deed om familiegeheimen te verbergen of om de nagedachtenis van haar dochter - in haar ogen - te beschermen. Dat laatste suggereerde grootmoeder Clara Wille, die had meegeholpen met de verbranding, in een brief aan Anita Forrer met de woorden "Er zijn al genoeg van die 'wilde' geruchten".
Er is ook een diepere, kwaadaardige psychologische beweegreden geopperd: "De vrouw die haar het leven schonk, en haar zo fel haar identiteit betwistte, geloofde nu dat ze eindelijk de macht had haar weg te vagen", schrijft een commentator.
Het gevolg van haar moeders actie is dat de later uitgegeven jarenlange briefwisselingen met vrienden, literatoren en politieke medestanders slechts Schwarzenbachs kant van het verhaal laten zien en niet die van haar correspondenten, onder wie Klaus Mann, Erika Mann, Karl Gustav Vollmoeller, Claude Bourdet, Carl Jacob Burckhardt, Otto Kleiber, Albrecht Haushofer, Erich Maria Remarque, Carson McCullers en Margret Boveri.

### Bewaard
Haar manuscripten en fotografisch werk werden gered door haar executeur-testamentair Anita Forrer, een vriendin uit Sankt Gallen die bekend werd door de intensieve correspondentie die ze van 1920 tot diens dood in 1926 gevoerd heeft met Rainer Maria Rilke. Eind jaren dertig speelde ze een belangrijke rol voor Schwarzenbach, met wie ze de passie voor poëzie, fotografie en snelle auto's deelde. Tot haar fotografisch werk behoren enkele portretten van Schwarzenbach die ze in Malans gemaakt had. Ze verbraken hun verbintenis toen Schwarzenbach, die een liefdesrelatie nooit lang volhield, in 1939 op reis ging met Ella Maillart, maar de vriendschap bleef bestaan.
In 1938 liet Schwarzenbach een testament opmaken waarin Forrer samen met Erika Mann werd aangewezen als executeur-testamentair voor haar werk en haar persoonlijke documenten. Van die taak heeft ze zich na Annemaries dood nauwgezet gekweten, al kreeg ze tegenwerking van zowel Renée Schwarzenbach als Erika Mann. Ze moest een advocaat inschakelen om Schwarzenbachs manuscripten en fotowerk veilig te stellen. Ze bracht ze in 1962 onder in de Biblioteca Engiadinaisa in Sils-Baselgia, waarvan ze mede-oprichter was. Ze berusten sinds 1980 in het Schweizerisches Literaturarchiv, behorend tot de Schweizerische Nationalbibliothek in Bern. Een aantal manuscripten van voor 1930 werd na de dood van Annemaries zuster Suzanne Öhman-Schwarzenbach in 1999 aan het archief toegevoegd.

## Moeder en dochter

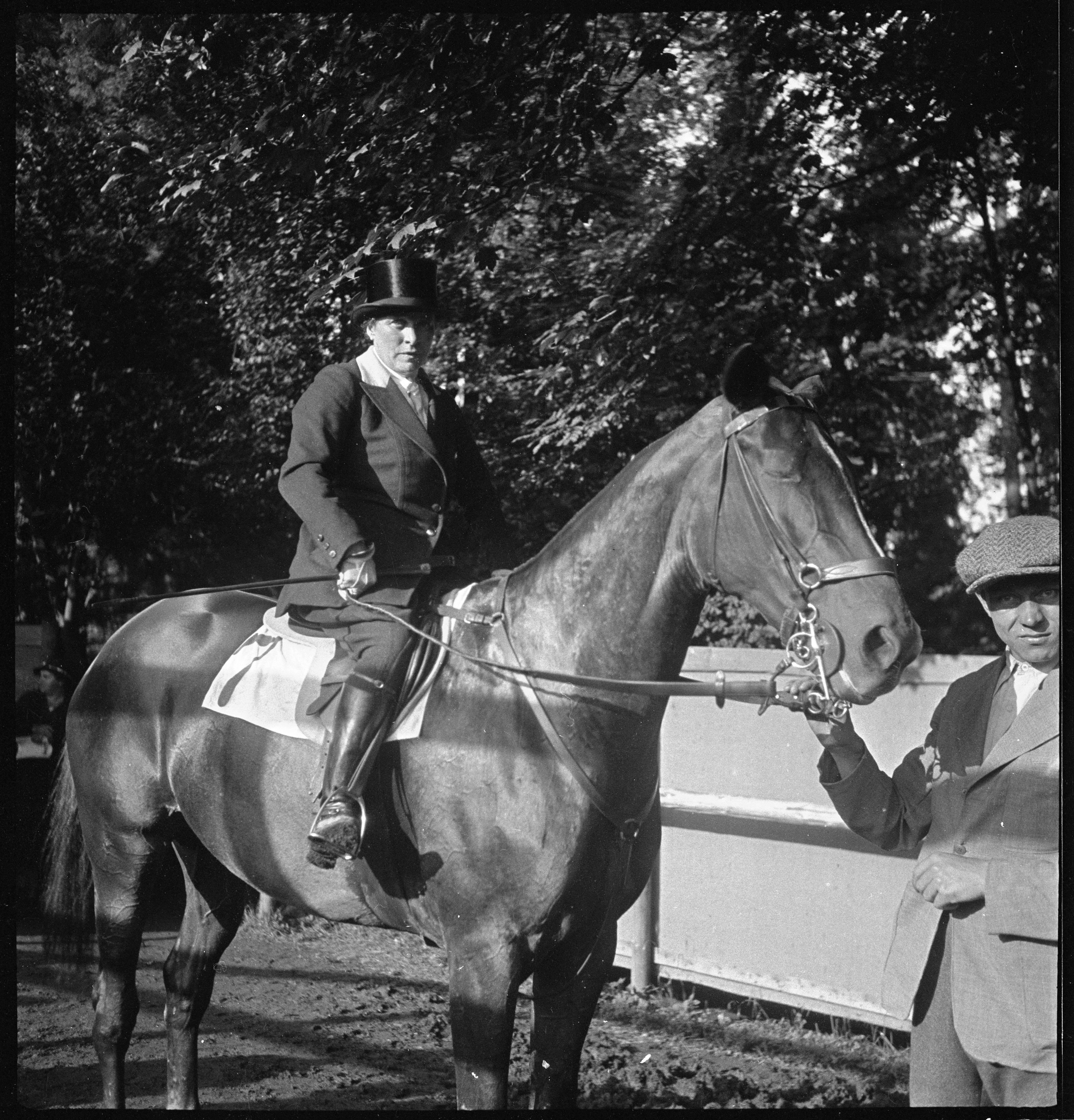
Renée te paard in 1933
Foto A. Schwarzenbach

De uiterst gecompliceerde en vaak tegenstrijdige relatie tussen moeder en dochter heeft geleid tot vele analyses en commentaren. Renée Schwarzenbach-Wille is vrijwel alleen nog bekend als de tyrannieke moeder van Annemarie Schwarzenbach. Ze was al sinds haar veertiende ook een verdienstelijk amateurfotografe. Ze was op topniveau actief in de ruitersport en nam tot 1938 deel aan alle belangrijke springconcoursen in Zwitserland en Duitsland, inclusief de omstreden Olympische Zomerspelen 1936 in Berlijn.
Ze bewoog zich met enthousiasme binnen de hoogste sociale kringen en in de kunstenaarswereld, al keerden velen zich van haar af toen haar pro-nazi gezindheid steeds manifester werd. Thomas Mann, die omstreeks 1919 een van Renées gasten was op Bocken, misprees vijftien jaar later de "hysterie en kapitalistische angst-haat" van "de oude Schwarzenbach". Karl Gustav Vollmoeller karakteriseerde de verhouding tussen dochter en moeder als volgt: "Ze is aardig en attent voor deze moeder, die ze niet echt vertrouwt - ik heb het gevoel, dat ze werkelijk niet te vertrouwen is, een dame met onwrikbare beginselen. Voor iedereen, maar niet voor zichzelf".
Renée Schwarzenbach had hoge verwachtingen van haar getalenteerde dochter, maar werd daarin keer op keer teleurgesteld. Annemarie ging haar eigen weg, was zeer uitgesproken in haar afkeer van de nazi's, ging intiem om met de 'verkeerde' mensen en bracht schande over de familie door haar losbandigheid en drugsgebruik. Omgekeerd haatte Annemarie alles wat haar familie vertegenwoordigde (met uitzondering van het familiekapitaal), maar ze is er nooit in geslaagd zich totaal aan de invloed van haar dominante moeder te onttrekken, hoeveel conflicten er ook waren. Zelf heeft ze haar psychische problemen altijd toegeschreven aan de druk die haar conservatieve, met de nazi's heulende familie op haar uitoefende. Haar psychiater Oscar Forel zag haar "infantiel-puberale" moederbinding met de tegenpolen Renée Schwarzenbach en Erika Mann als haar grootste probleem. In een voor hem geschreven zelfanalyse schreef de dochter in 1935 over Renée:

"Ze is helemaal goed en helemaal fout (ganz gut und ganz böse), en ze redeneert zoals het in de Bijbel staat ja ja en nee nee. Ze is 'primitief', omdat ze haar mening als absoluut beschouwt, maar ze is gecompliceerd omdat ze immers lijdt. Ze lijdt bijvoorbeeld aan mij. En dan is ze hulpeloos. (...) Mijn mama is alleen hart, impuls, reactie. Dit laatste woord bewijst: ze is ook slachtoffer. En hieruit komt mijn medelijden voort. Toen ze me zei dat ze een verloren artfremde dochter had, huilde ik uit medelijden - niet omdat ze me verloren noemde".

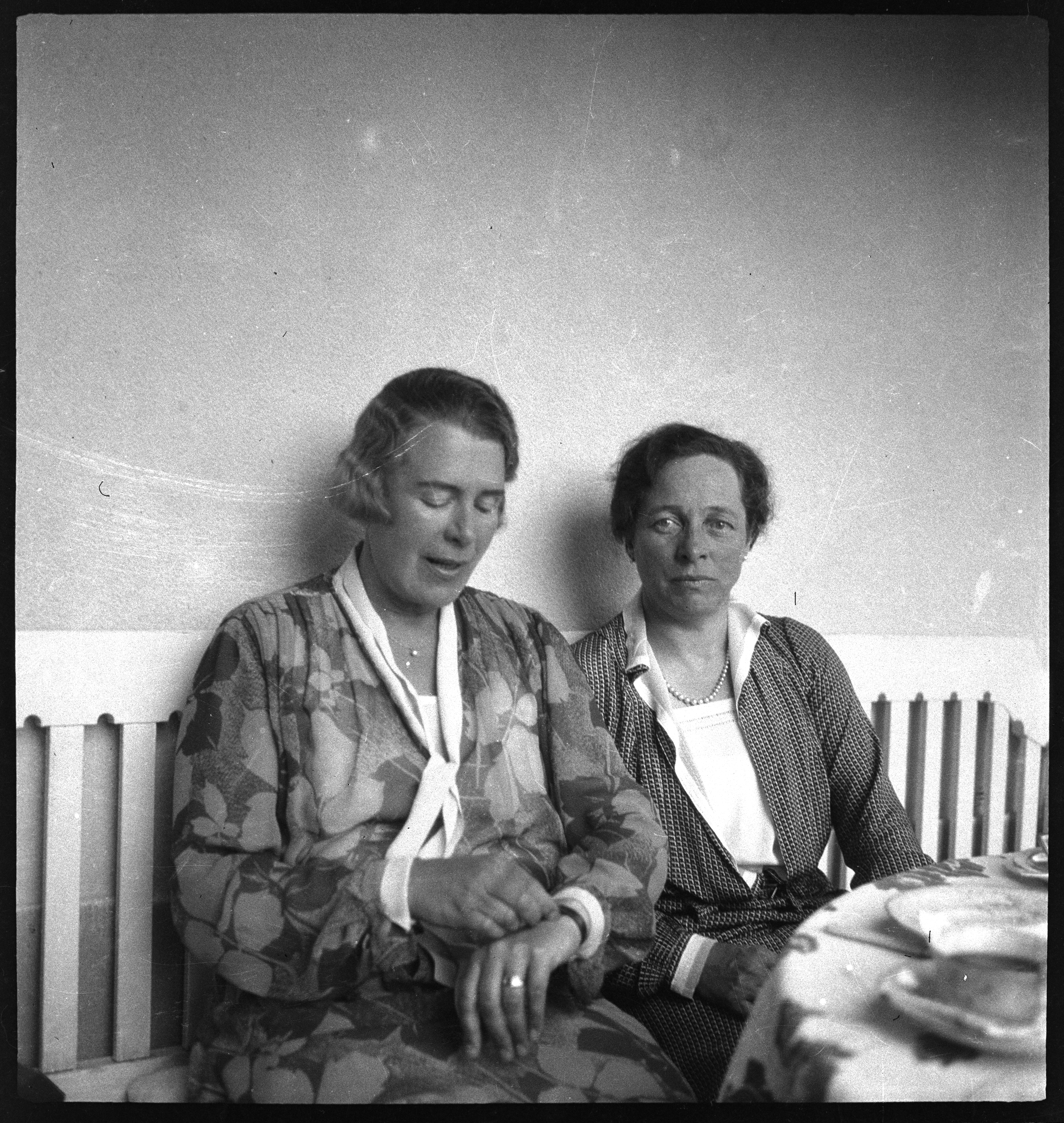
Renée Schwarzenbach-Wille (r.) en haar vriendin, de sopraan Emmy Krüger, 1933
Foto A. Schwarzenbach

Hoewel de 'bandeloosheid' van Annemarie de familie in verlegenheid bracht, had Renée Schwarzenbach op het gebied van seksuele voorkeur wel begrip voor haar dochter. Zij waren beiden de vrouwenliefde toegedaan, met dit verschil dat Annemarie rusteloos van partners wisselde "als een Don Juan", terwijl Renée achter de façade van haar gezinsleven één standvastige relatie had, die getolereerd werd door haar echtgenoot. Met haar minnares Emmy Krüger verbleef ze veel in München, wat haar toch al in de familie levende Duitsgezindheid versterkte. Ze was ervan overtuigd dat door het nazisme de vernederingen van het Verdrag van Versailles (1919) ongedaan konden worden gemaakt. Haar inzet voor de nationaalsocialistische beweging in Zwitserland werd door het Duitse naziregime zeer op prijs gesteld. "In het bijzonder zet mevrouw Schwarzenbach zich bij elke gelegenheid enthousiast in voor het nationaalsocialisme", rapporteerde de Duitse ambassade, met de toevoeging: "De dochter Annemarie is een groot zorgenkind van de familie".
Ondanks de vaak heftige confrontaties en langdurige vetes heeft Renée Schwarzenbach de levensweg van haar opstandige dochter nauwgezet gedocumenteerd in de fotografische kroniek van het familieleven die ze tientallen jaren heeft bijgehouden. De collectie omvat 10.000 foto's en filmfragmenten.
Niet alleen Annemarie had problemen met moeder Renée. Ze concentreerde zozeer haar aandacht op haar zorgenkinderen, de autistische 'Robuli' en de opstandige Annemarie, dat de drie anderen er bekaaid afkwamen. De jongste zoon Hans ('Hasi') schreef na de oorlog aan zijn zuster Suzanne: "Mama was al een miserabele moeder, als grootmoeder is ze nog beroerder (noch verreckter)".

## Postuum

### "Schwarzenbach-Kult"

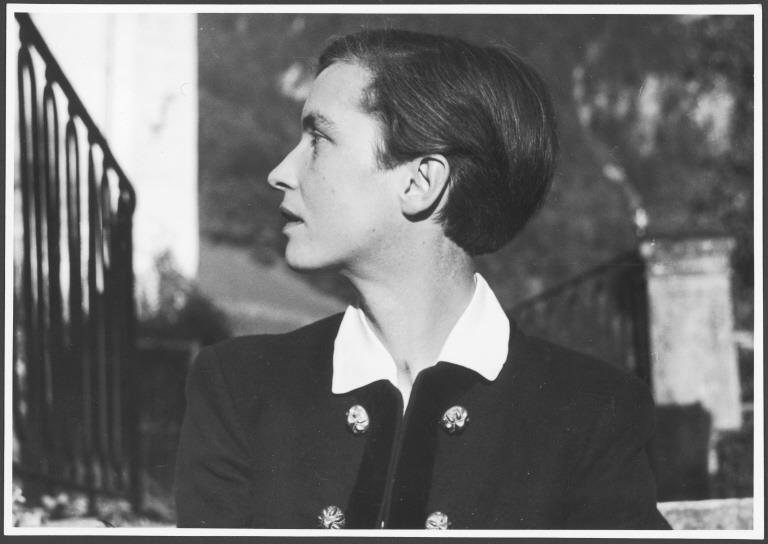
Schwarzenbach in 1938 (foto Anita Forrer)

Tijdens haar leven was haar naam niet onbekend bij het Duitstalige lezerspubliek. Ze was de meest gelezen reisjournaliste van Zwitserland, maar na haar dood werd Annemarie Schwarzenbach snel vergeten. Haar boeken waren - voor zover uitgegeven - niet meer verkrijgbaar, de tijdschriftreportages waren onvindbaar en veel documenten waren vernietigd. Ook persoonlijke animositeit tussen Anita Forrer en Erika Mann, de twee die ze bij testament belast had met het beheer over haar werk, verhinderde jarenlang de heruitgave van haar boeken.
Het duurde 45 jaar voordat er weer belangstelling voor haar kwam, maar die nam vervolgens explosieve vormen aan. Sinds 1987 zijn vele van haar werken herdrukt of voor het eerst uitgegeven. Er verschenen zes biografieën en tal van grotere en kleinere studies. Inmiddels is er "in de Zwitserse literatuur van de laatste 100 jaar nauwelijks een schrijver - en al helemaal geen schrijfster - over wie meer onderzocht, geschreven en gepubliceerd is dan over Annemarie Schwarzenbach", zo werd in 2008 opgemerkt bij de herdenking van haar 100ste geboortedag. In dat jaar trok een aan haar gewijde tentoonstelling in het literatuurmuseum Strauhof in Zürich tweemaal zoveel bezoekers als vergelijkbare exposities over literaire reuzen als Berthold Brecht en Elias Canetti. Van de Zwitserse vrouwelijke auteurs zou alleen Johanna Spyri, de 19e-eeuwse geestelijke moeder van Heidi, nog beroemder zijn, aldus een ironische visie op de "Schwarzenbach-Kult".
De fascinatie richtte zich allereerst op de vele foto's die Marianne Breslauer gemaakt had van haar androgyne uiterlijk - vooral het beroemde portret uit 1931 - en op haar positie van zich emanciperende vrijgevochten vrouw. Hierdoor werd Annemarie Schwarzenbach met terugwerkende kracht een stijlicoon en rolmodel. Dat ze met haar jongenskapsel ('Bubikopf') en mannenkleren postuum een cultfiguur werd - ook voor modeontwerpers in de 21e eeuw - is mogelijk mede beïnvloed door de getuigenissen van haar magnetische persoonlijkheid en de bijna kritiekloze verering door vele tijdgenoten in haar omgeving.

### "Engel"
Alle vergelijkingen met een engel droegen bij aan de bijna mythische status die de Zwitserse schrijfster postuum kreeg.
Marianne Breslauer had haar vergeleken met de aartsengel Gabriël en ook twee Nobelprijswinnaars hadden het beeld van een engel opgeroepen: Thomas Mann noemde haar een "troosteloze engel" en Roger Martin du Gard bewonderde haar "mooie gezicht van een ontroostbare engel". Ook Klaus Mann sprak over "dat ontroostbare engelengezicht" van het "Schweizerkind" en in zijn 'Roman unter Emigranten' Der Vulkan liet hij haar model staan voor het personage 'Engel der Heimatlosen'. Erika Mann gaf met de verzuchting "wat een nukkige ongeluksengel!" een ander beeld en haar meest diepgravende en genuanceerde beoordelaar Ella Maillart noemde haar na haar dood "de gevallen engel", wat ook in letterlijke zin accuraat was.

### Literatuur

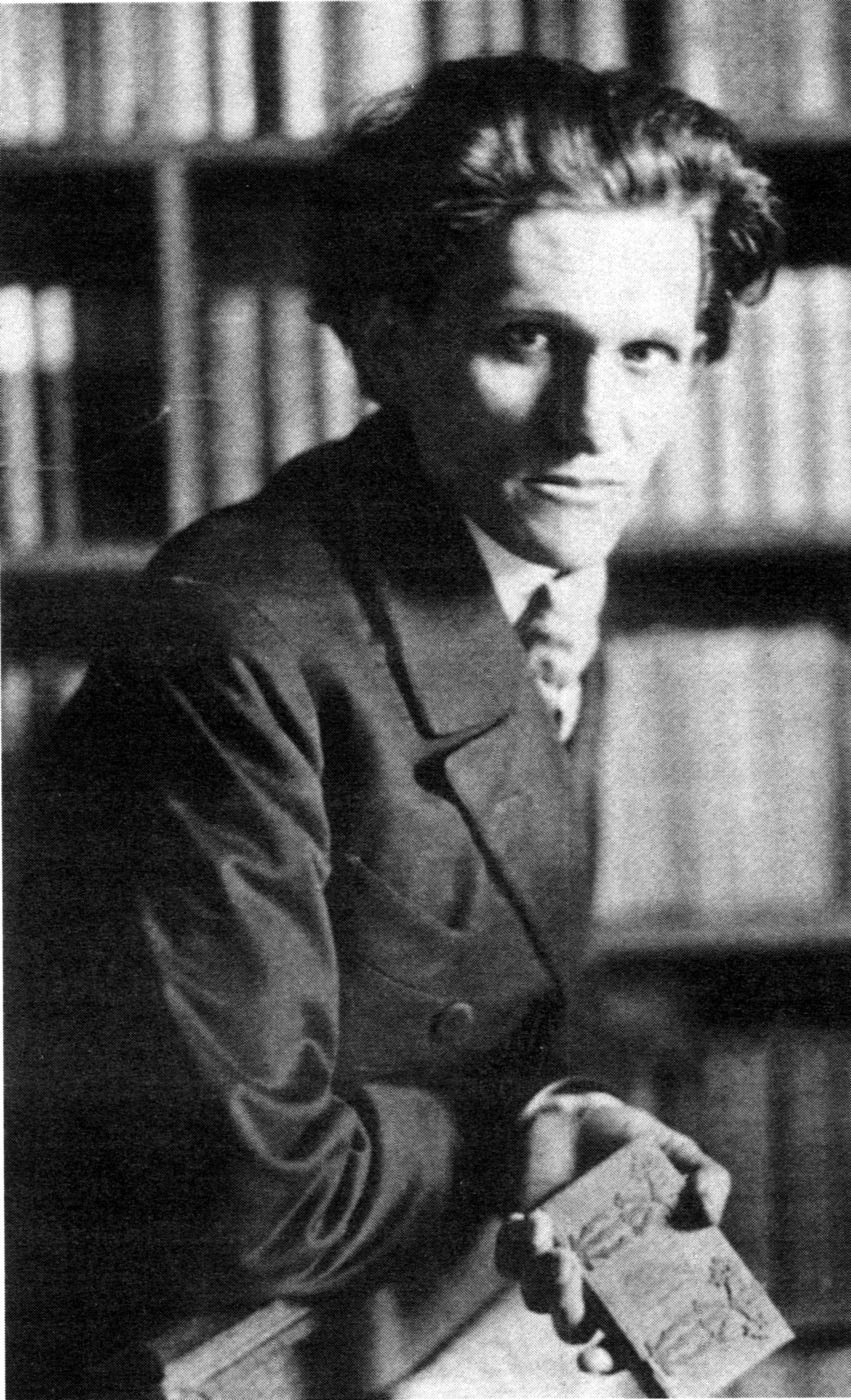
De bewonderde Stefan George

## Fotowerk

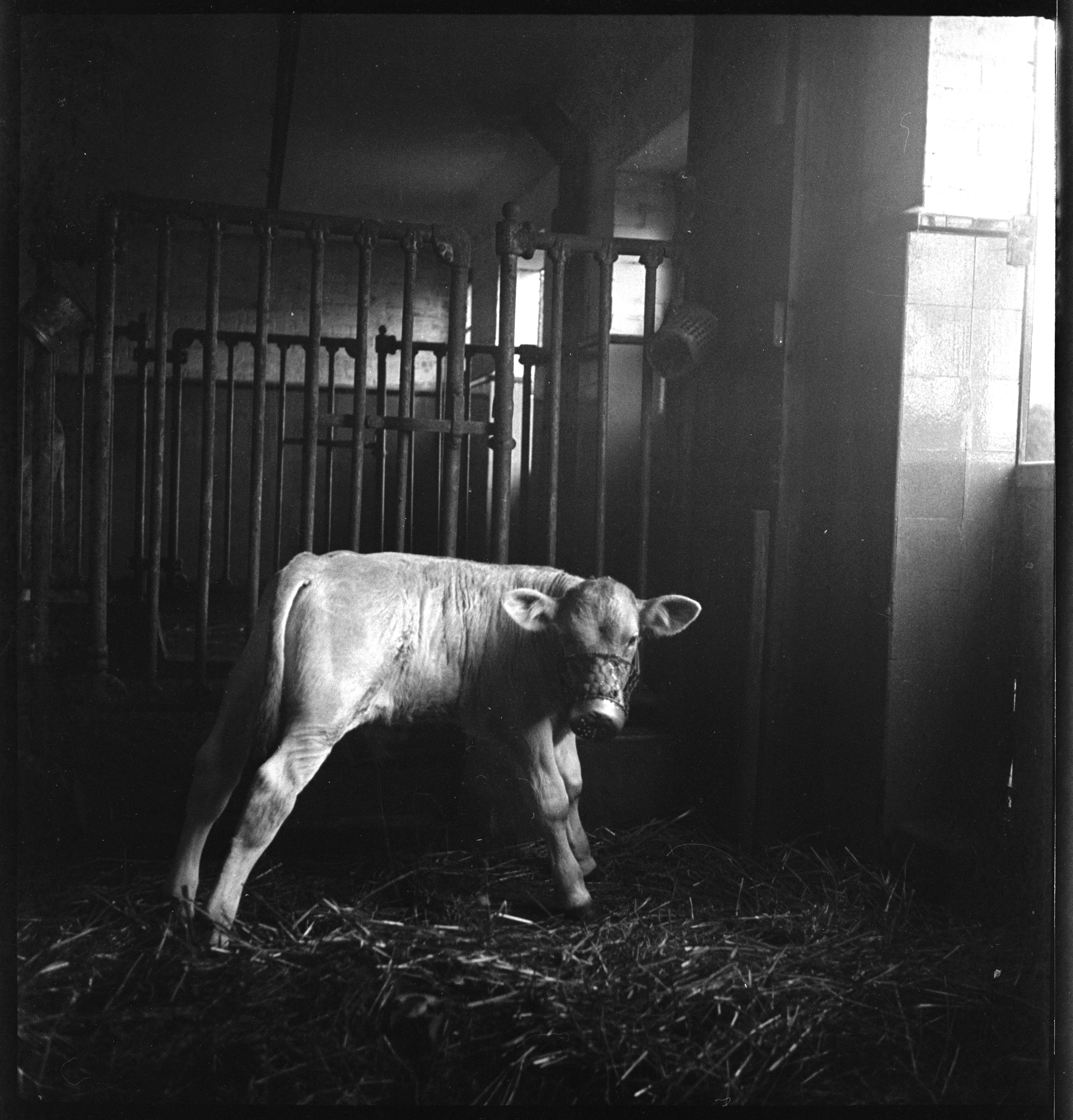
Kalf met muilkorf, Bocken, Horgen, 1933
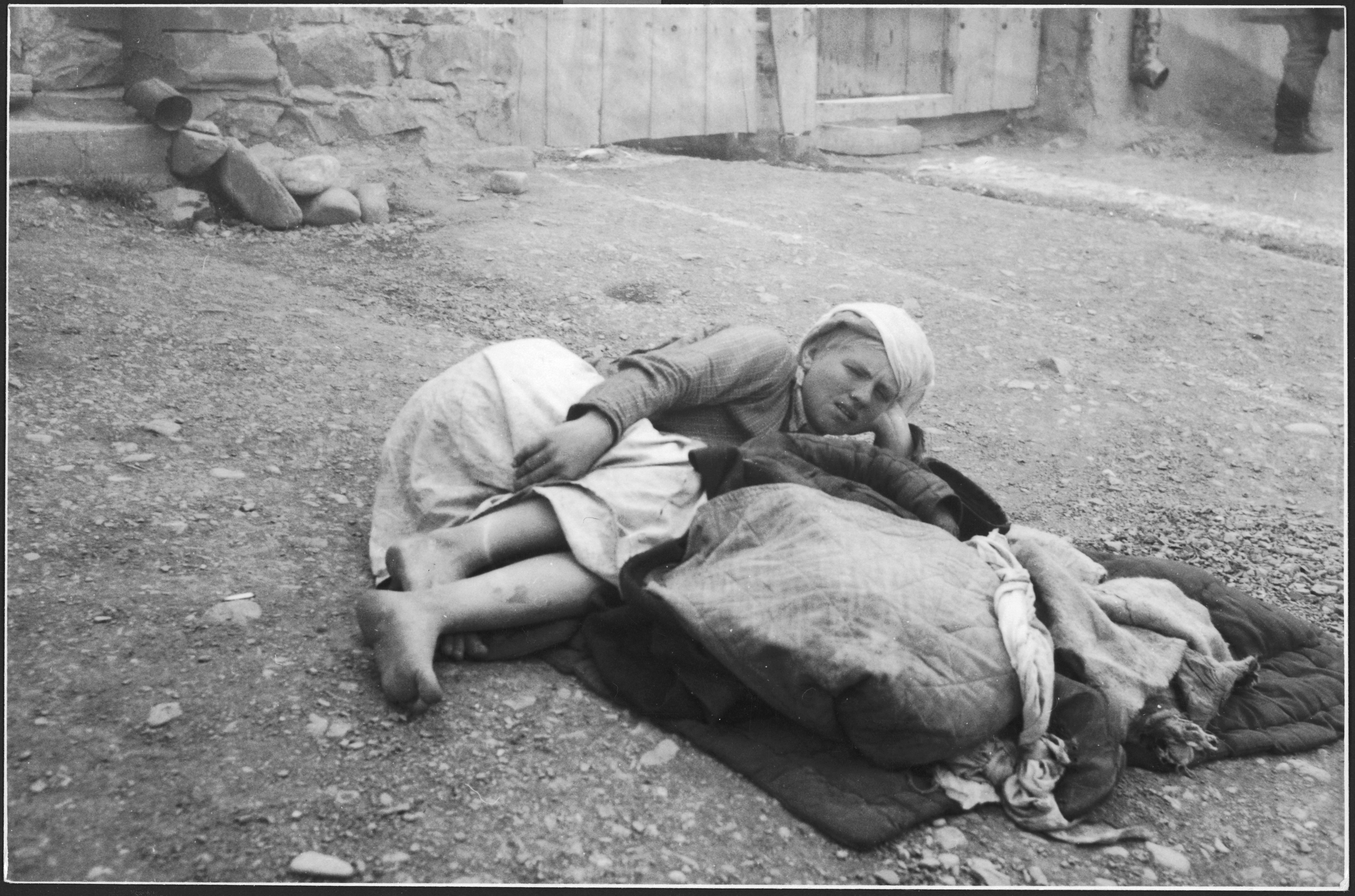
Georgië, 1933-1934
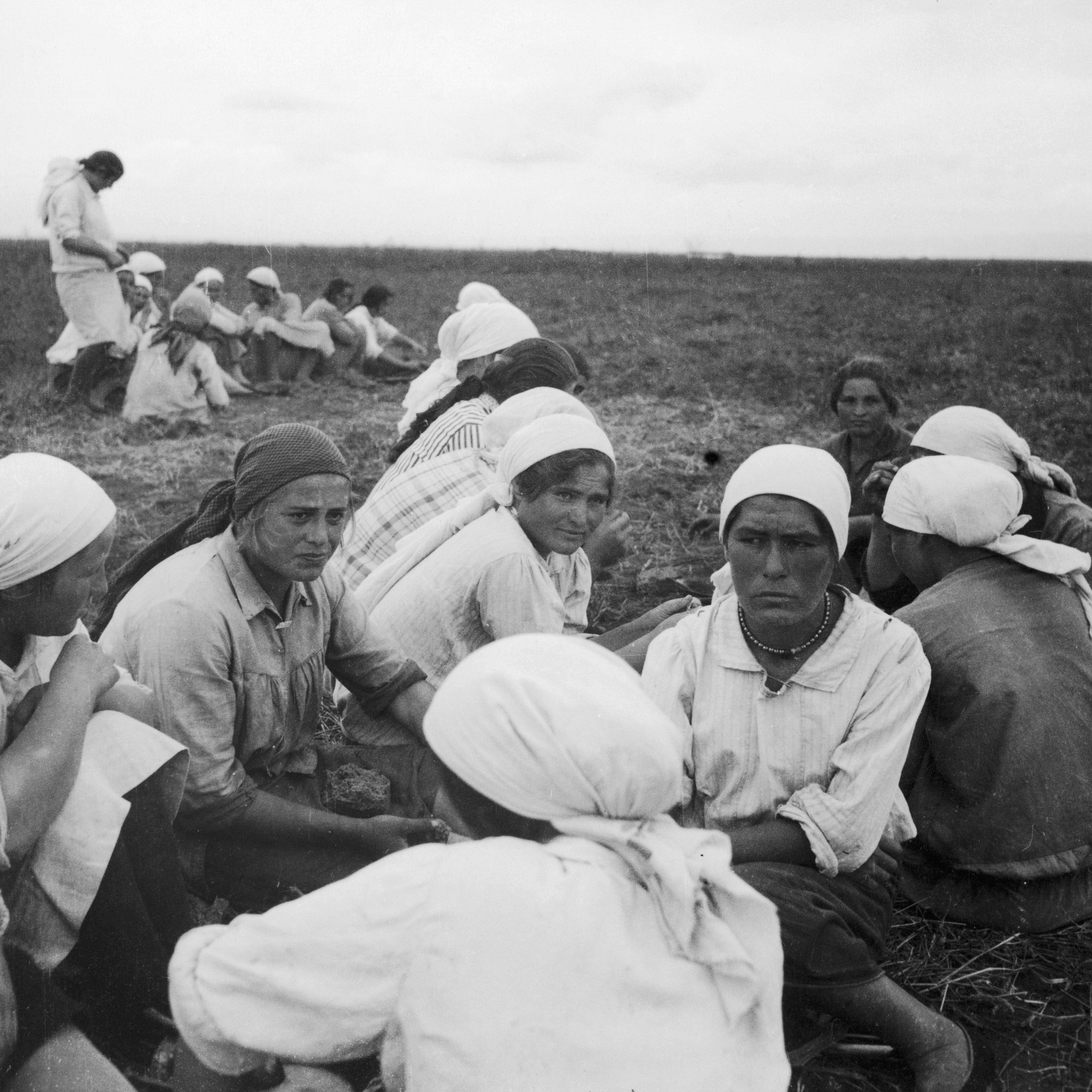
Noord-Ossetië, 1933-1934
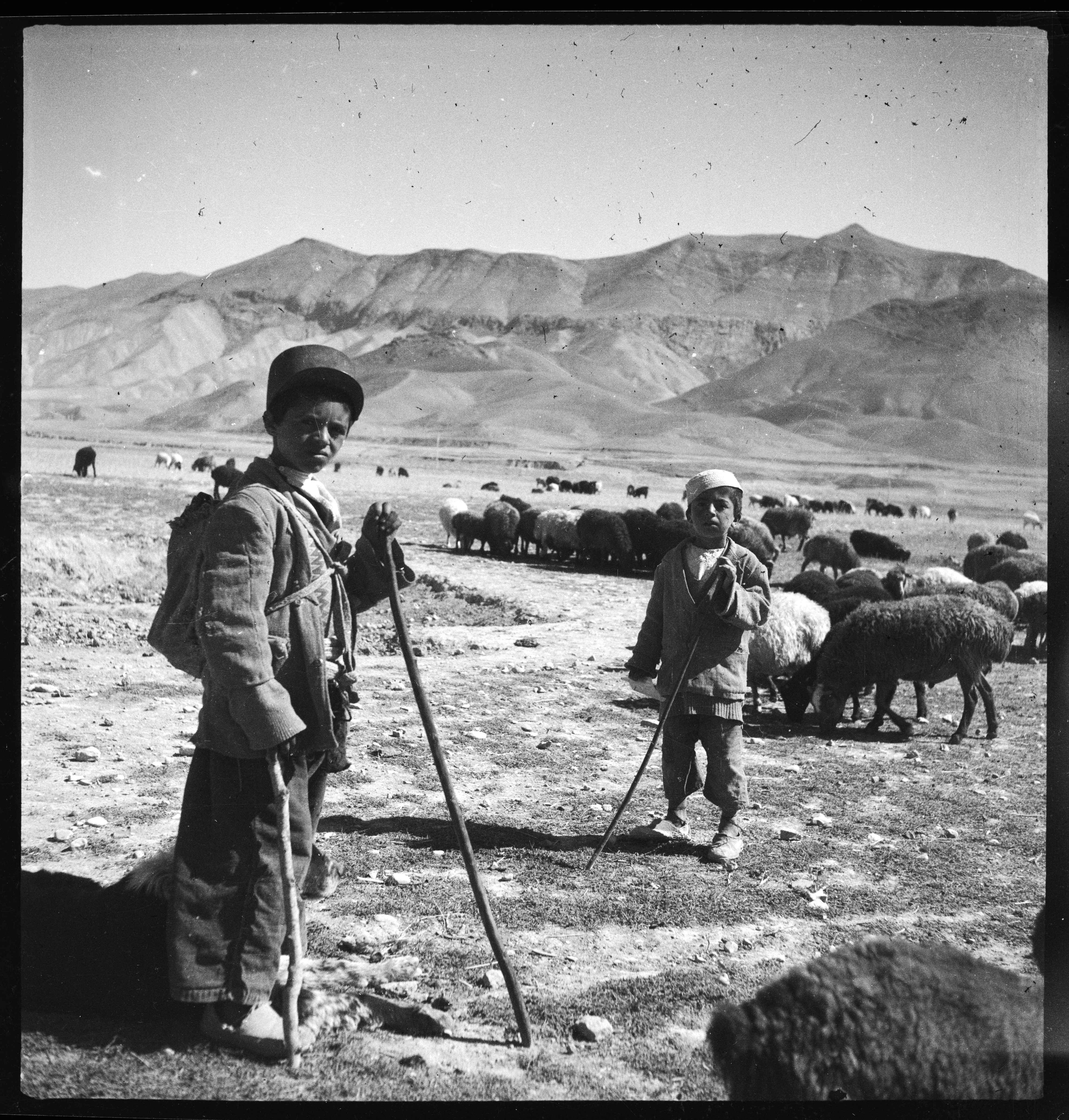
Iran, Elburz, 1935
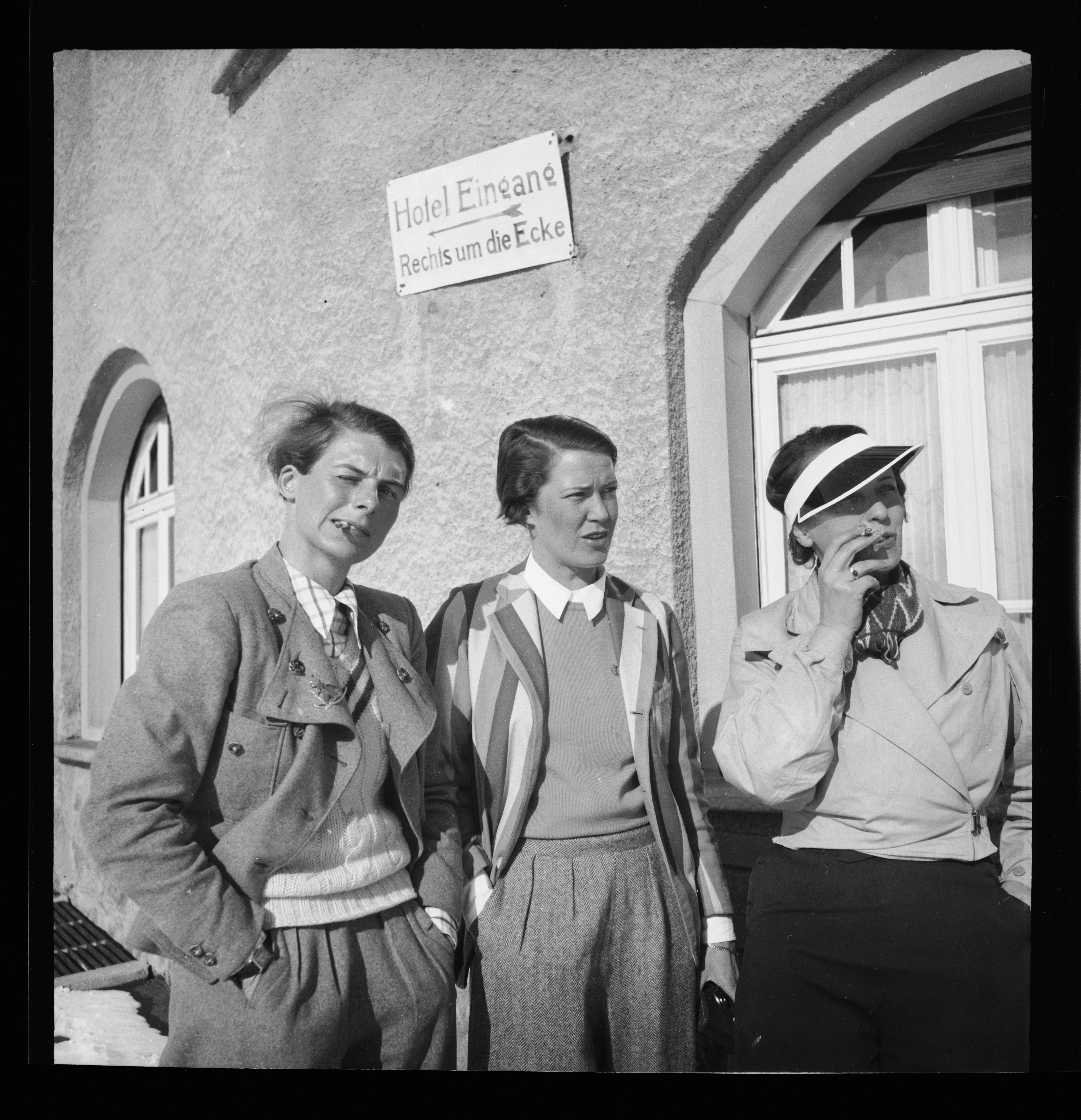
Vriendinnen, Engadin, 1936
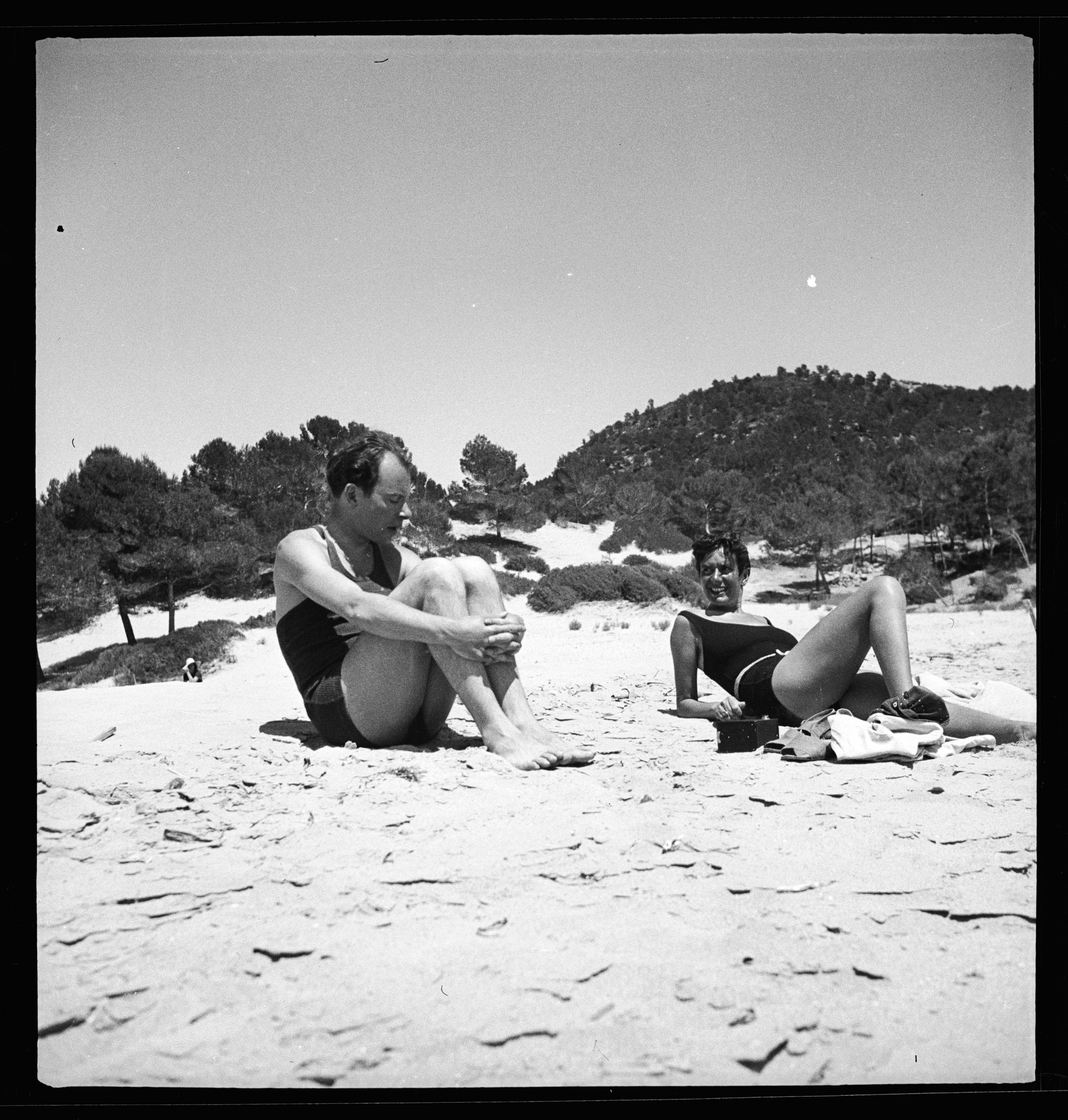
Klaus en Erika Mann, Mallorca, 1936
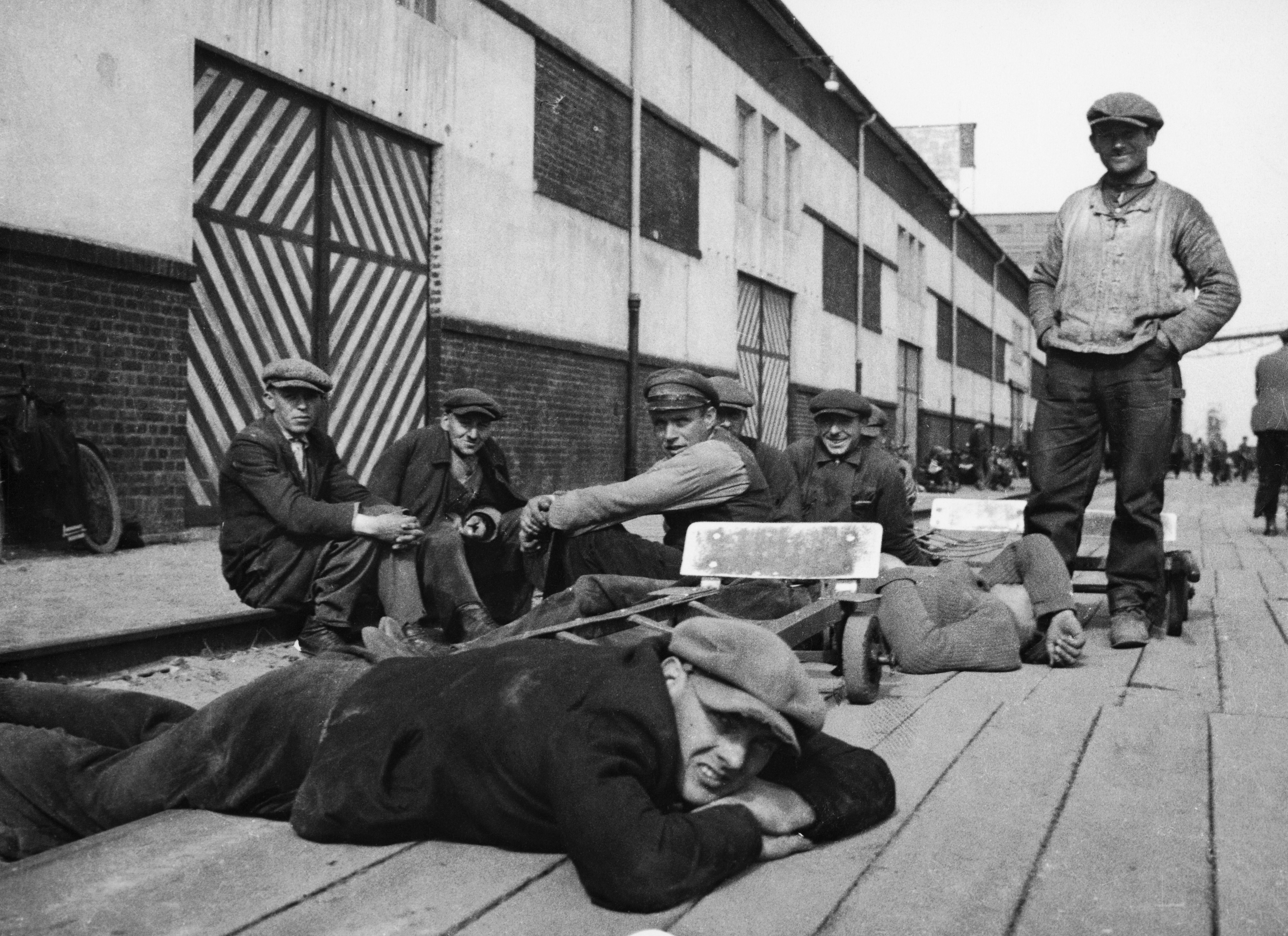
Gdynia, 1937
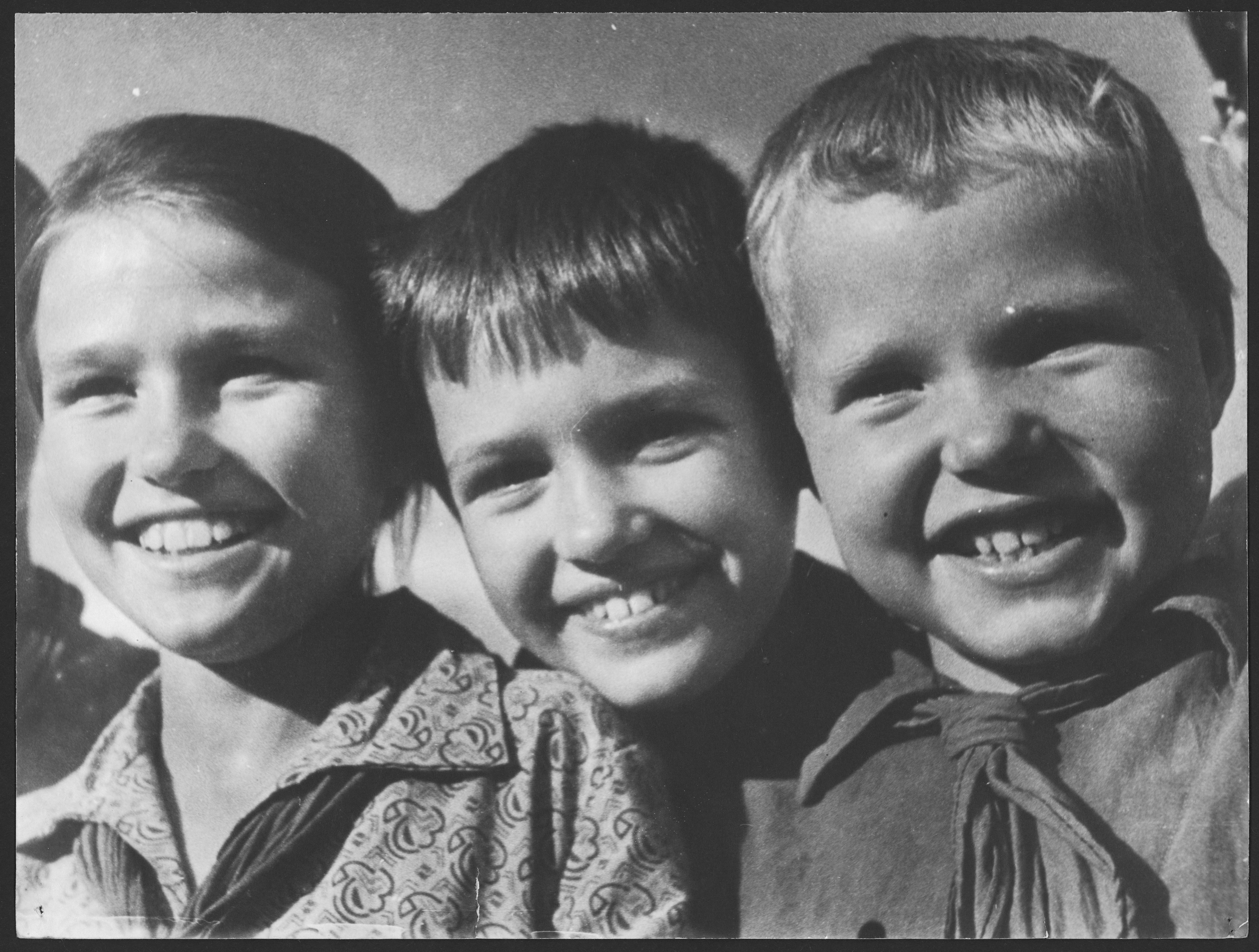
Moskou, 1937
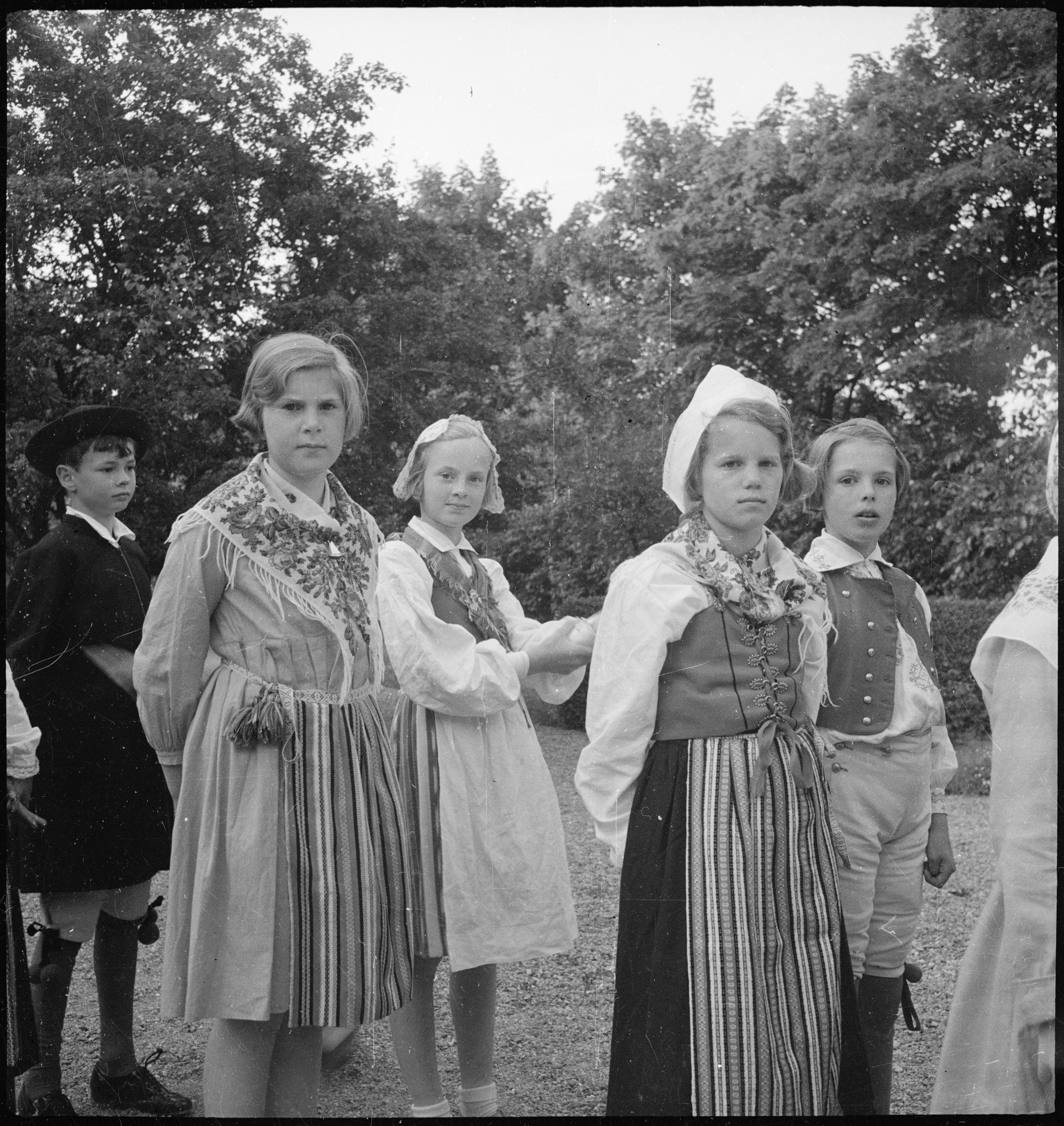
Midzomerfeest in Zweden, 1937
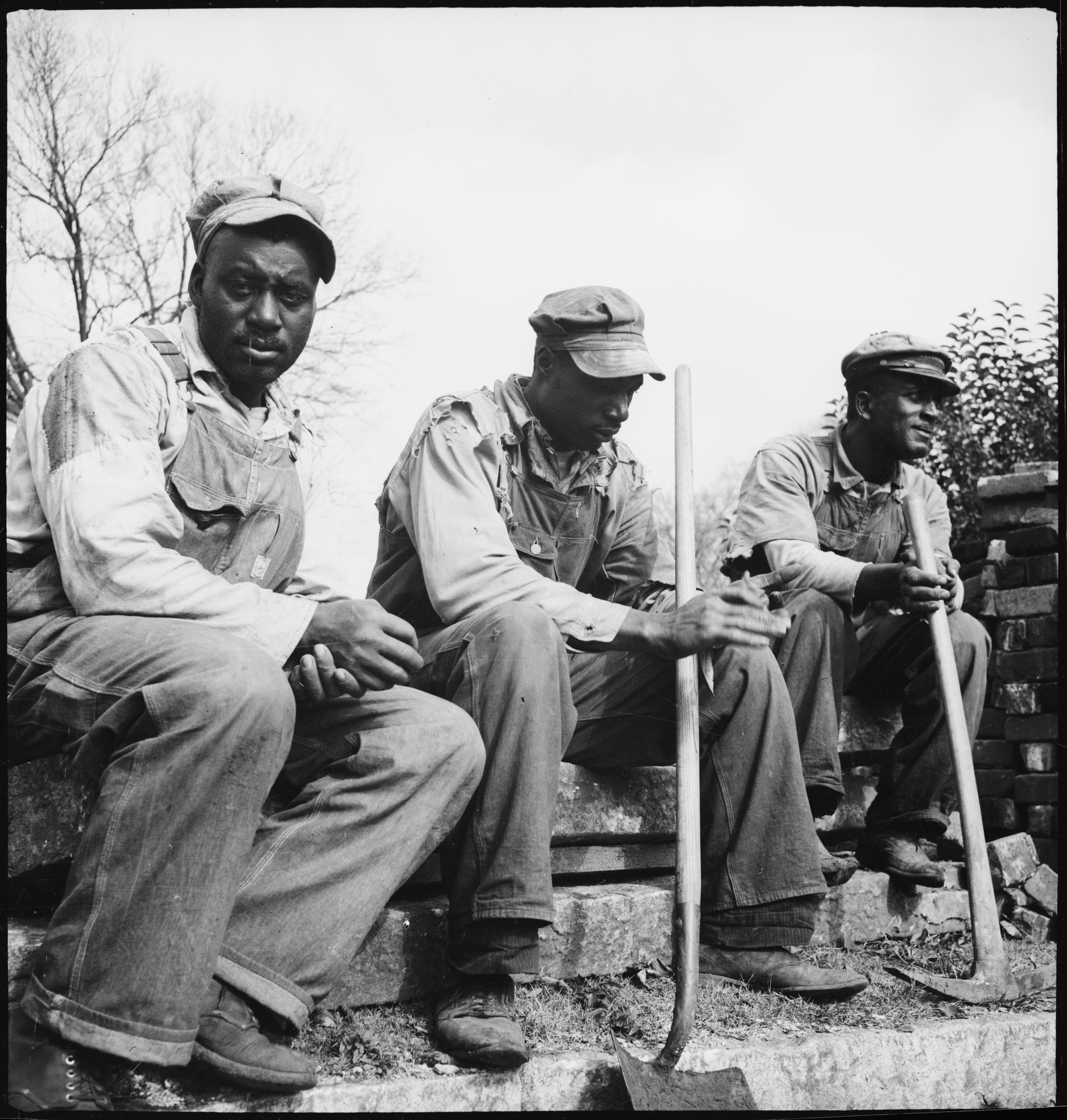
Montgomery (Alabama), ±1937
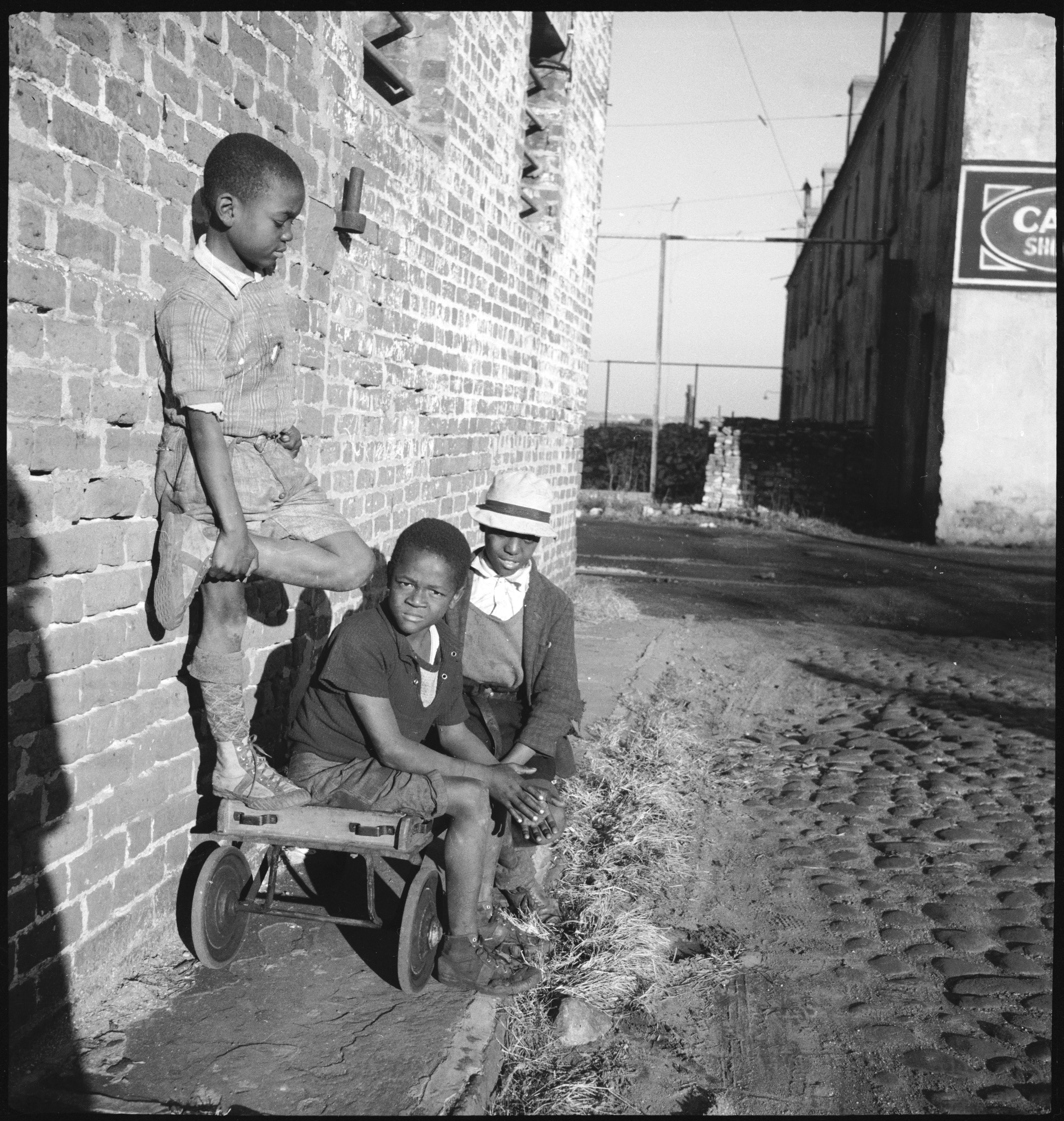
Charleston (South Carolina), ±1937
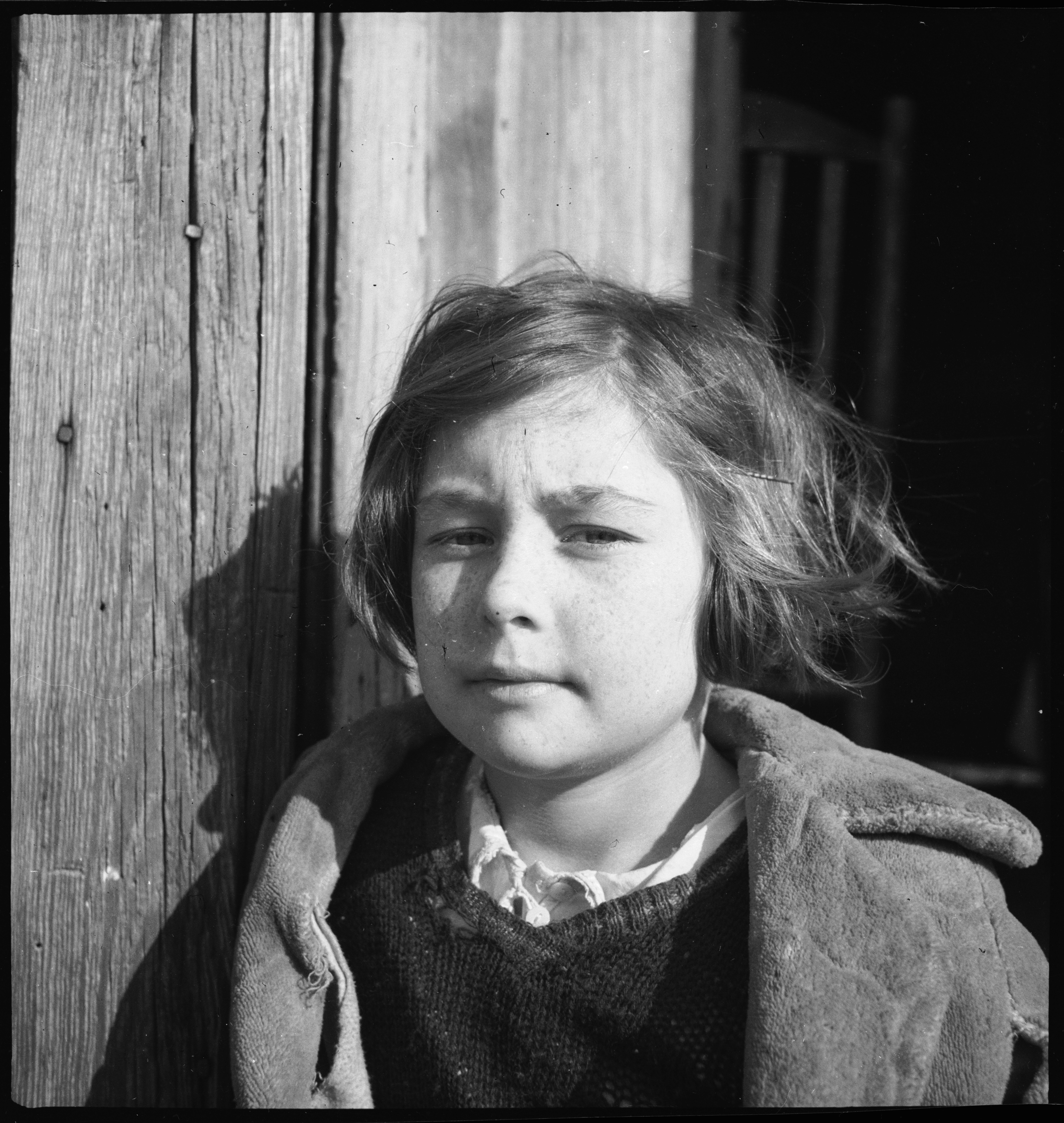
Lumberton (North Carolina), ±1937
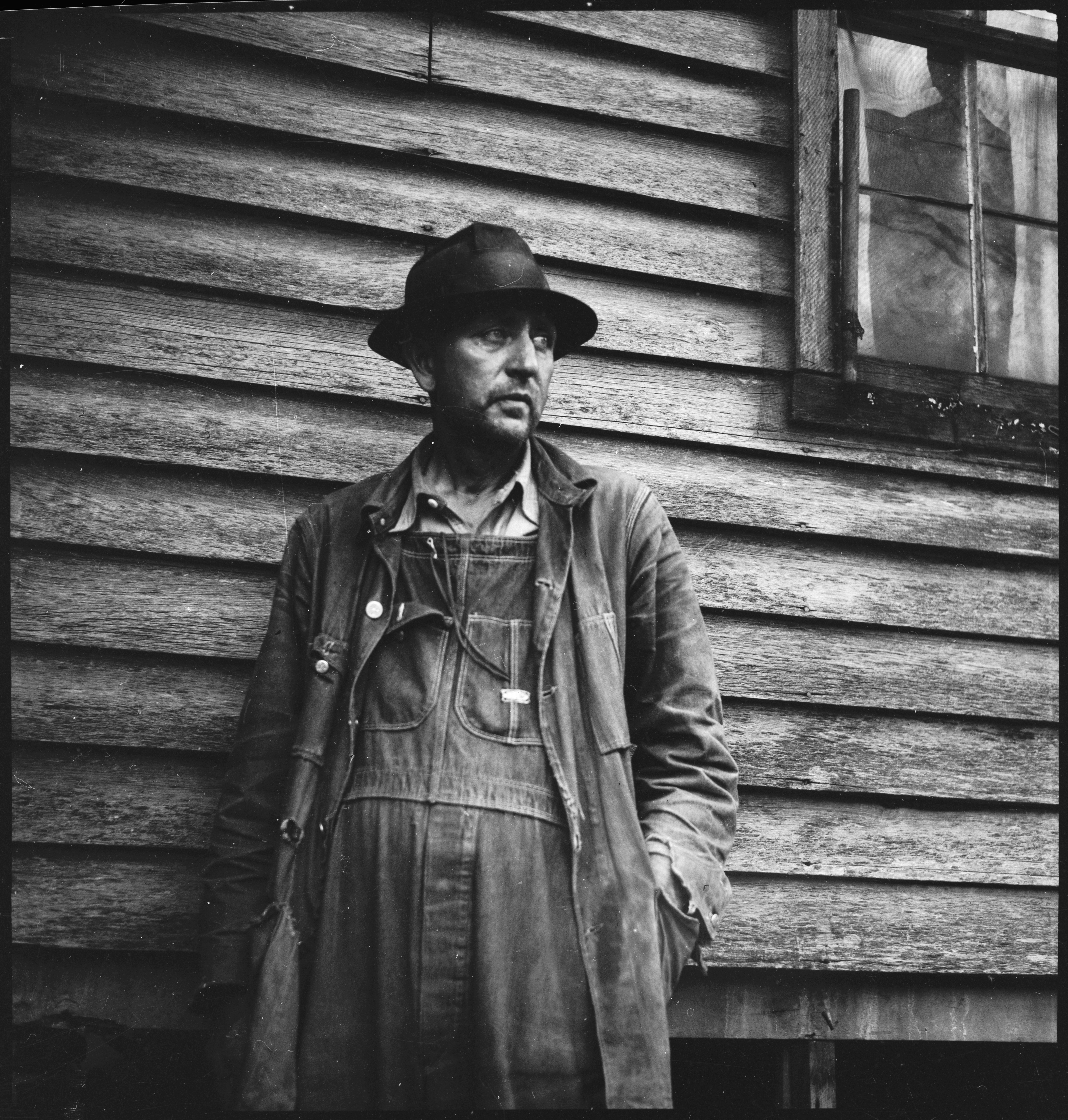
Lincoln County (Tennessee), ±1937
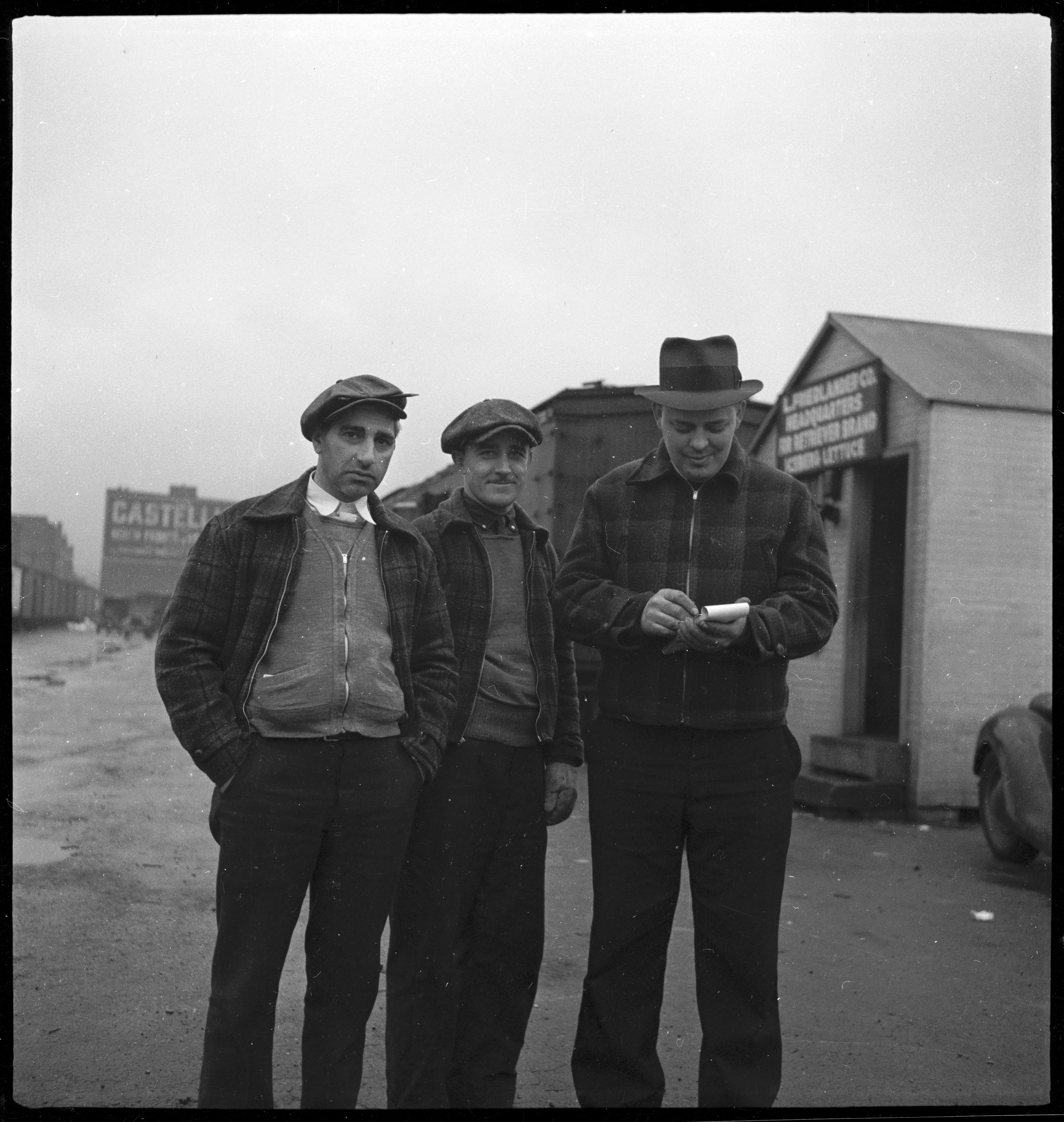
Cincinnati, 1938
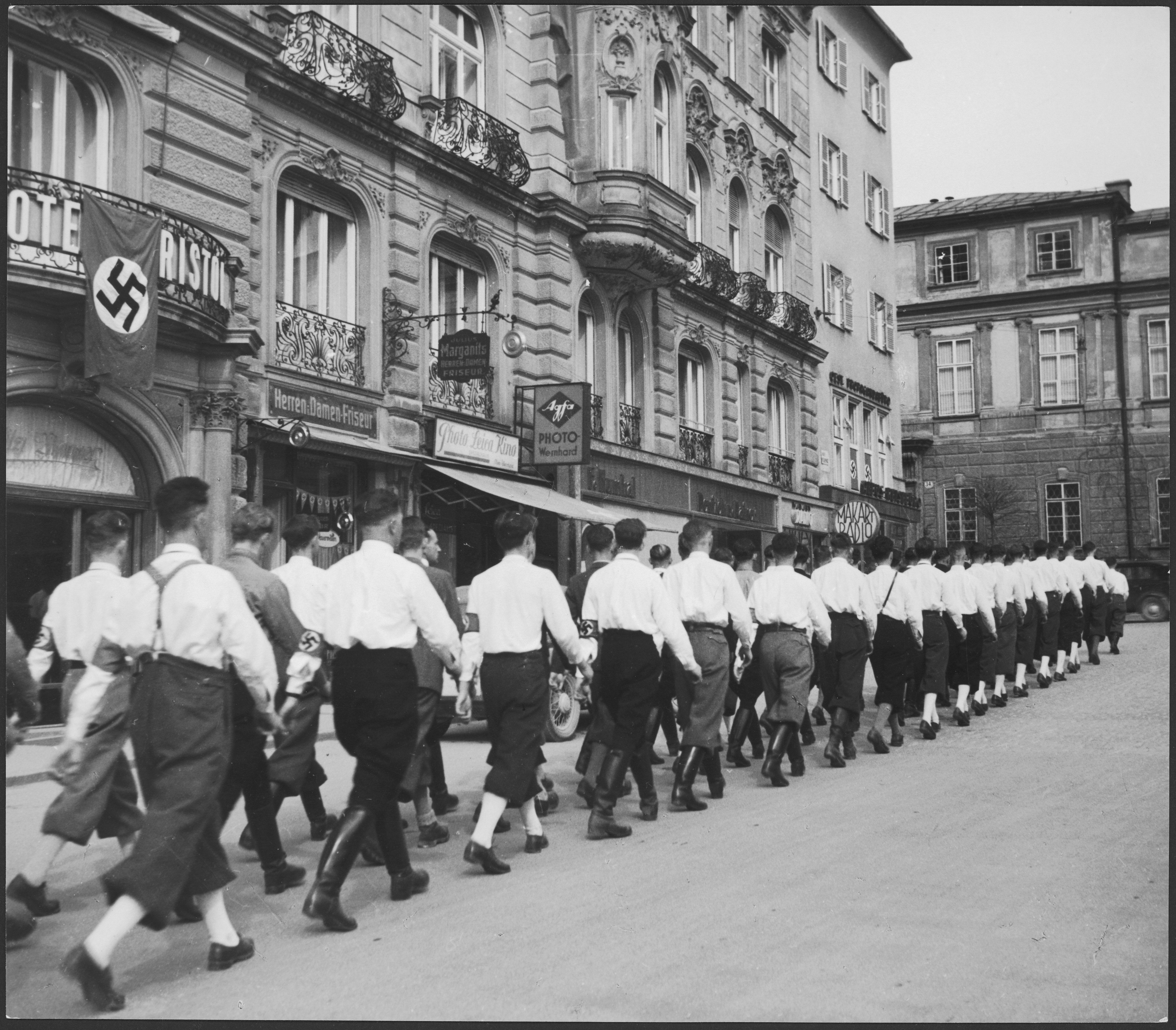
Marcherende nazi's, Salzburg, 1938
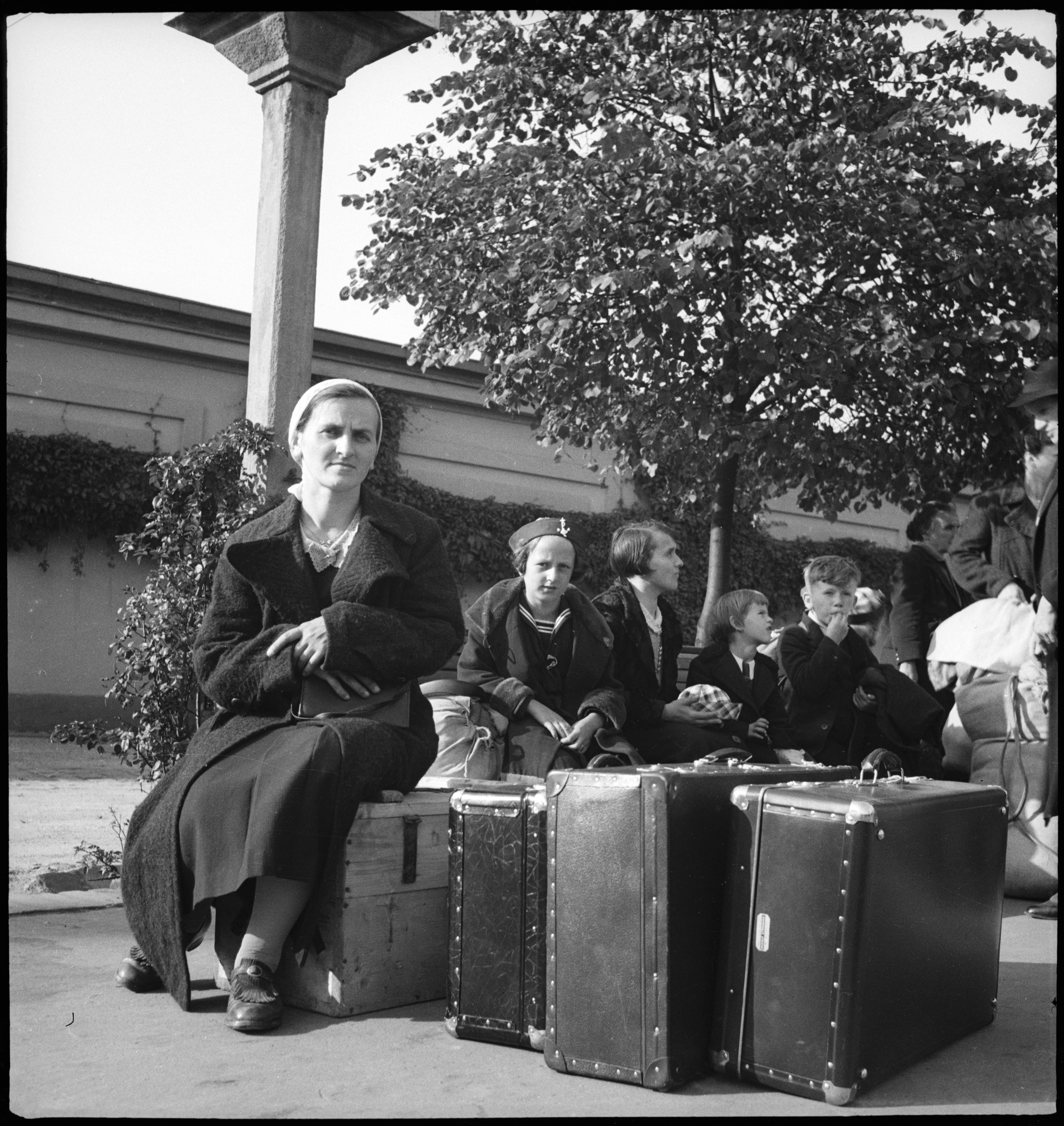
Praag, 1939
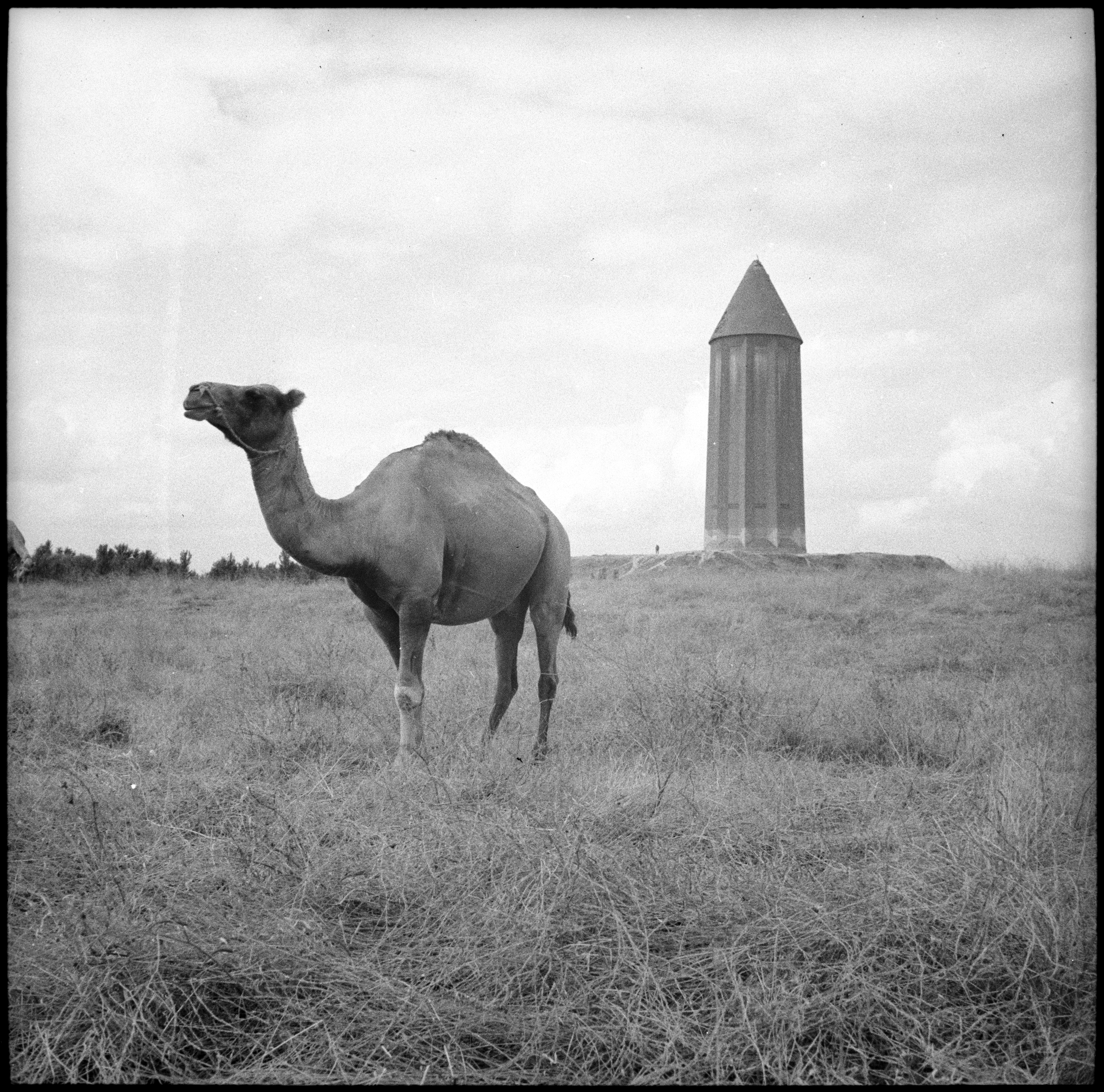
Iran, Gonbad-e Qabus, 1939-1940
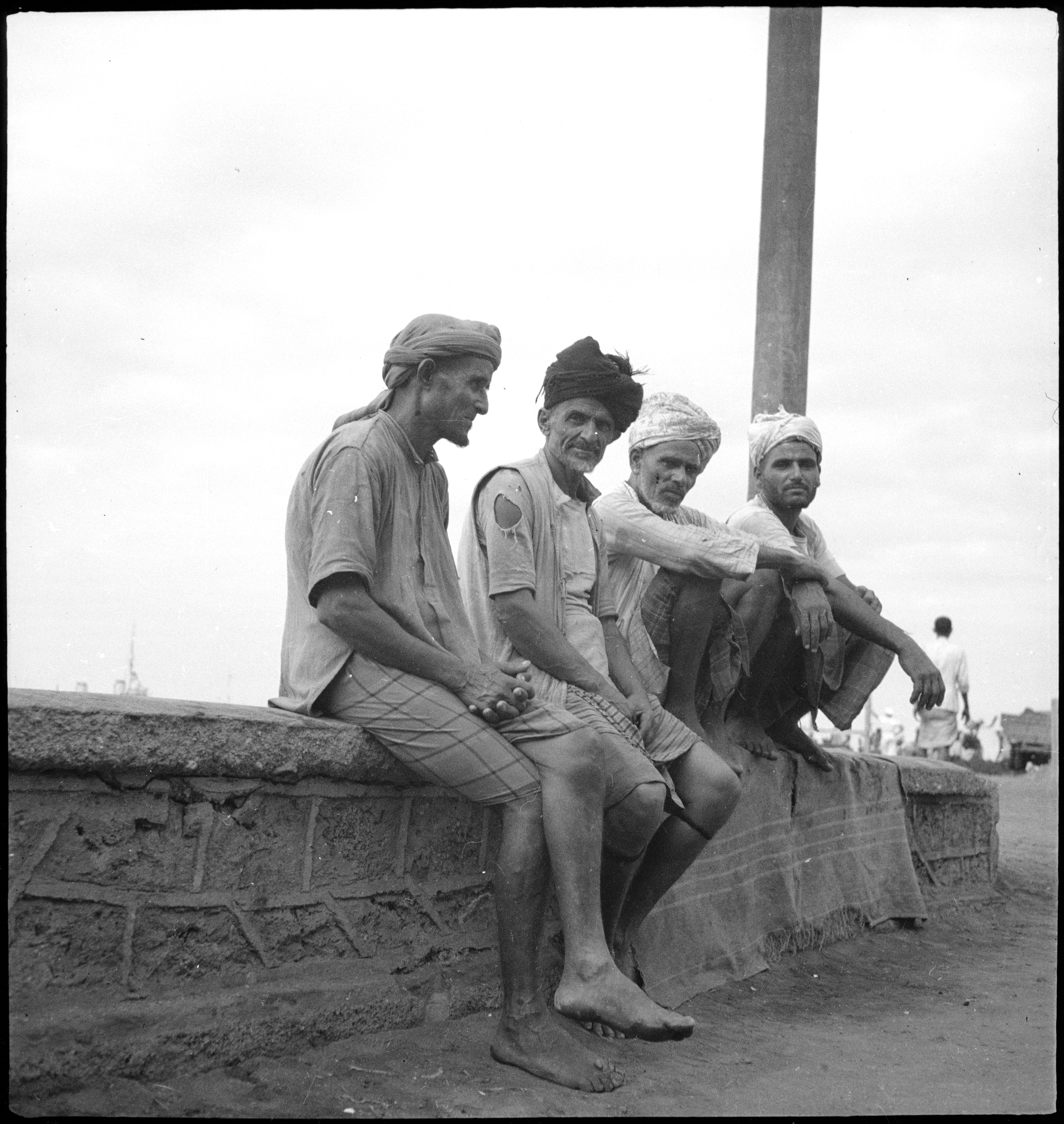
Italiaans-Eritrea, 1939-1940
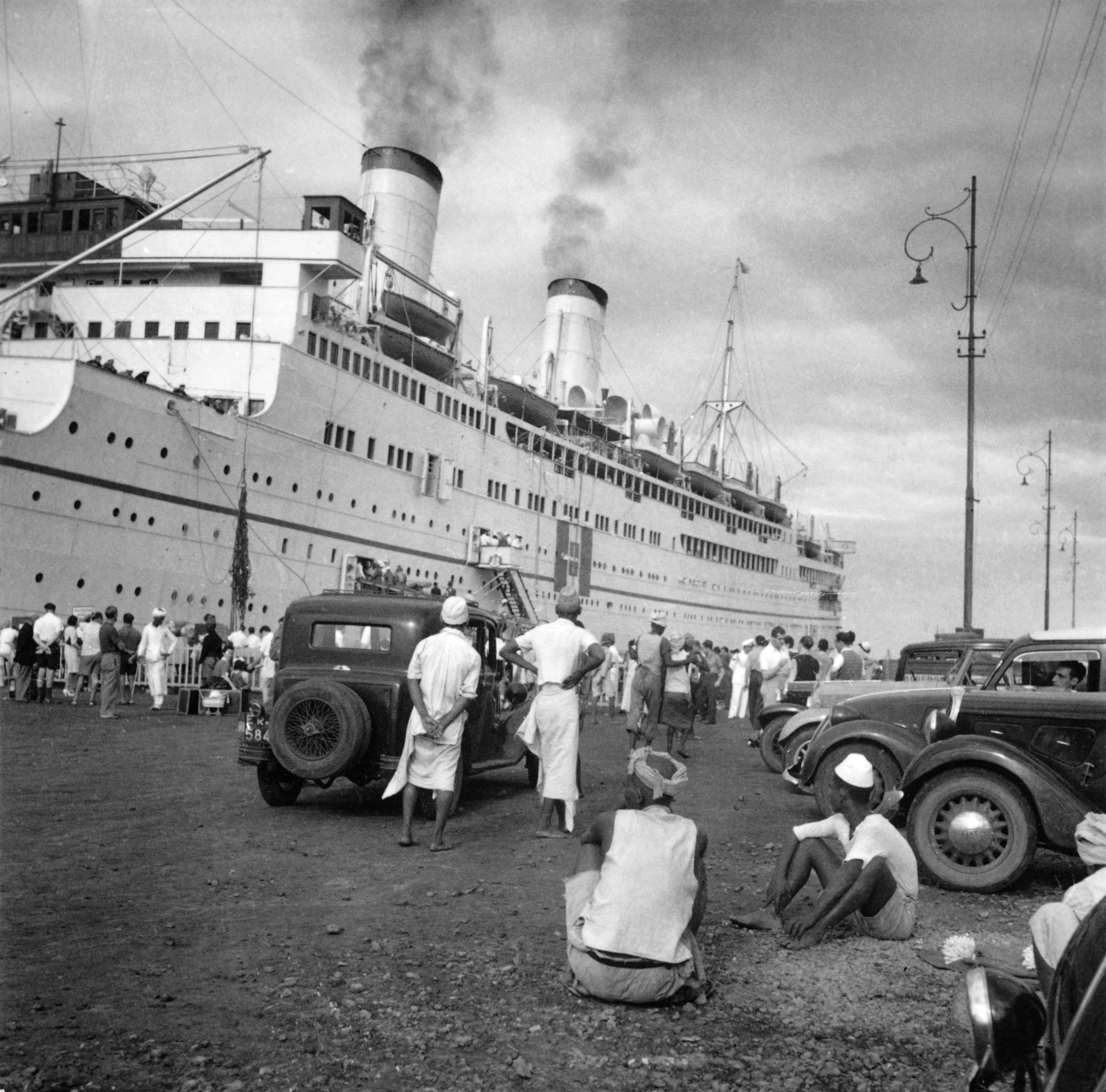
Italiaans-Eritrea, 1939-1940
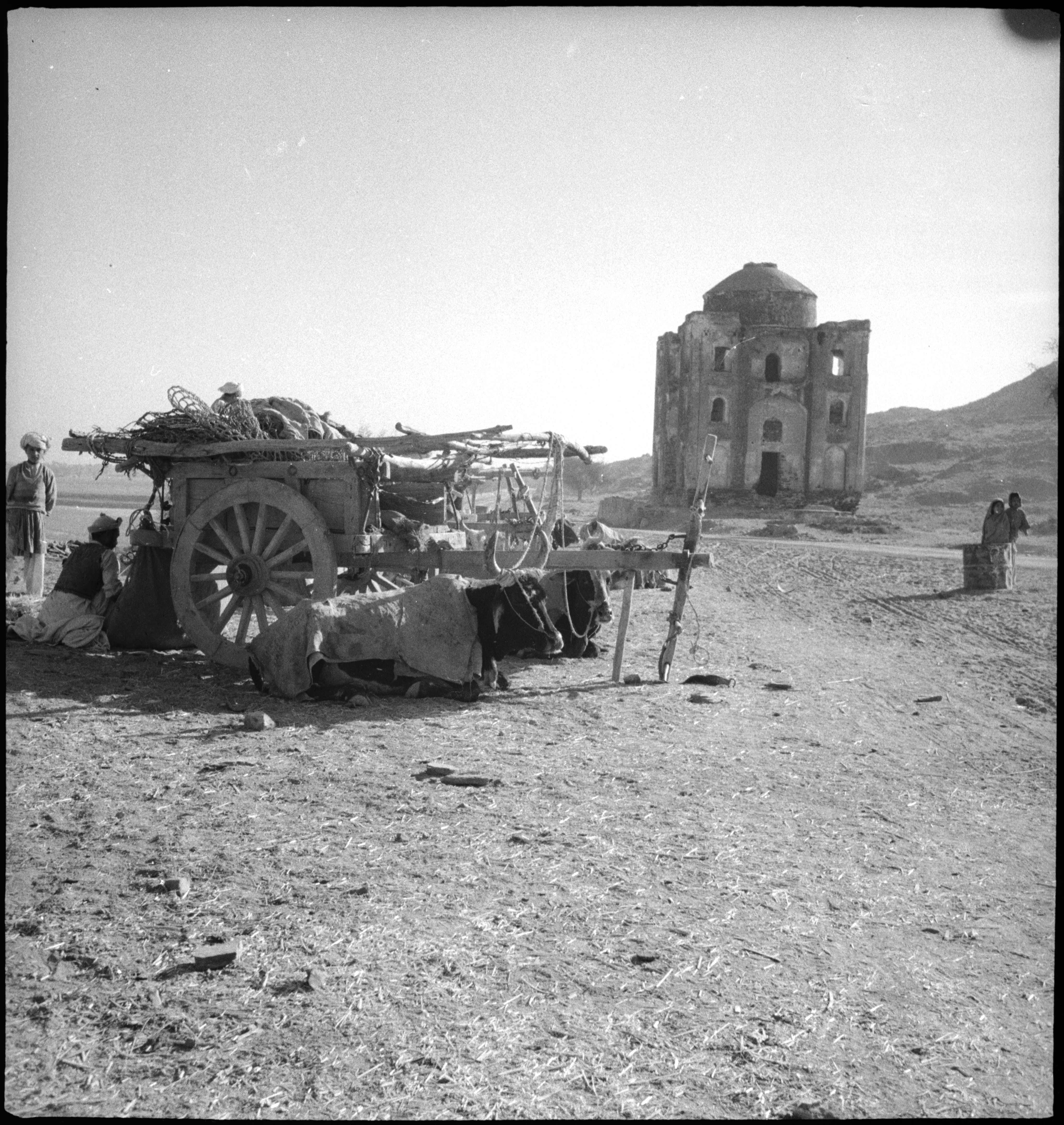
Brits-Indië (Pakistan), 1940
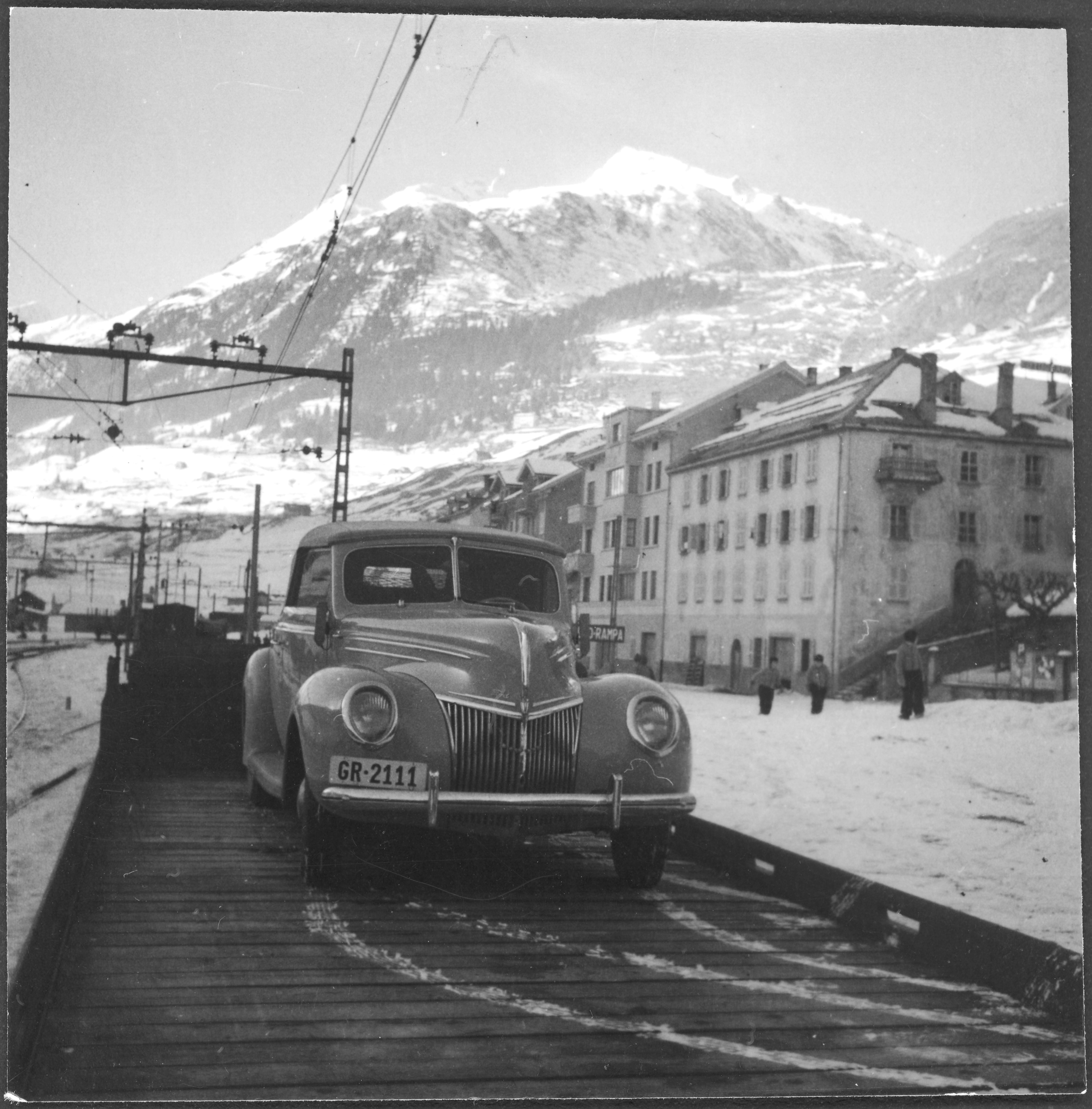
De Ford op de trein, Airolo, 1940
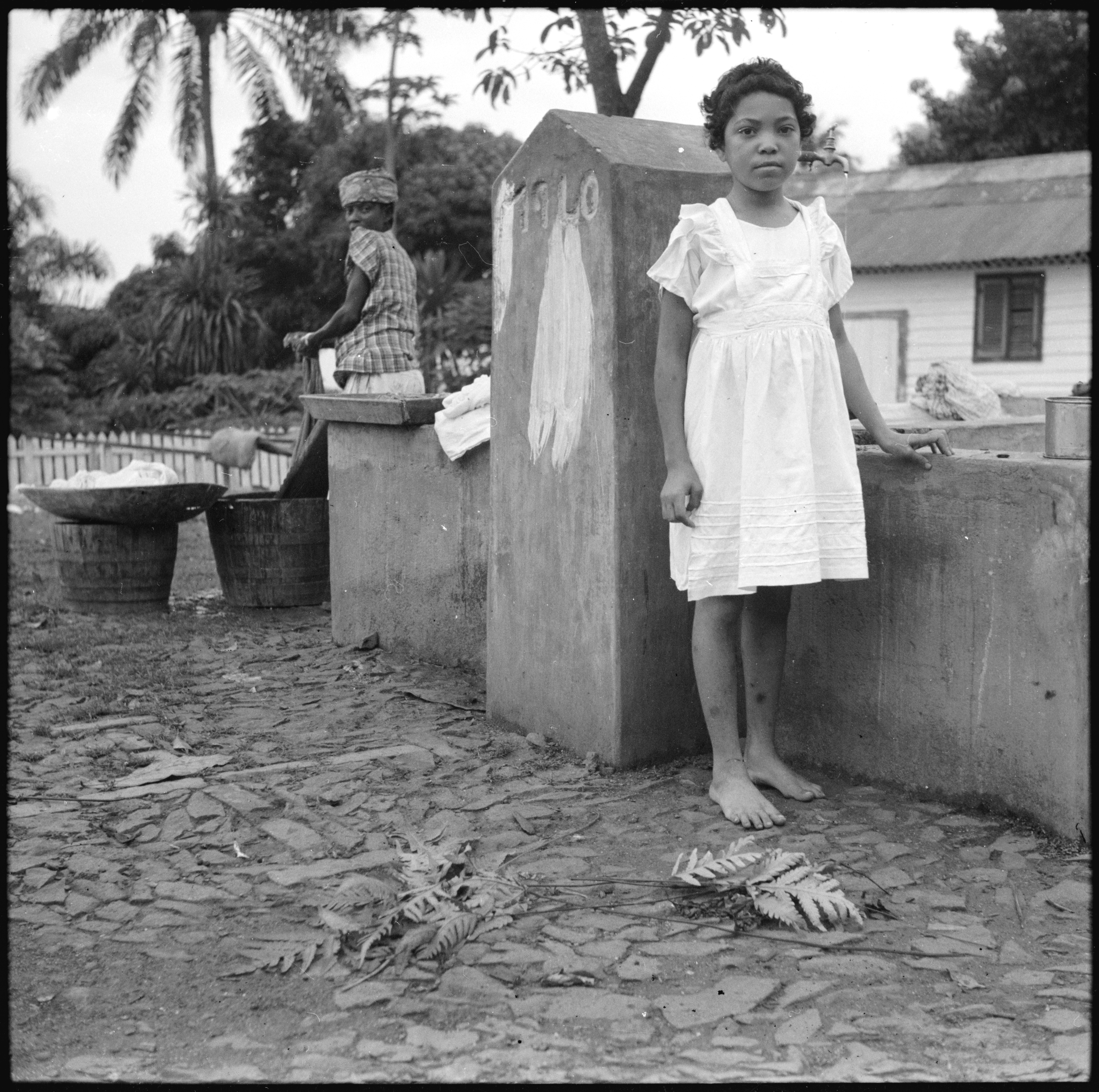
Sao Tomé, 1941
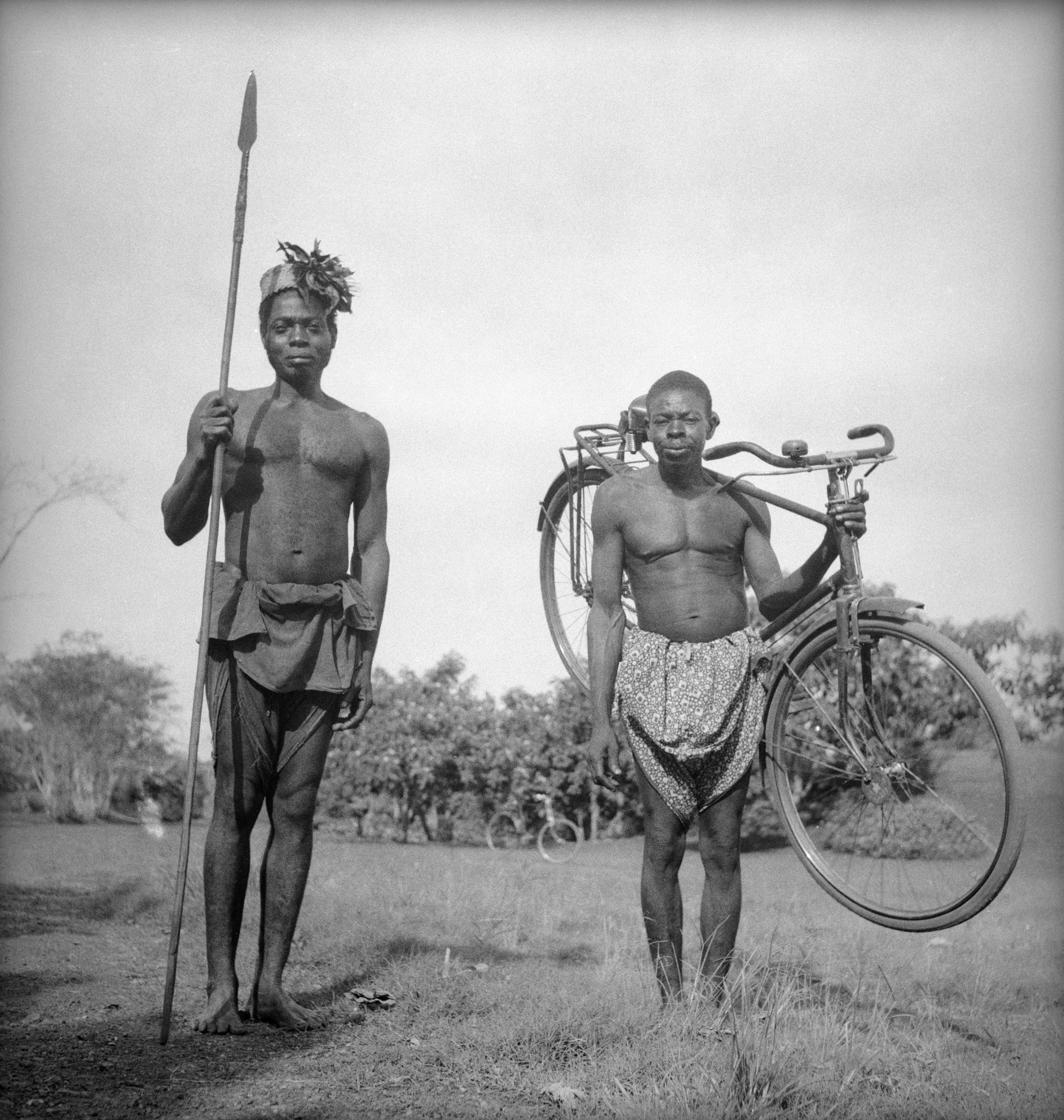
Belgisch-Congo, 1941-1942
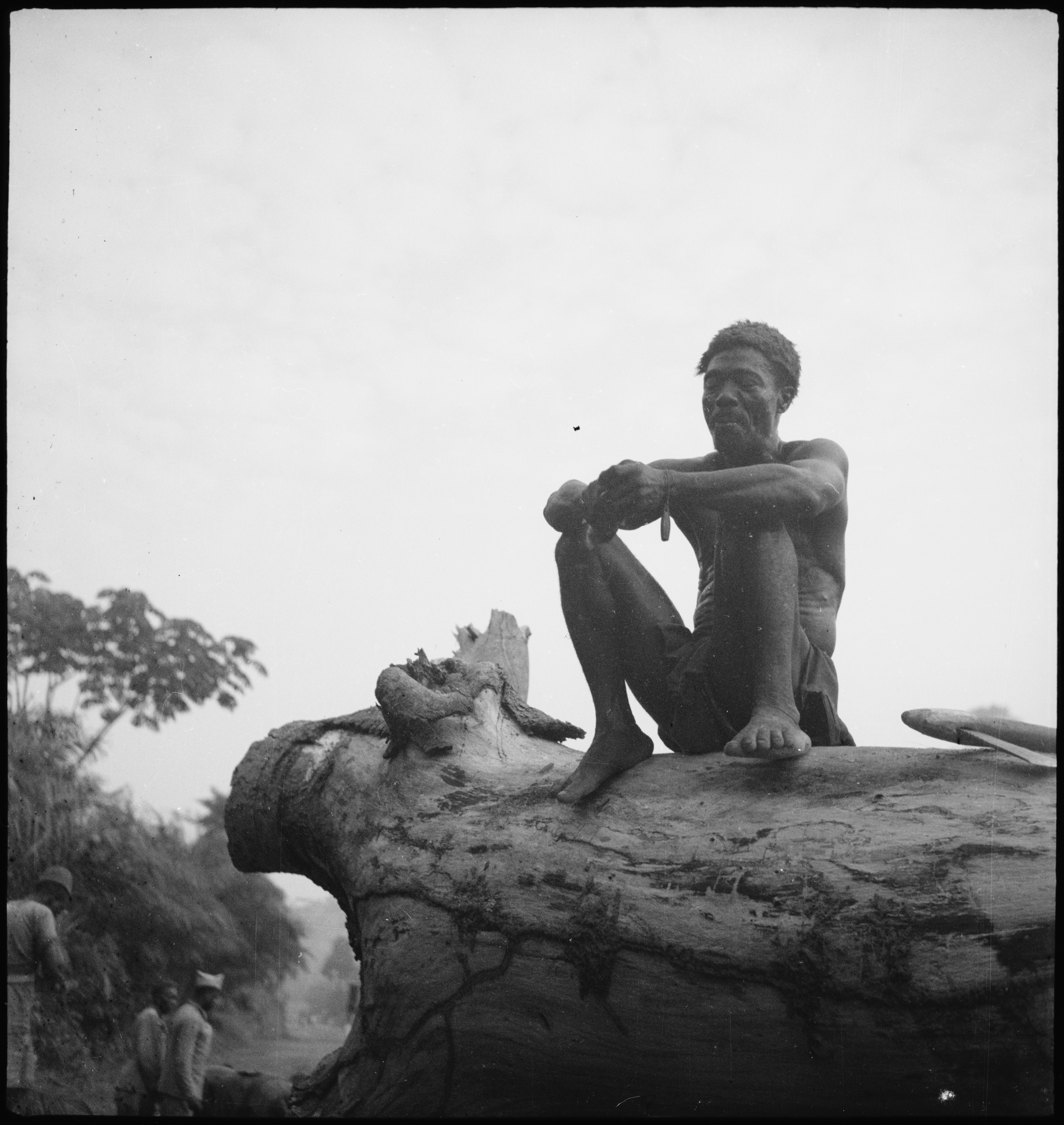
Belgisch-Congo, 1941-1942

## Extra

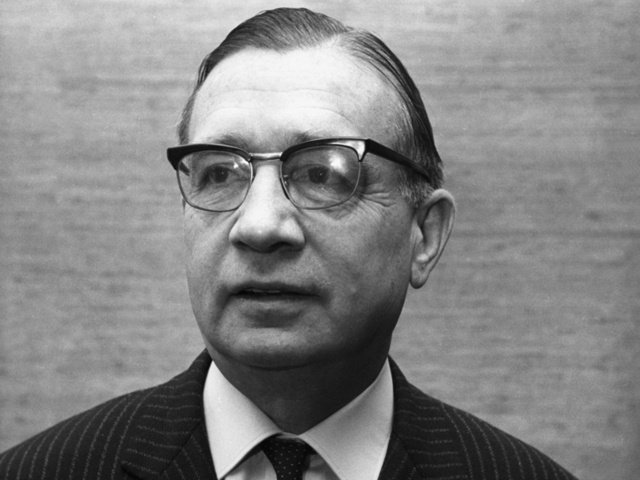
James Schwarzenbach in 1970